# Lagash
Vous lisez un « bon article » labellisé en 2013.
Sauf précision contraire, les dates de cet article sont sous-entendues « avant l'ère commune » (AEC), c'est-à-dire « avant Jésus-Christ ».
Lagash est une ancienne ville du pays de Sumer, en Basse-Mésopotamie (au sud de l'Irak actuel), et un royaume dont elle était au moins à l'origine la capitale. Cette ancienne cité-État comprenait, en plus de la ville éponyme située sur le site actuel d'Al-Hiba, Girsu (le site actuel de Tello), ville sainte où se trouve le sanctuaire de la divinité tutélaire du royaume, Ningirsu, et d'où proviennent la plupart des découvertes archéologiques et épigraphiques qui permettent de connaître l'histoire du royaume de Lagash.
Les découvertes archéologiques sur les deux sites principaux du royaume recouvrent environ cinq siècles, de 2500 à 2000 av. J.-C. Cela correspond à trois périodes de l'histoire mésopotamienne : le dynastique archaïque IIIB (DA IIIB, 2500-2340 av. J.-C.), la période d'Akkad (2340-2150 av. J.-C.), et la période néo-sumérienne (2150-2000 av. J.-C.). Ce territoire est le mieux connu de Basse-Mésopotamie pour la seconde moitié du IIIe millénaire av. J.-C., fournissant une documentation majeure sur la civilisation sumérienne, qui a principalement été redécouverte grâce aux fouilles du site de Tello accomplies à partir de 1877. Les avancées scientifiques concernent aussi bien le domaine de l'art, grâce aux nombreuses œuvres exhumées sur place, que les conceptions religieuses et politiques sumériennes et l'économie ou la société, documentée par plus de 30 000 tablettes administratives retrouvées à Tello.

## Histoire

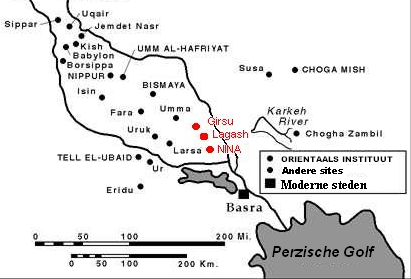
Localisation des villes de l'État de Lagash (en rouge).

Bien que la Mésopotamie connaisse l'écriture depuis le dernier quart du IVe millénaire, les textes des siècles suivants qui nous sont parvenus ne permettent guère de tisser ne serait-ce qu'une trame de son histoire politique avant les alentours de 2500-2400, car ils sont pour la plupart de nature administrative, parfois littéraire, mais jamais à but commémoratif ou historiographique. Lagash est le premier des territoires de Sumer dont la documentation révèle des événements, avec parcimonie pour les périodes les plus reculées, puis de façon plus généreuse pour les plus récentes. Il est ainsi possible de reconstituer les grandes lignes de son histoire politique, couvrant la seconde moitié du IIIe millénaire :
- Une série de rois regroupés dans la « première dynastie de Lagash » fait de ce royaume l'un des plus puissants du pays de Sumer durant la fin de la période des dynasties archaïques (v. 2500-2340).
- Lagash tombe ensuite sous la coupe des souverains d'Akkad (v. 2340-2190), qui en font le centre d'une des provinces les plus riches de leur empire.
- Après la chute d'Akkad, Lagash reprend son indépendance sous sa « seconde dynastie », durant le XXIIe siècle (« période néo-sumérienne »). Ce royaume semble moins puissant que celui de la période archaïque, mais son souverain le plus influent, Gudea, a laissé des œuvres d'art et des textes remarquables.
- Vers la fin du XXIIe siècle, Lagash est incorporée dans l'empire de la troisième dynastie d'Ur, dont elle devient l'une des principales provinces.
- Après la chute de cet empire en 2004, la prospérité de Lagash semble décliner lentement, dans le cadre d'une crise qui touche tout le pays de Sumer et conduit à l'abandon de ses principales villes. Les agglomérations du territoire de Lagash ne se relèvent jamais de cette crise, et l'occupation n'y est plus que sporadique durant les périodes suivantes.

### Lagash à l'époque archaïque

#### Sources
Les inscriptions des rois de Lagash et les archives des institutions de cette région (datées surtout des deux derniers règnes, ceux de Lugal-Anda et d'Urukagina) couvrent avec de plus en plus de régularité la période suivant la fin du XXVIe siècle. Pour cette époque, le dynastique archaïque III B (v. 2500-2340), Lagash est l'un des royaumes les plus puissants de Basse-Mésopotamie, alors que les cités anciennement les plus importantes, comme Kish et Uruk, entrent dans une phase de déclin, et que d'autres comme sa voisine et rivale Umma connaissent concomitamment un essor. Il faut toutefois prendre garde aux sources produites par l'entourage du roi, aussi bien artistiques qu'épigraphiques (les deux pouvant être associées comme sur la Stèle des vautours d'E-anatum). En dépit des qualités historiographiques de certaines d'entre elles (cônes d'En-metena et d'Urukagina) elles sont toujours biaisées et présentent l'histoire dans le sens des souverains de Lagash, alors que de telles sources ne sont pas disponibles pour les autres royaumes contemporains. Pour les derniers règnes, les sources administratives sont très abondantes, offrant parfois des informations sur la situation politique de Lagash, mais plus souvent sur son économie et sa société.
En revanche, les documents postérieurs issus de l'historiographie mésopotamienne sont inadaptés pour reconstruire l'histoire de Lagash : la Liste royale sumérienne et les autres textes relatifs aux rois de la période archaïque n'évoquent pas les souverains de ce royaume. Malgré leur puissance, ils ont été mis de côté et oubliés par la tradition postérieure qui a privilégié d'autres royaumes (Kish, Uruk et Ur). C'est peut-être en réaction à cette exclusion qu'un ou plusieurs scribes de Lagash ont rédigé durant la période paléo-babylonienne une Liste royale de Lagash centrée sur les rois locaux, variante sans doute un brin parodique de la Liste royale sumérienne.

Inscriptions royales de Girsu/Tello et Lagash de l'époque des dynasties archaïques. Musée du Louvre.
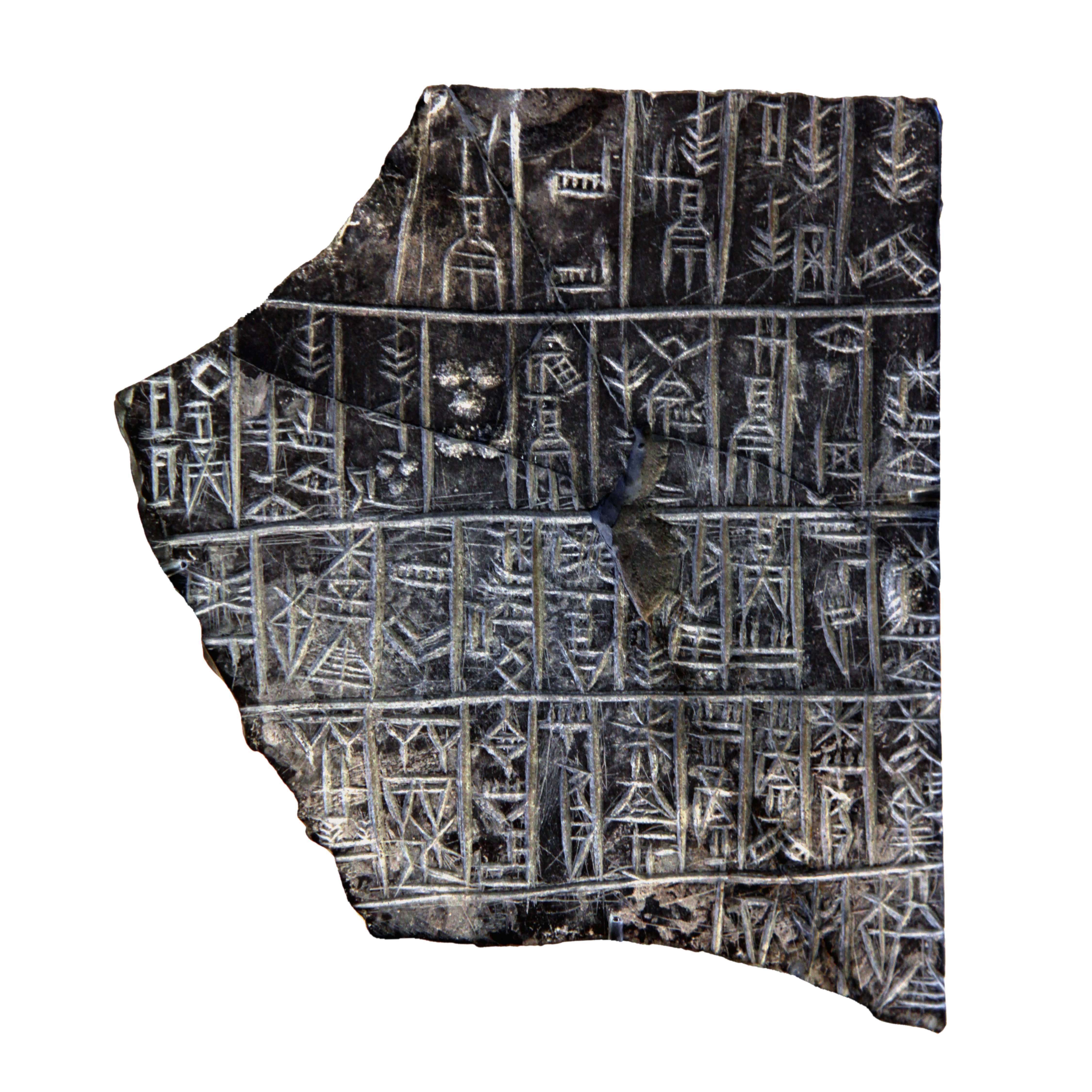
Inscription votive fragmentaire d'Ur-Nanshe, sur la construction d'un temple (peut-être un exercice de lapicide).
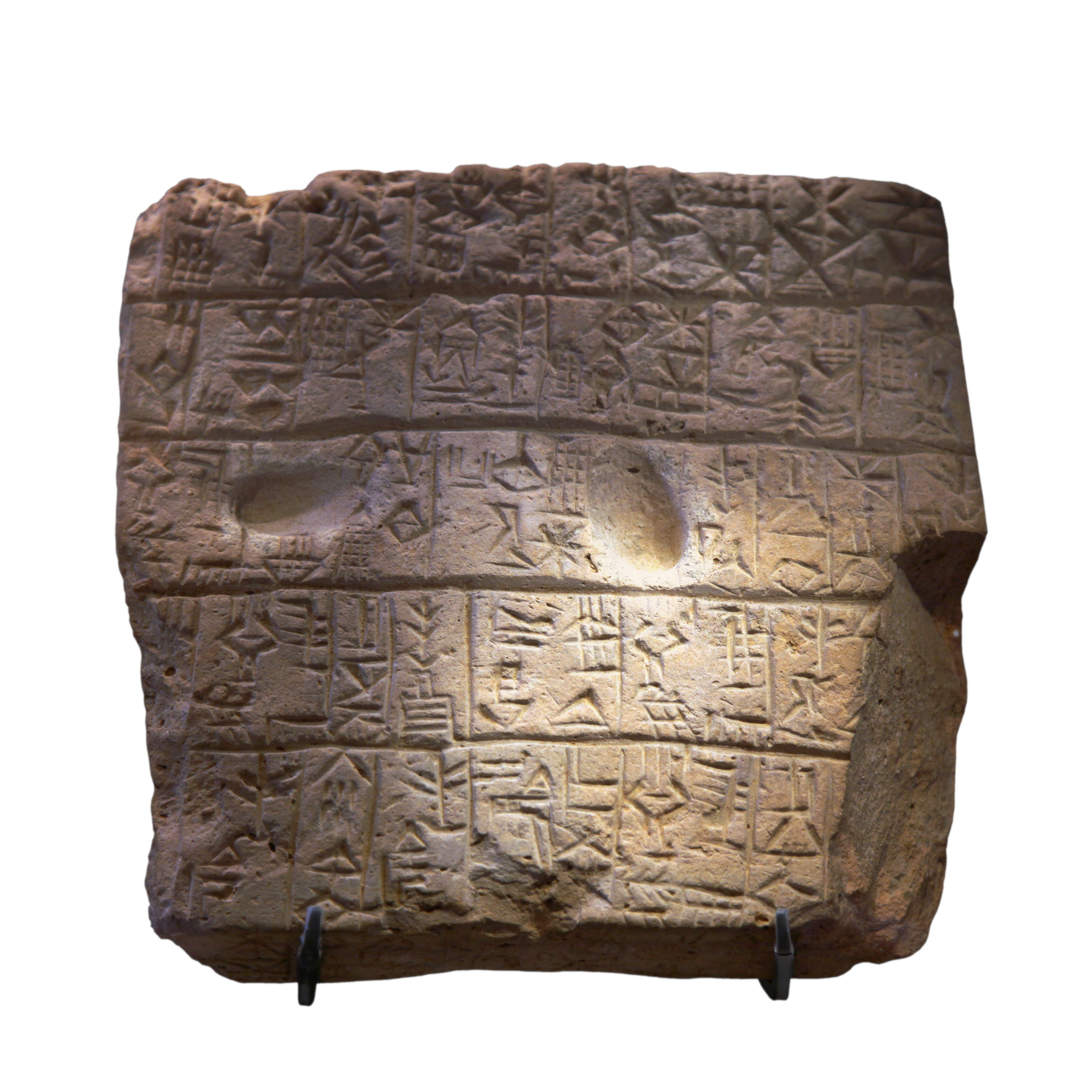
Brique relatant victoires et constructions d'E-anatum.
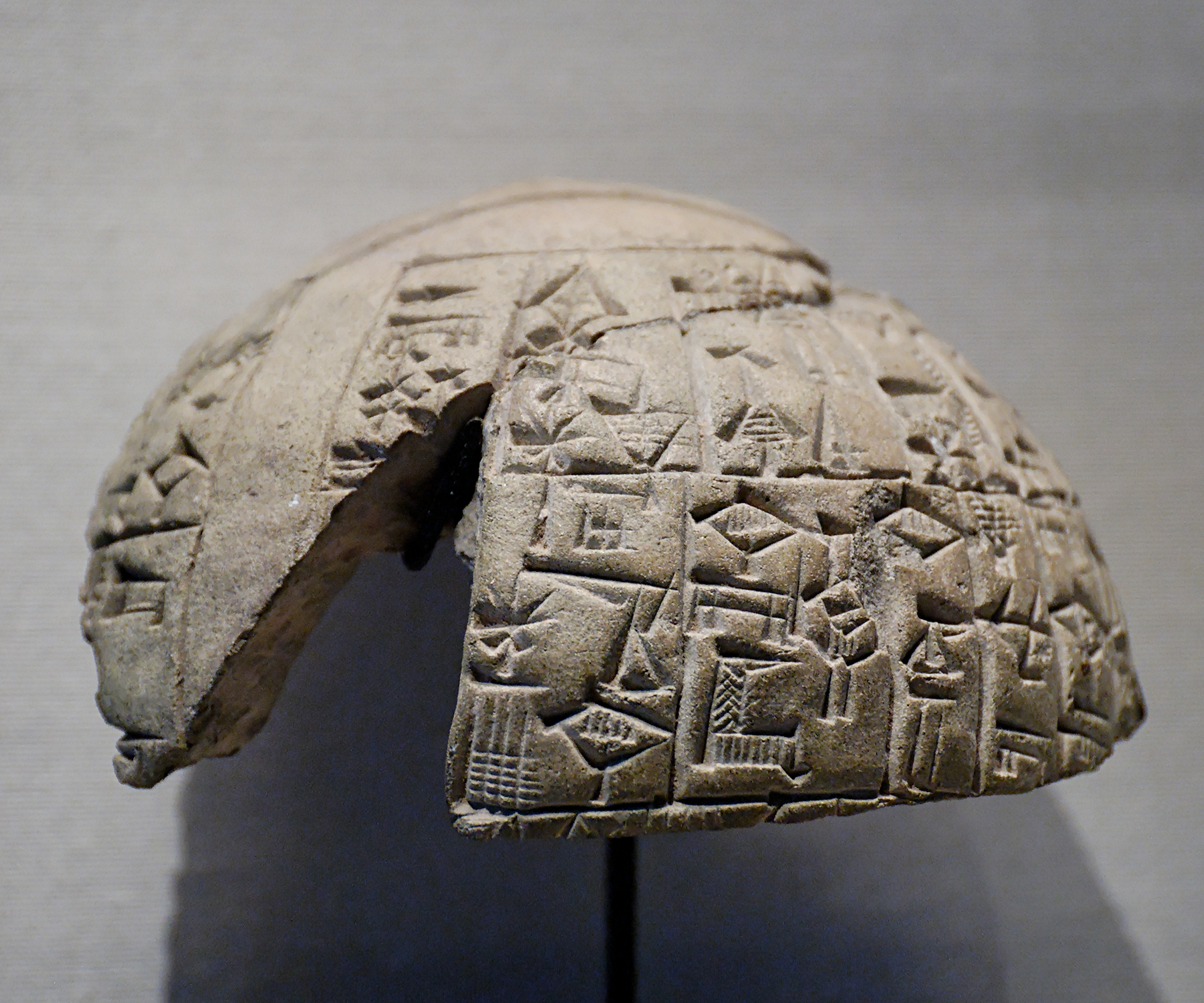
Cône d'argile commémorant une victoire militaire du roi E-anatum, c. 2450 av. J.-C.
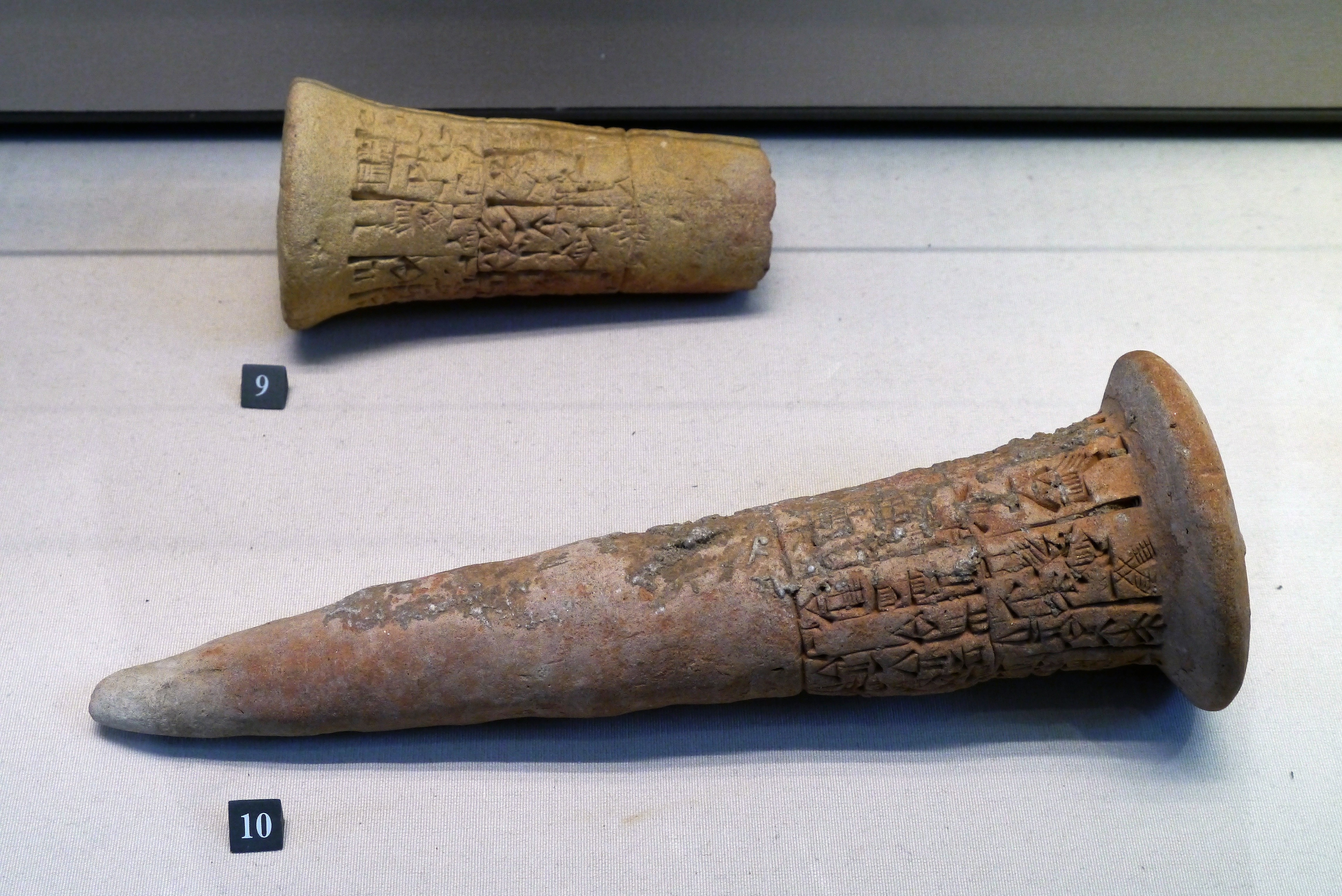
Clous de fondation d'En-metena.
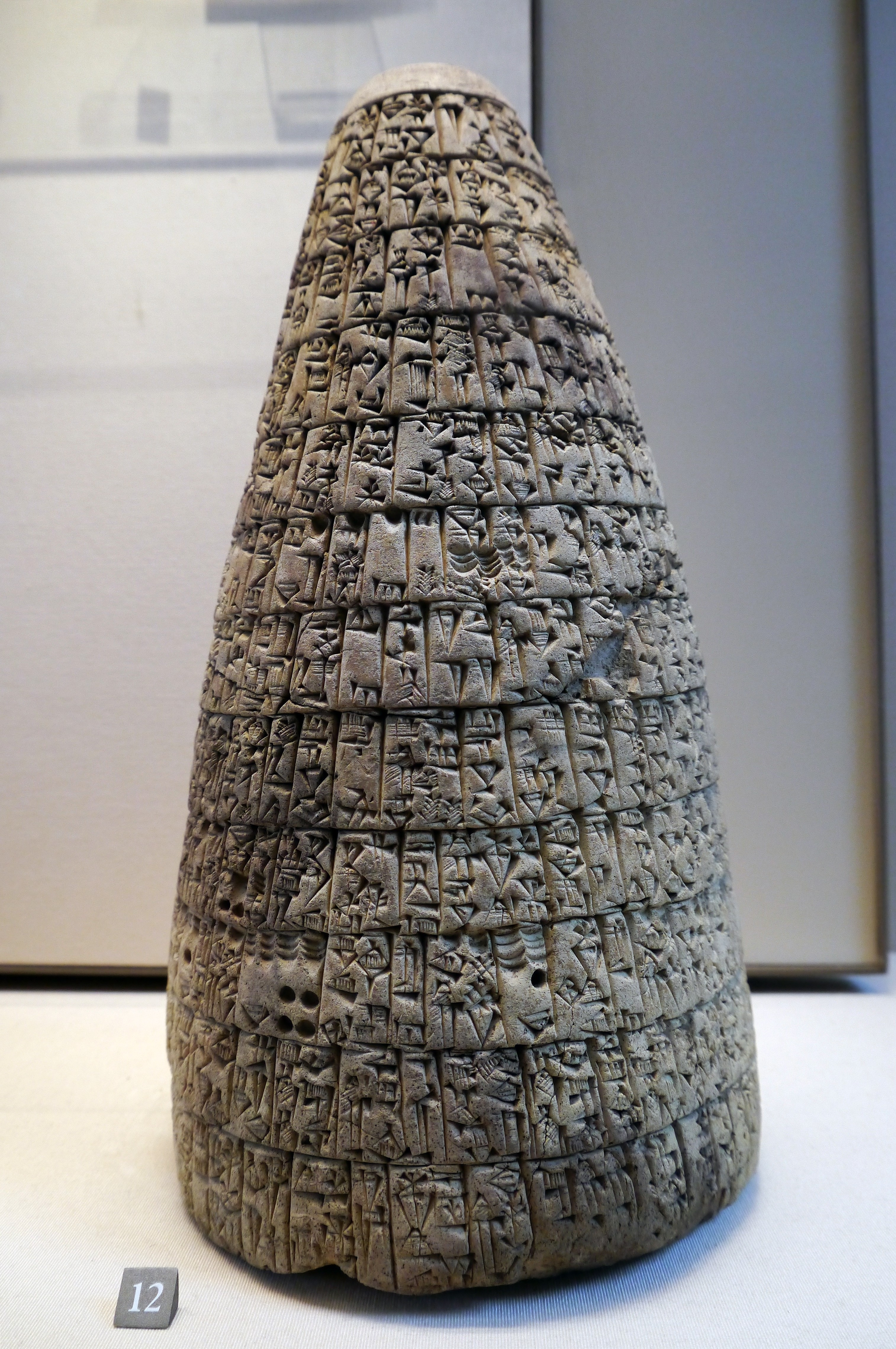
Un des cônes d'Urukagina, un des textes rapportant ses « réformes ».

Documents administratifs de Girsu/Tello de l'époque des dynasties archaïques. Musée du Louvre.
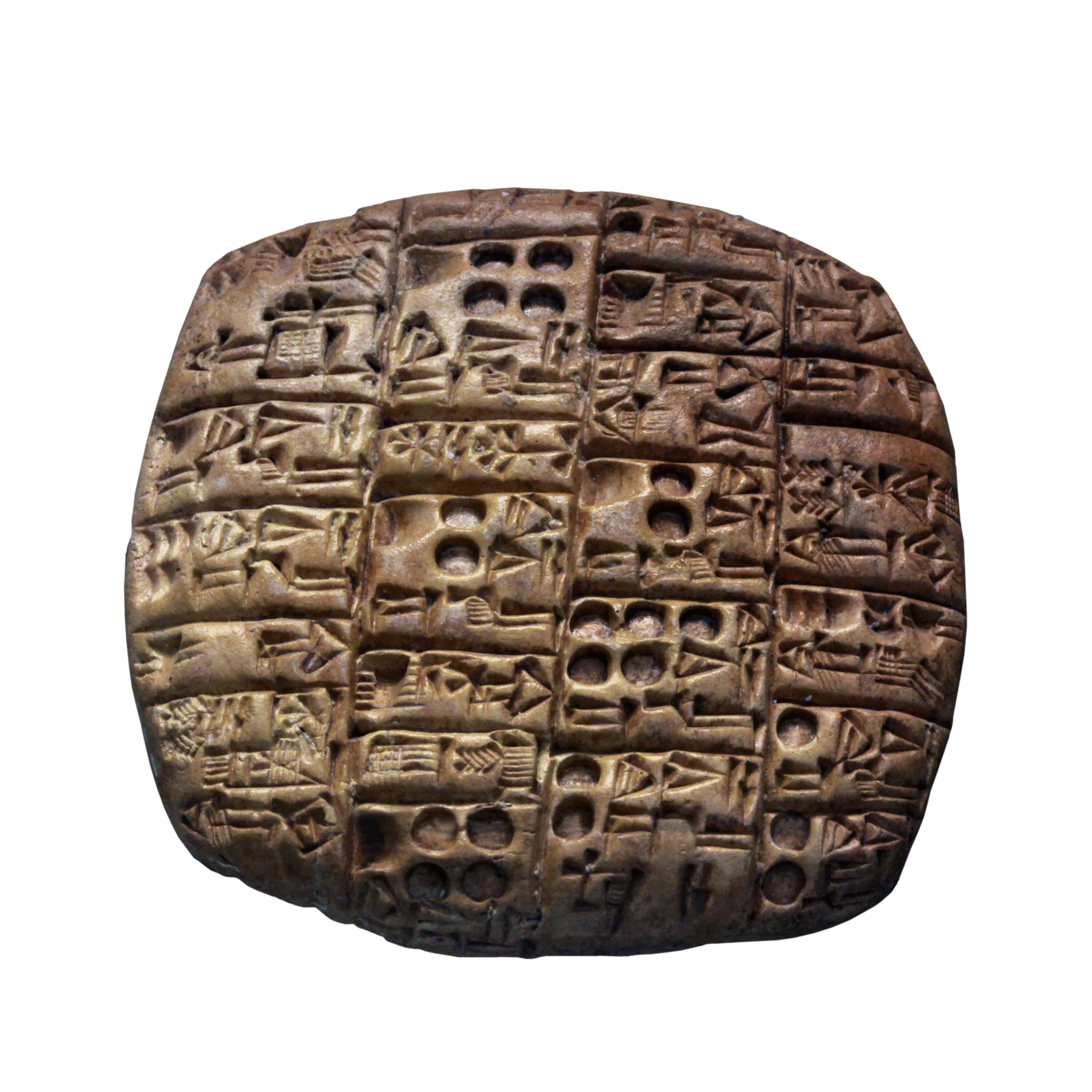
Livraisons de fruits au palais, archives des jardiniers royaux de Girsu, règne d'Urukagina.
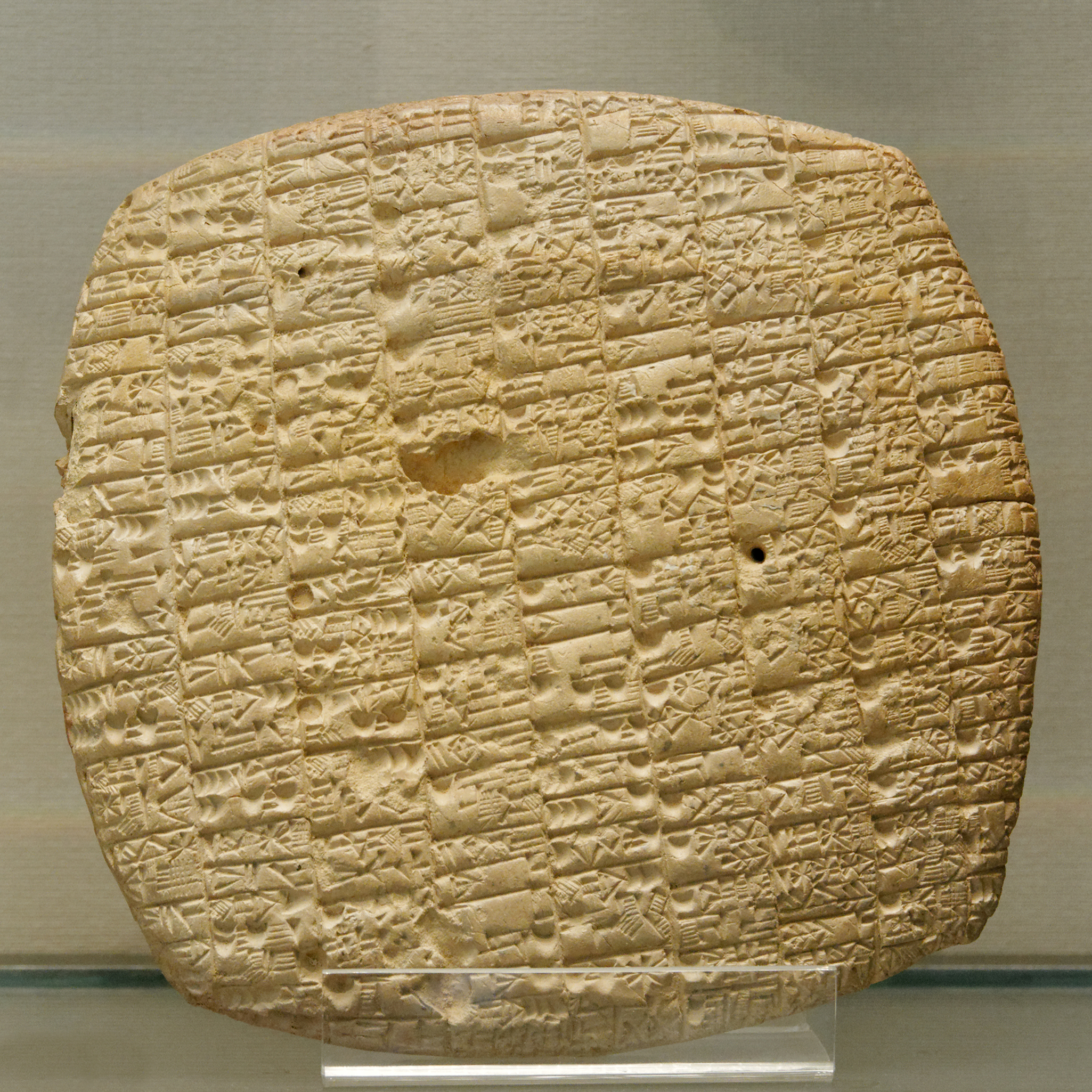
Tablette des archives du temple de Bau concernant la distribution de rations d'entretien à des personnels de temple
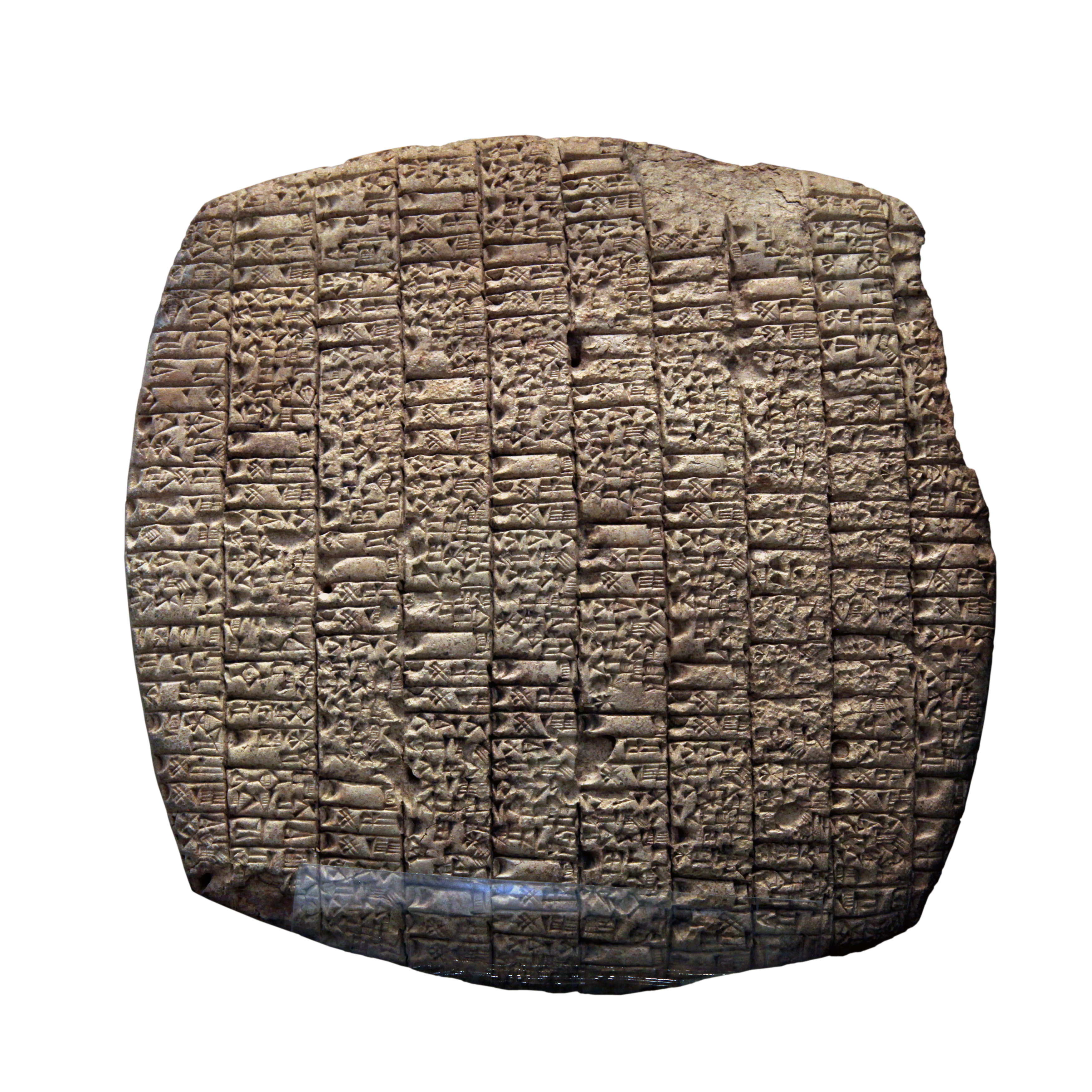
Énumération d'offrandes faites à des divinités, règne de Lugal-Anda.
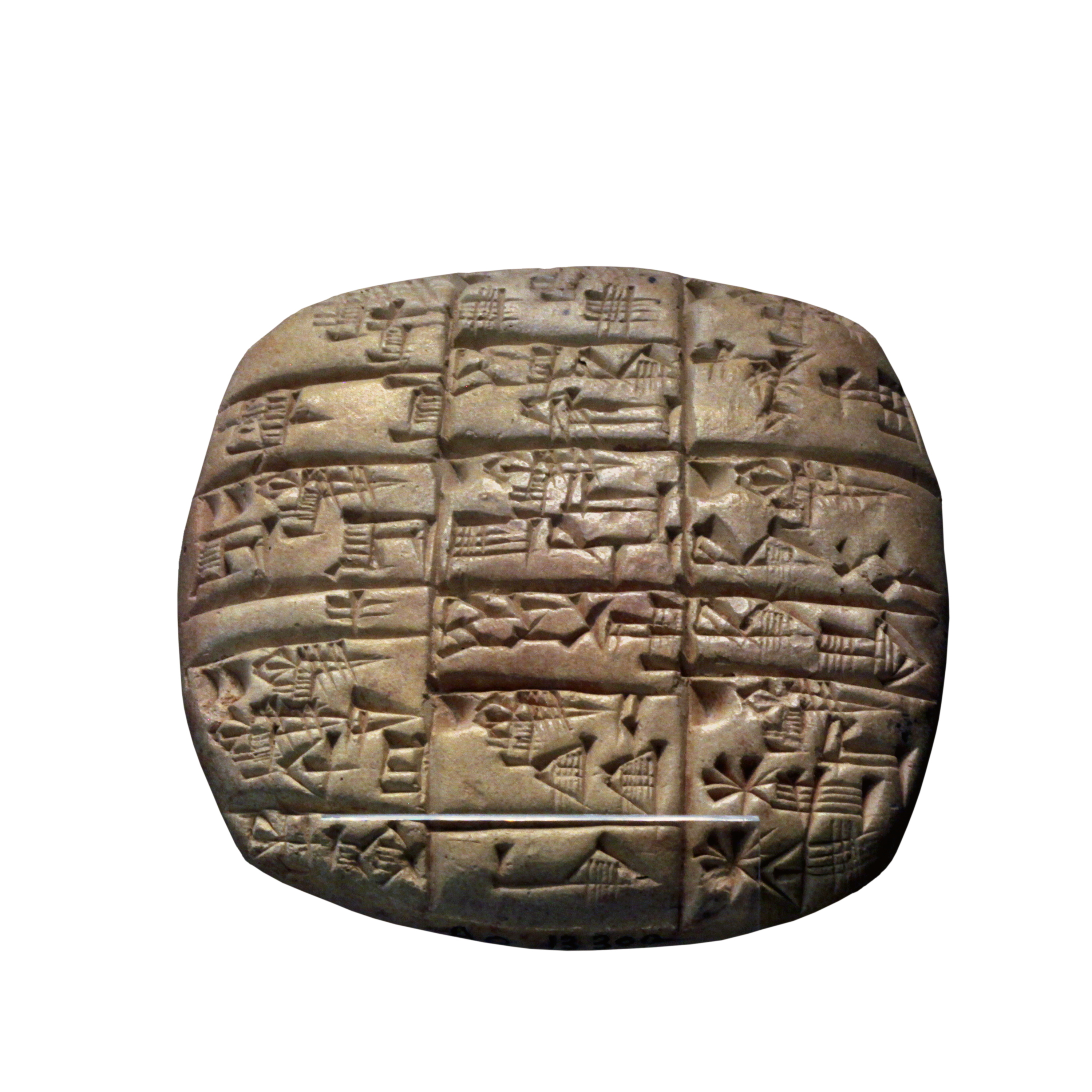
Tablette économique concernant des ânes de charrue à atteler. Règne d'En-entarzi.
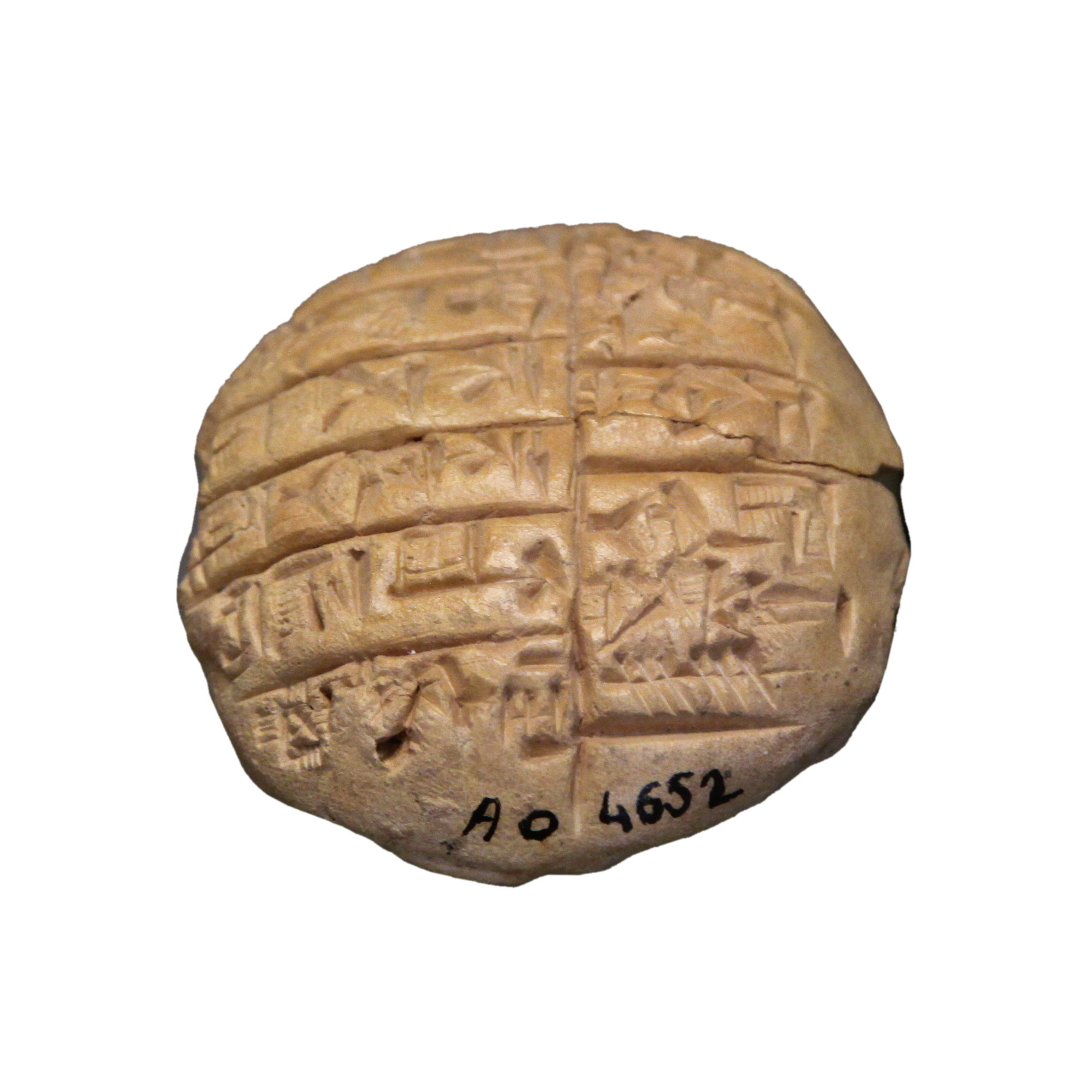
Étiquette de panier ayant contenu des tablettes économiques, règne de Lugal-Anda.
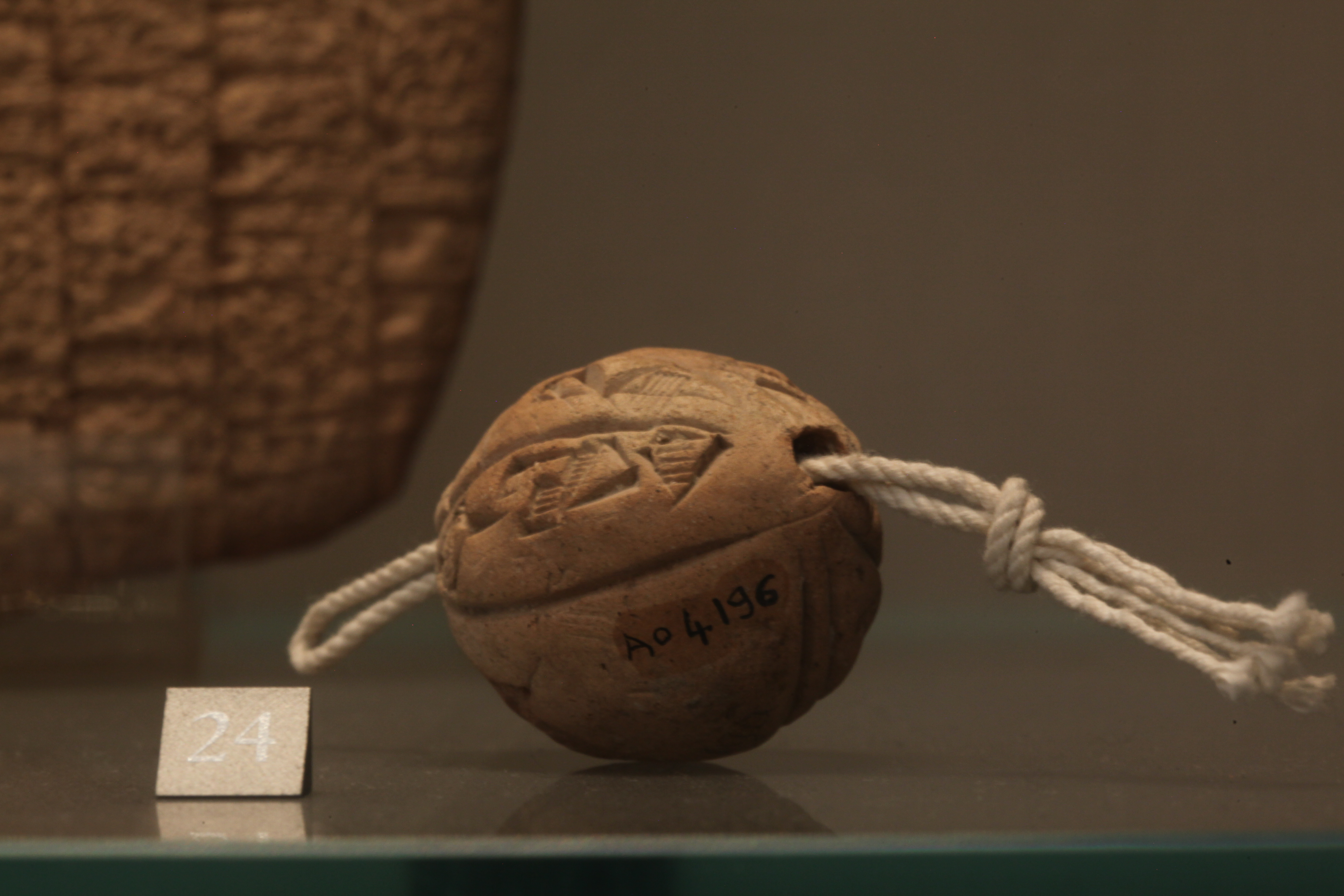
Badge d'identification d'un officier ou soldat de Lagash, affecté au « bastion du mur d'enceinte », règne d'Urukagina.

#### Organisation politique et administration
Durant la période archaïque, Lagash est dirigée par des souverains portant le titre d'ensí. Ce terme semble faire référence à leur relation de soumission envers la divinité tutélaire du royaume, Ningirsu : le dieu est perçu comme le véritable souverain, tandis que le roi est son « vicaire », terme pouvant traduire ensí,. Le dernier roi de la période, Urukagina, se pare cependant du titre de lugal, « Grand homme », qui semble avoir un aspect plus séculaire et militaire. L’État de Lagash est en tout cas bien dirigé par un personnage qui peut être qualifié de « roi », gouvernant aux côtés de sa famille (la reine, les princes et princesses) et des hauts dignitaires du royaume, notamment ceux issus de l'administration des temples. Le modèle politique d'une « cité-temple » dirigée par un pouvoir avant tout religieux n'est plus admis, même si la fonction royale a bien un aspect religieux. La succession se fait de père en fils ou de frère aîné à cadet au sein d'une même famille, mais des usurpations semblent avoir eu lieu à deux reprises, dans des conditions indéterminées. Le roi concentre plusieurs fonctions entre ses mains : il dirige l'administration ; est le garant de l'ordre et de la justice ; il supervise le culte et l'entretien des sanctuaires ; commande les armées en campagne ; entretient des relations diplomatiques avec les autres souverains (échanges de présents, conclusion d'accords politiques, etc.).
Pour exercer le pouvoir, le souverain est assisté par sa famille, en premier lieu son épouse principale qui a un rôle religieux affirmé, ainsi que des hauts dignitaires : le vizir (sukkal-mah), le grand scribe (dub-sar-mah), le grand marchand (gal dam-gàr), le grand marchand maritime (ga-eš8-mah), les chefs des prêtres (comme le grand lamentateur, gala-mah), etc. Certains de ces personnages ont pu avoir des fonctions judiciaires, rendant les verdicts lors des procès. Il faut également prendre en compte les Anciens, chefs de famille qui devaient jouer un rôle dans la vie locale, ainsi que les membres de l'administration des domaines des temples qui étaient importants dans l'encadrement de la population (le sanga-gar, administrateur à la fonction exacte discutée, les superviseurs des troupeaux, des silos, de la pêche, des bateliers, etc.). Les ressources de l’État sont en grande partie tirées des domaines, les dignitaires recevant des terres en échange de leurs services afin d'assurer leur train de vie. Mais différentes taxes semblent également avoir été prélevées par des membres de l'administration en diverses occasions (mariages, divorces, enterrements - il peut s'agir dans certains cas de sortes d'amendes ou de rémunération pour le fonctionnaire intervenant lors de l'événement) et les sujets du royaume étaient soumis à des corvées.

#### Histoire politique et militaire

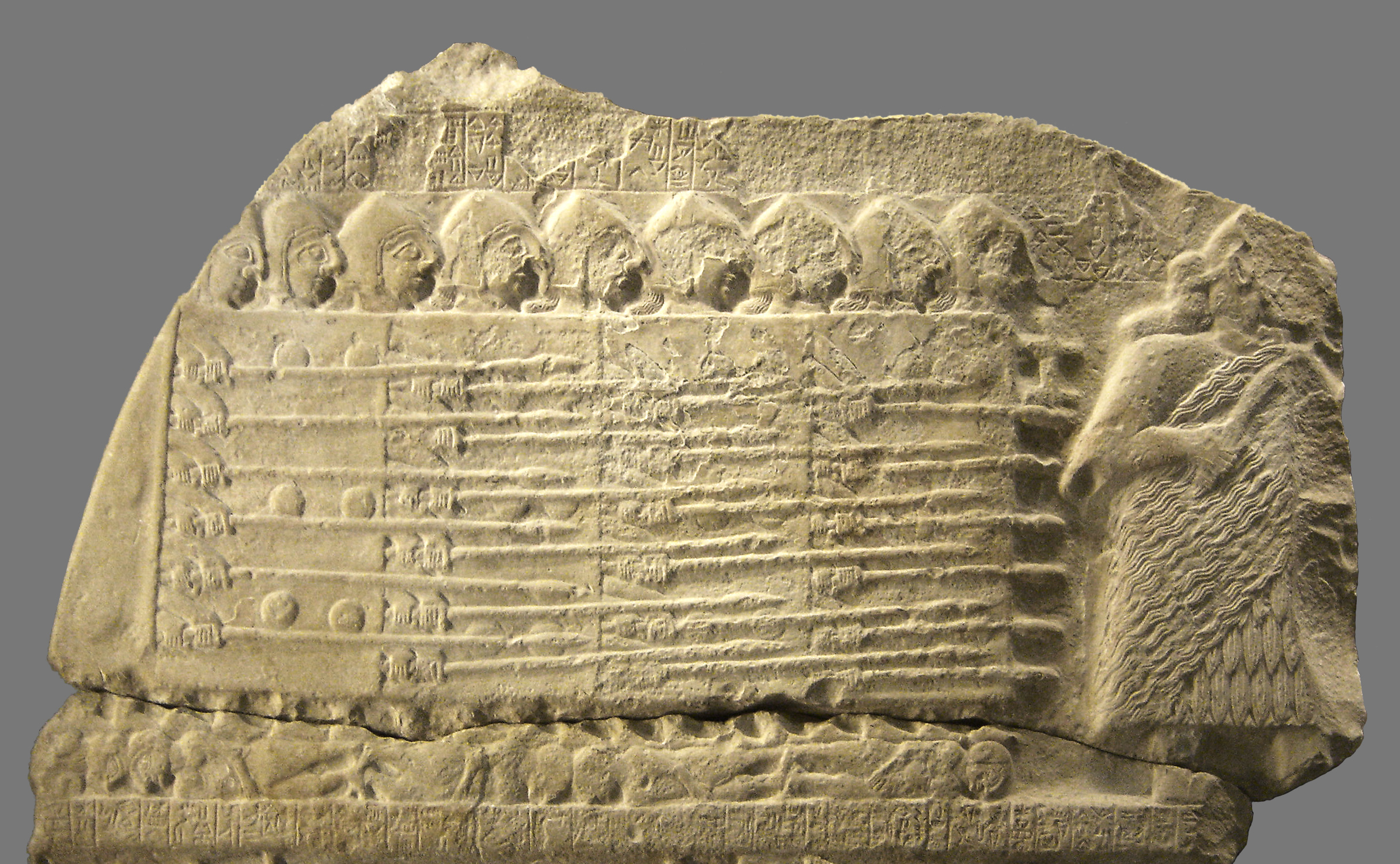
Stèle des vautours, face, registre supérieur : la « phalange » de l'armée de Lagash triomphant des troupes d'Umma, sous le règne d'E-anatum (coll. musée du Louvre).

Le plus ancien souverain de Lagash dont le nom soit connu est un certain Lugal-sha-Engur, dont la lecture du nom est incertaine tant l'écriture de cette époque est mal comprise. Le premier roi sur lequel plus d'informations sont disponibles est Ur-Nanshe, qui aurait régné dans les dernières décennies du XXVIe siècle. Il s'agit sans doute d'un usurpateur, puisque son père Gu-NI-DU n'est pas roi : c'est peut-être un prêtre originaire de Nigin. Il fonde une lignée qui dirige Lagash durant environ un siècle. Dans ses inscriptions, il mentionne surtout des travaux de construction de temples, ainsi que quelques campagnes militaires (contre Ur et Umma).
Règnent ensuite son fils Akurgal puis le fils de ce dernier, E-anatum, qui exerce peut-être le pouvoir durant une trentaine d'années. Durant cette période, il renforce la puissance de Lagash et en fait une des principales puissances de Sumer. Ses inscriptions proclament des victoires contre les principales cités de ce pays ainsi que contre celles des régions voisines (Kish, Akshak, Mari). Le document le plus remarquable qu'il ait laissé est la Stèle des vautours, qui présente en bas-reliefs et par écrit sa victoire contre le roi Ush d'Umma, faisant suite à un litige ayant déjà impliqué ses ancêtres. Il comprend la description de l'accord politique qui le voit prendre le contrôle d'un territoire frontalier disputé, le « Bord de la plaine (ou steppe) » (gu-edenna), que le vaincu promet de ne plus convoiter.
En-anatum Ier, frère cadet d'E-anatum, monte ensuite sur le trône ; ses inscriptions rapportent des constructions de temples et de nouvelles tensions avec Umma, dont le roi tente de reprendre le contrôle du territoire disputé malgré les promesses tenues auparavant. Le sort des armes est cette fois-ci défavorable à Lagash, son souverain périssant sans doute au combat. Son fils En-metena lui succède. Sous sa conduite Lagash renoue avec les succès militaires : revanche est prise sur le roi d'Umma puis son successeur qui avaient une nouvelle fois tenté de transgresser la frontière fixée précédemment. Ces événements sont rapportés par une inscription sur cône d'argile offrant également un résumé utile des précédents affrontements entre les deux cités. En-metena soumet aussi Bad-Tibira où il restaure un temple ; il conclut un traité de paix avec Lugal-kinishe-dudu d'Uruk, dont il est peut-être devenu le suzerain. Son fils et successeur En-anatum II (de) est connu par une seule inscription, ce qui semble plaider en faveur d'un règne bref.
| |  |  |
| Empreinte sur une bulle d'argile des sceaux de Lugal-Anda (gauche) et de son épouse Baranamtarra (droite), v. 2400 av. J.-C., trouvées à Girsu/Tello, musée du Louvre. |  |  |

En-entarzi prend ensuite le pouvoir à Lagash dans des conditions obscures. Cela marque en tout cas une rupture successorale, puisqu'il ne semble pas lié aux rois précédents, sous l'autorité desquels il occupait la fonction de prêtre. Son règne est connu essentiellement par des tablettes économiques, qui ne disent rien des événements politiques. Après un règne manifestement court, son fils Lugal-Anda lui succède. Celui-ci procède à une réorganisation des domaines des temples, visibles dans des tablettes économiques. L'évolution politique de Lagash sur cette période est mal connue. Les tablettes administratives permettent au moins de voir que la cour de Lagash, en premier lieu la reine Baranamtarra, entretient des relations pacifiques avec des cours étrangères, celles d'Adab et la plus lointaine île de Dilmun (dans l'actuel Bahreïn).

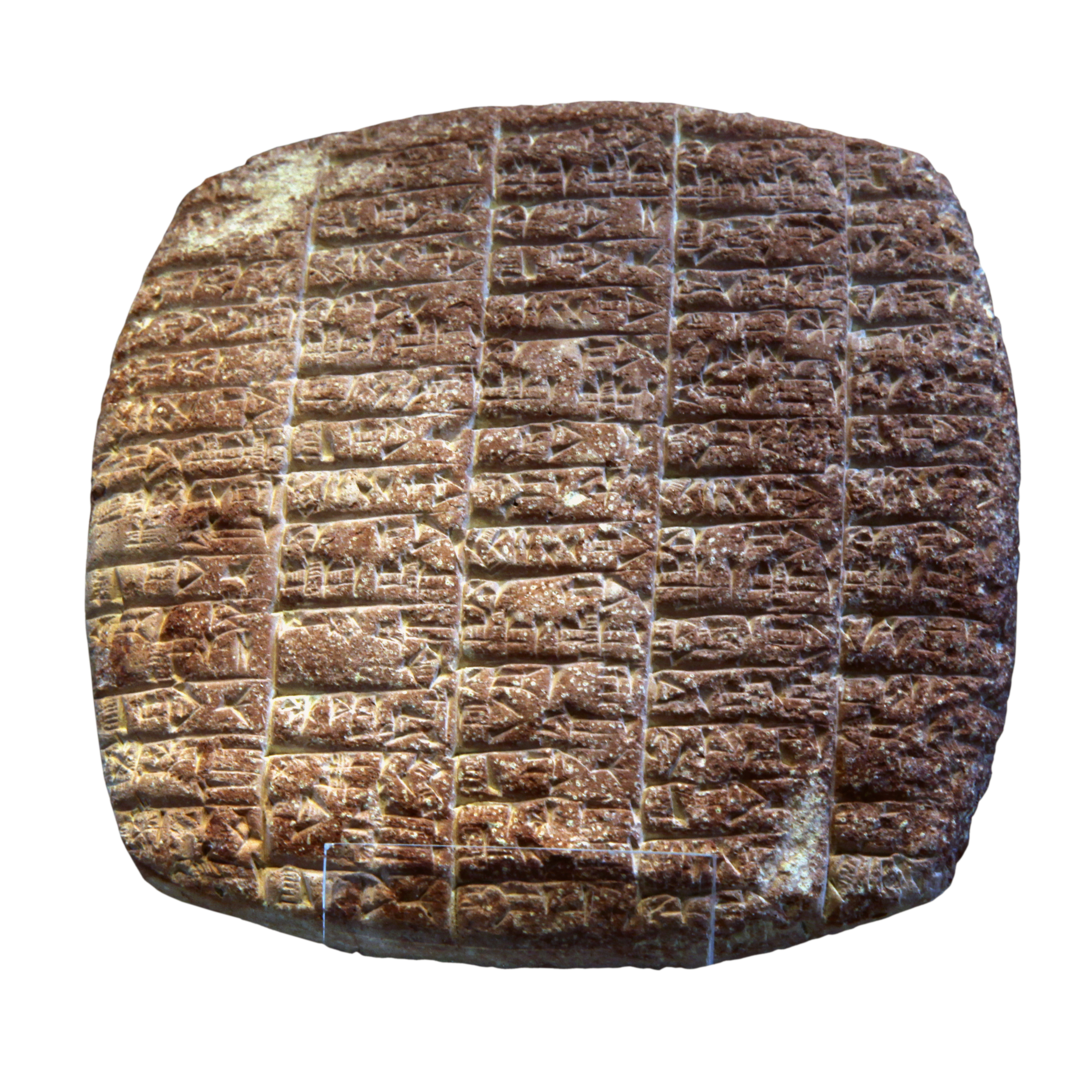
La « Lamentation sur la chute de Lagash », rapportant les défaites d'Urukagina face à Lugal-zagesi. Musée du Louvre.

Le trône de Lagash est ensuite occupé par Urukagina (nom dont la lecture est indéterminée, également présent sous la transcription de Uru-inim-gina), un dignitaire aux origines discutées. Rien n'atteste qu'il soit le fils du précédent roi, mais pour autant il n'a pas forcément été un usurpateur : il semble en effet que Lugal-Anda et son épouse soient encore en vie au début de son règne, ce qui pourrait indiquer une transmission du pouvoir pacifique. Urukagina promulgue un ensemble de mesures qualifiées par les historiens de « réformes ». Elles sont mises en exergue dans des textes d'interprétation difficile dans lesquels il critique ses prédécesseurs pour avoir pris des décisions injustes ayant conduit à l'accaparement de terres des temples. Le roi prétend avoir rétabli l'ordre social en mettant fin aux privilèges et abus des dignitaires les plus riches du royaume, qui opprimaient le peuple. Il demeure difficile de déceler derrière le voile du discours de propagande ce qui s'est effectivement passé, et si ce monarque est bien le justicier qu'il se vante d'être. Sur le plan militaire, son règne est marqué par les assauts portés contre Lagash par le roi Lugal-zagesi, originaire d'Umma puis installé à Uruk, à partir de laquelle il construit progressivement un royaume dominant tout le pays de Sumer puis les contrées voisines. Une inscription d'Urukagina décrit les différents attaques et pillages perpétrés par les armées de son adversaire, et les tablettes économiques indiquent l'affaiblissement progressif de Lagash, qui finit par tomber vers 2350-2340. La domination de Lugal-zagesi ne dure que quelques années, son royaume succombant à son tour face aux troupes de Sargon d'Akkad. Urukagina a peut-être survécu à ces événements puisqu'il semble apparaître dans une inscription d'un des successeurs de Sargon,.

### L'empire d'Akkad

Étendue approximative de l'empire d'Akkad à son apogée sous le règne de Naram-Sin (v. 2254-2218 av. J.-C.).

Les conquêtes de Sargon d'Akkad aboutissent à l'unification de la Mésopotamie vers 2340, mettant fin à la période des cités-États. Le territoire du royaume de Lagash est alors intégré dans l'empire d'Akkad, qui dure plus d'un siècle. Il fait partie d'une vaste province dirigée depuis Girsu, qui semble également inclure les régions d'Umma, Shuruppak, Adab et une partie de la région de Suse. Elle est confiée à un gouverneur qui reprend le titre d'ensí qui désignait auparavant les rois de Lagash, et qui se retrouve dans les autres provinces de l'empire d'Akkad. Ce personnage prend en charge l'administration des vastes domaines agricoles, dont les anciennes terres des temples qui sont désormais intégrées dans les domaines de la couronne.

Documents de Girsu/Tello de l'époque d'Akkad.
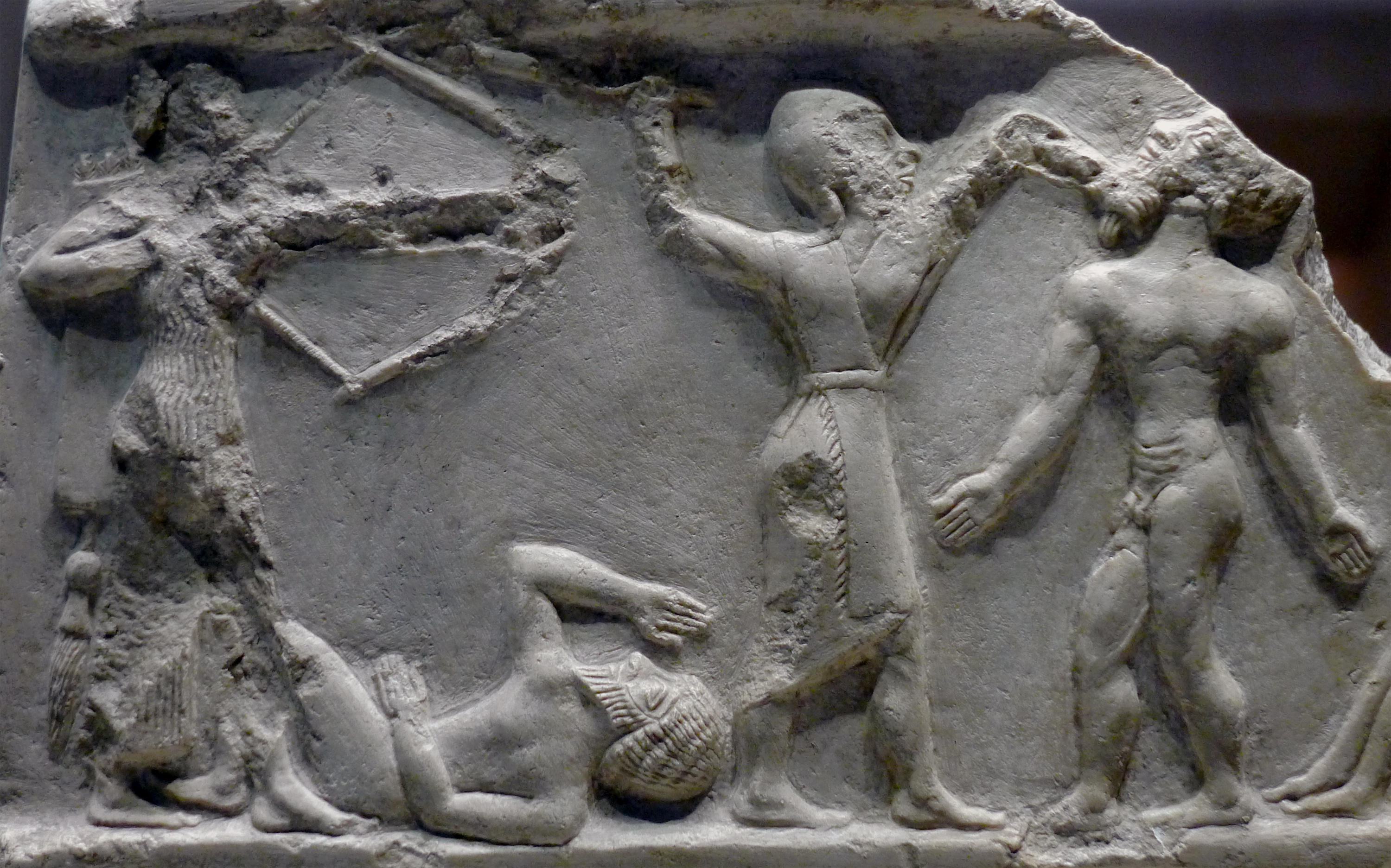
Stèle de victoire. musée du Louvre.
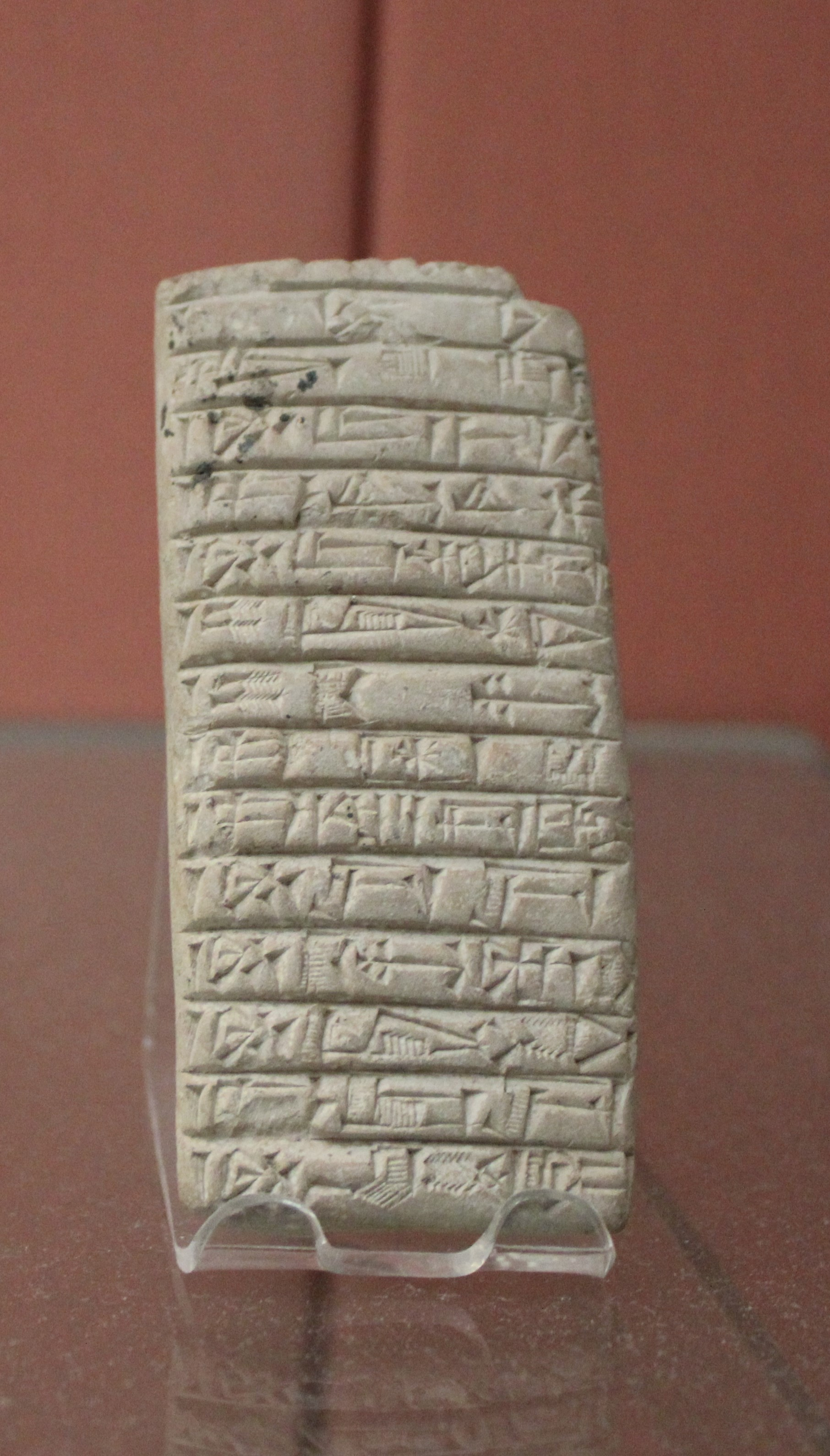
Tablette administrative : liste de travailleurs décédés. British Museum.
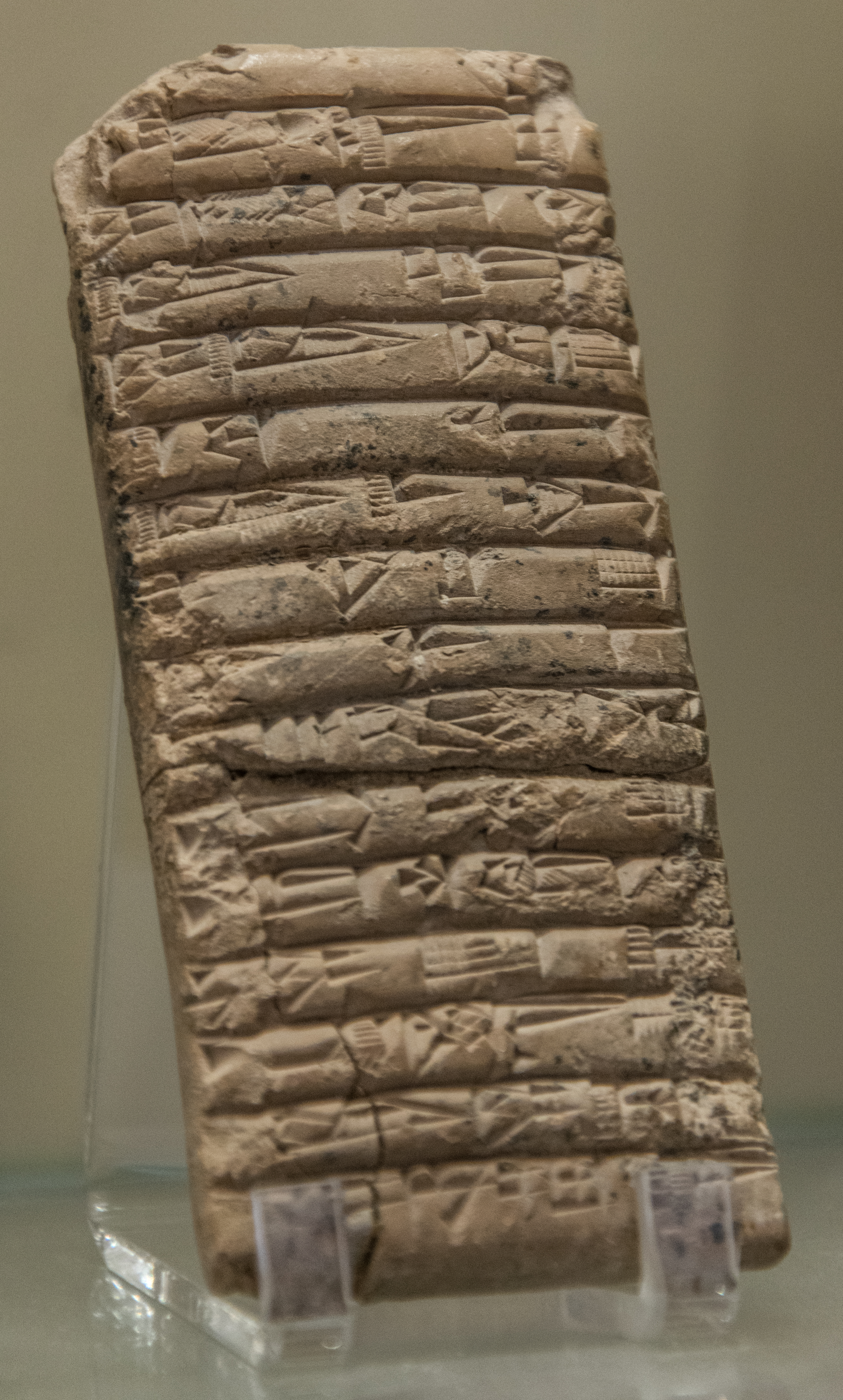
Contrat : achat d'une esclave par Lugal-ushumgal, prince de Lagash, vassal de Naram-Sin. Musée du Louvre.
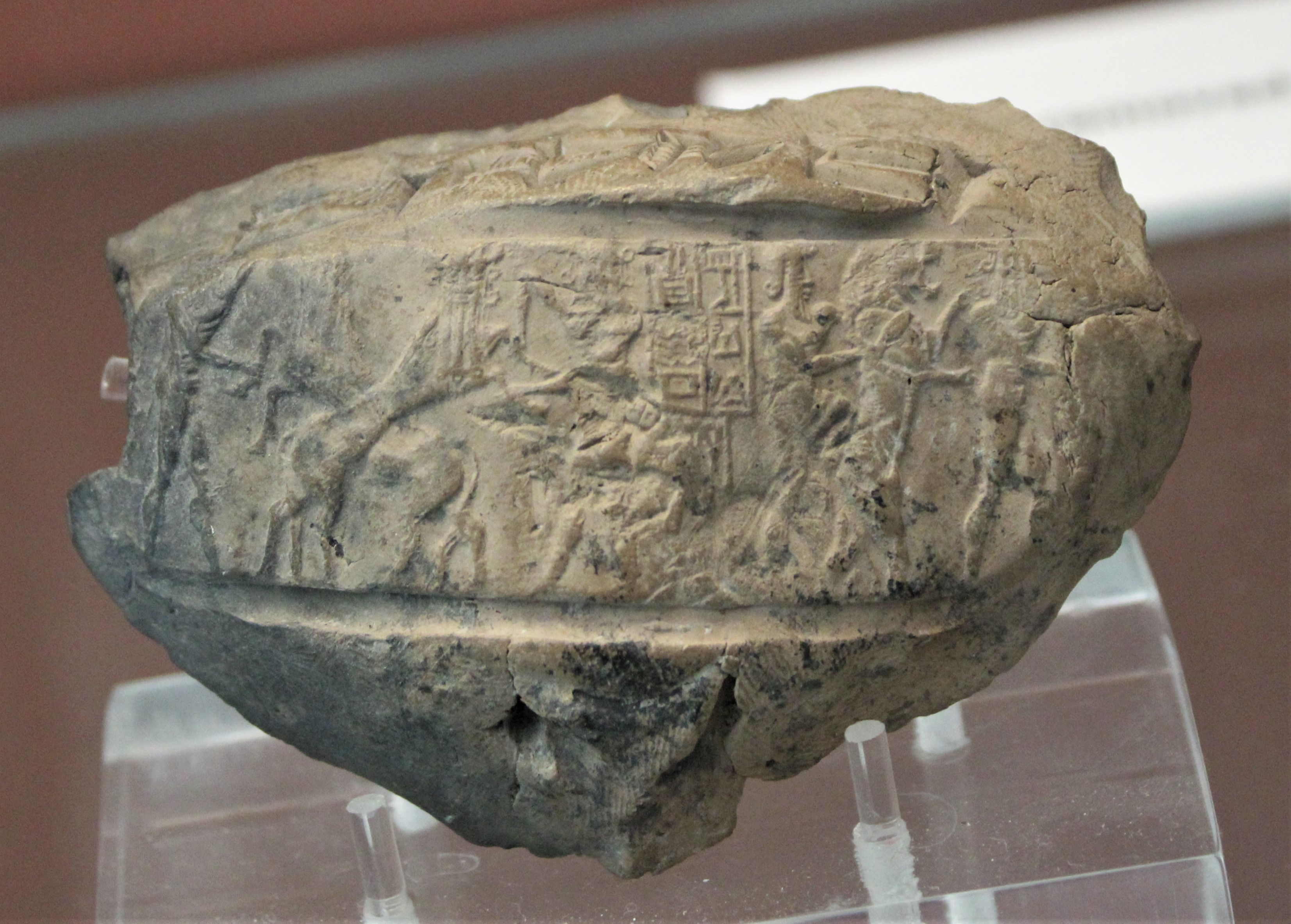
Bulle d'argile ayant servi à sceller un panier contenant des aromates, avec une impression de sceau-cylindre. British Museum.

### La dynastie de Gudea
L'empire d'Akkad s'effondre après 2200 av. J.-C. à la suite d'une fragmentation interne et sans doute aussi des invasions, notamment celles des Gutis. Dans ce contexte, Lagash retrouve son indépendance sous l'impulsion d'une nouvelle « dynastie » (dont les souverains ne constituent pas plus que ceux de la précédente une même famille) comprenant au moins une douzaine de rois reprenant le titre d'ensí. Sa durée est indéterminée, peut-être un demi-siècle. La plupart des souverains de cette période ne sont connus que par quelques inscriptions et restent donc des figures obscures.
L'exception est Gudea, successeur de son beau-père Ur-Bau, dont le règne est à situer dans les années 2120. Ce roi est connu par plus d'une centaine d'inscriptions de longueur variable, allant de longs textes jusqu'à des phrases laconiques, ainsi que des nombreuses œuvres artistiques, en premier lieu ses statues en diorite,. Tout cela documente ses activités pieuses. Il restaure la plupart des temples du royaume, et construit l'Eninnu dédié au dieu Ningirsu. Gudea ne semble en revanche pas avoir été très actif militairement, puisque ses inscriptions ne mentionnent qu'une campagne en Élam. Ce roi n'est pas plus en mesure que ses prédécesseurs de faire retrouver à Lagash sa puissance passée, laissant d'autres rois sumériens jouer les premiers rôles sur le plan militaire.
Les sources provenant des autres royaumes de la période suivant la chute de l'empire d'Akkad tendent à indiquer que le règne de Gudea serait à situer durant la période d'affirmation d'Uruk sous le règne d'Utu-hegal, et de son tombeur et successeur Ur-Nammu qui fonde la troisième dynastie d'Ur. Gudea a des successeurs, dont son fils Ur-Ningirsu II, qui passent dans des conditions non déterminées sous la coupe des rois d'Ur à la suite soit d'un conflit militaire (lié à des tensions frontalières) soit d'une annexion pacifique, les nouveaux maîtres du Sud mésopotamien ne comptant pas laisser l'une des plus riches contrées sumériennes échapper à leur emprise.

Documents de Girsu/Tello de l'époque de la seconde dynastie de Lagash.
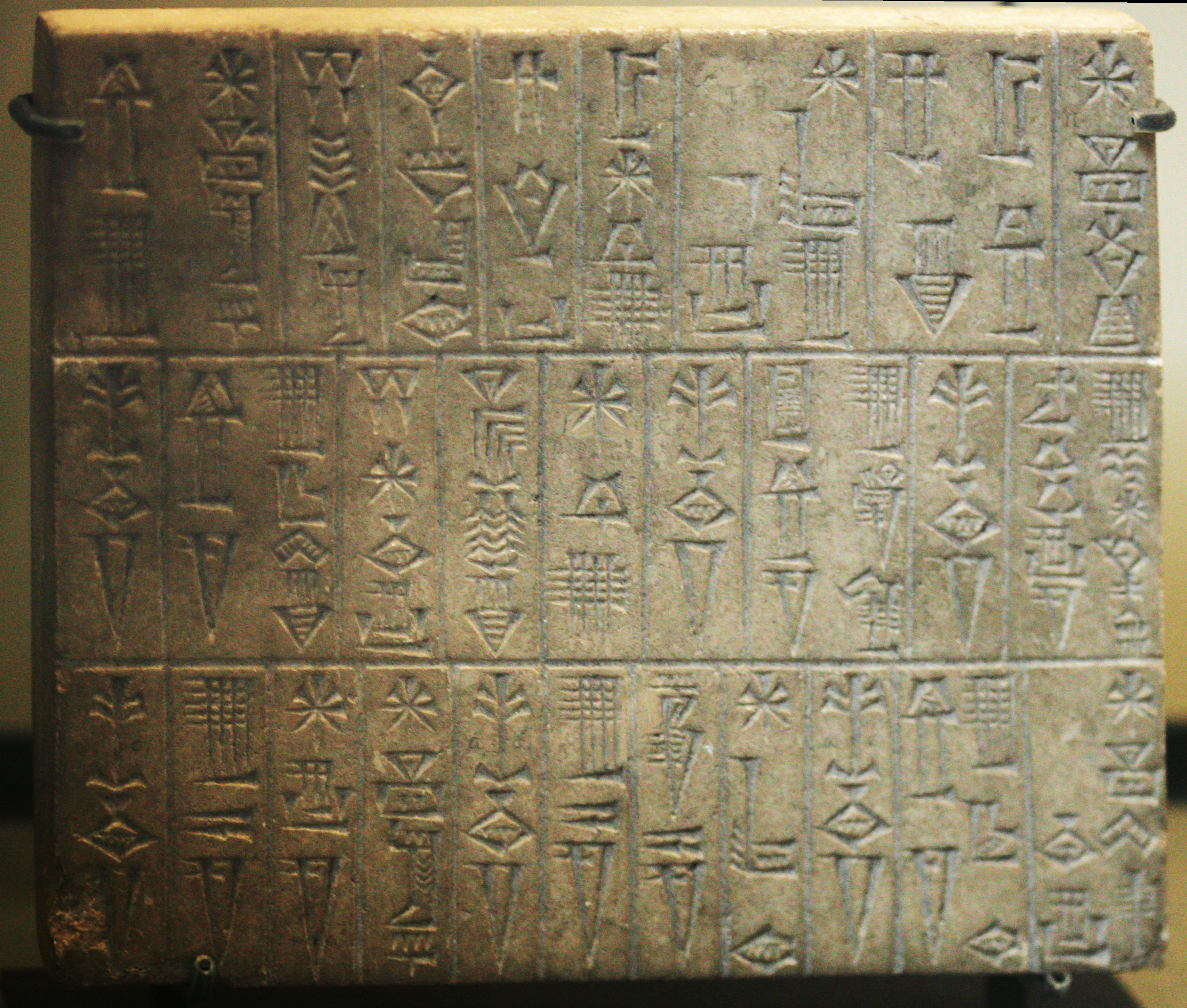
Tablette énumérant les temples construits par Ur-Bau. Musée du Louvre.
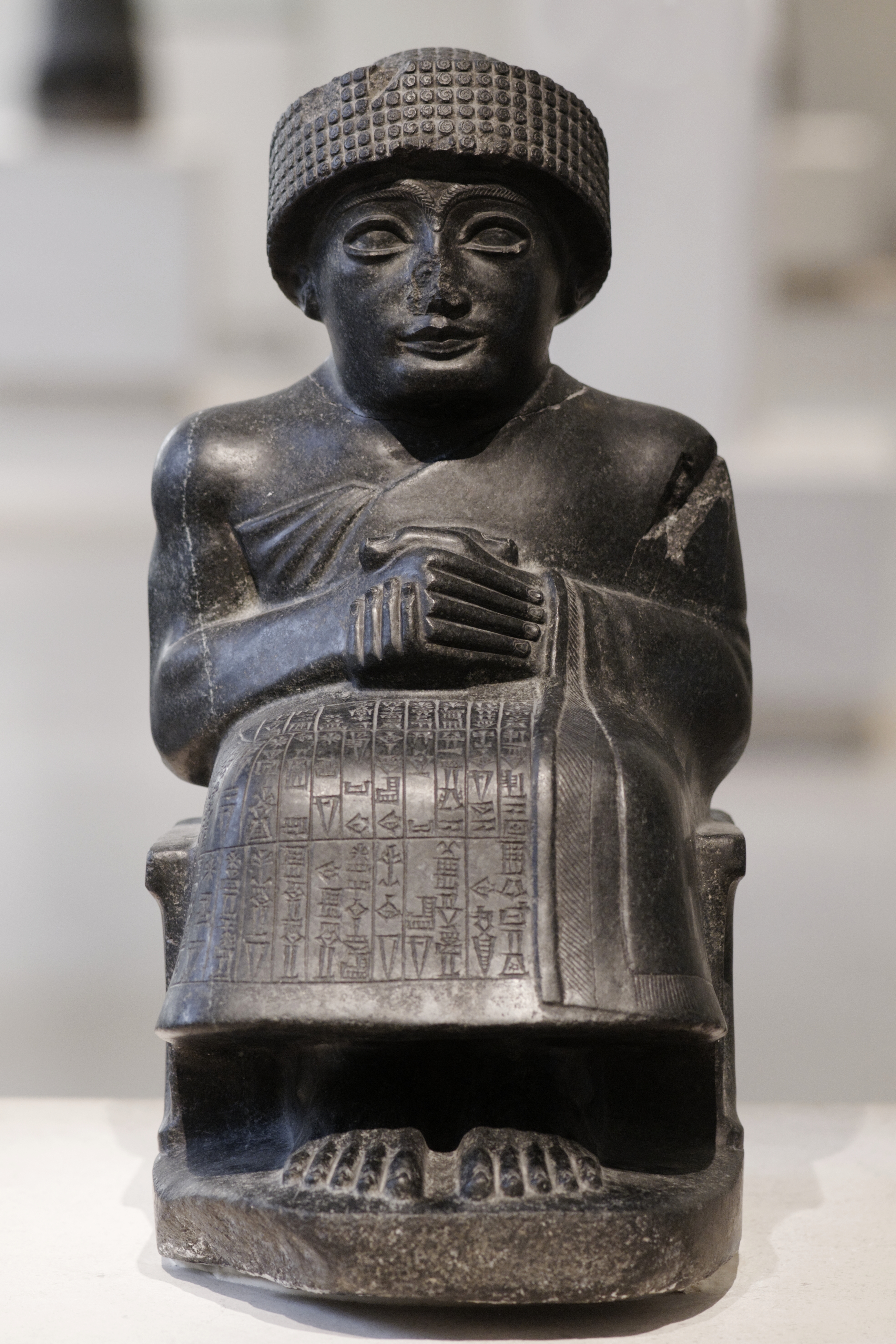
Statuette du roi Gudea assis musée du Louvre[30].
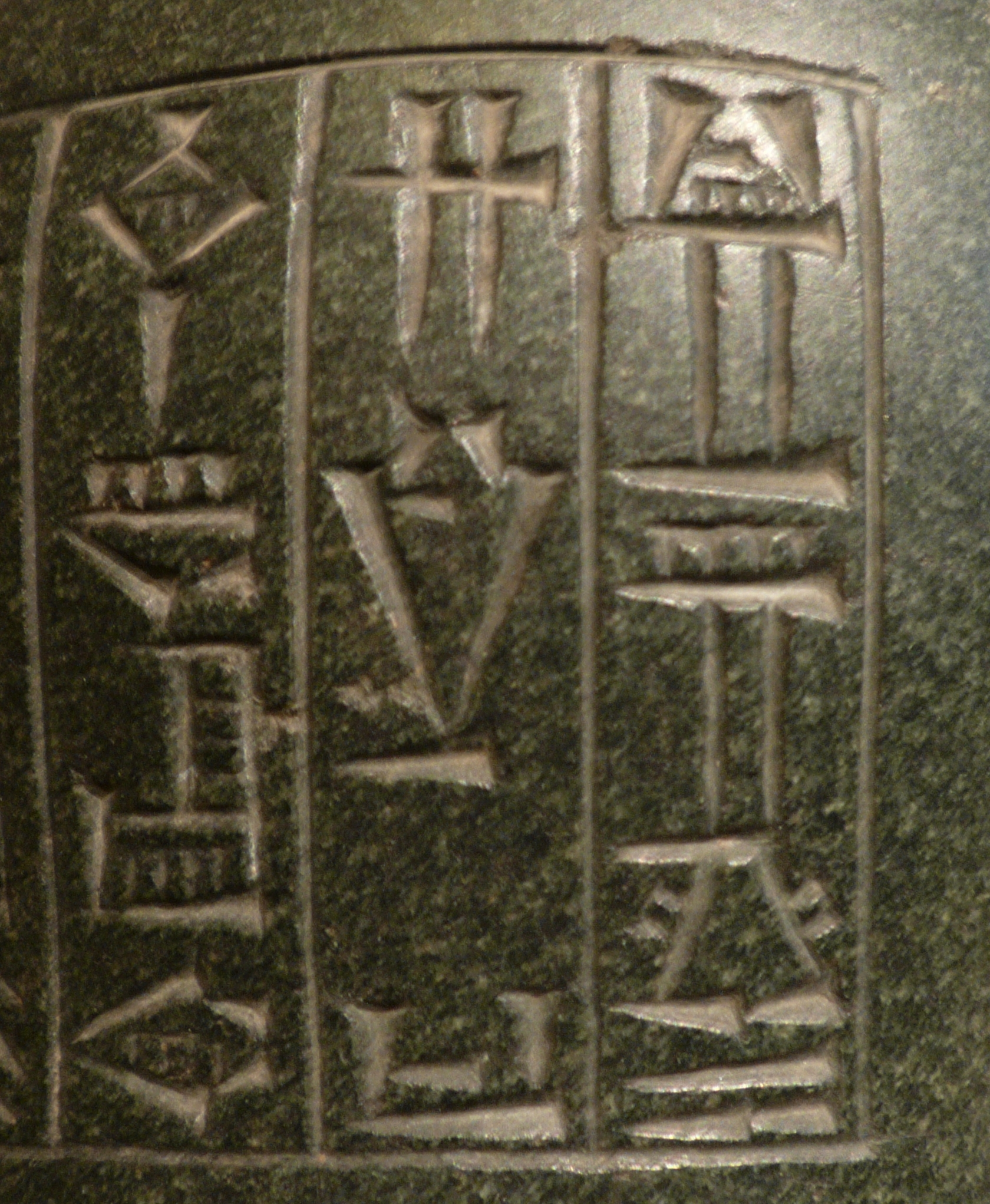
Détail d'une inscription sur une statue en basalte de Gudea : « (1) Gudea (2) ENSÍ (3) (de) Lagash ».
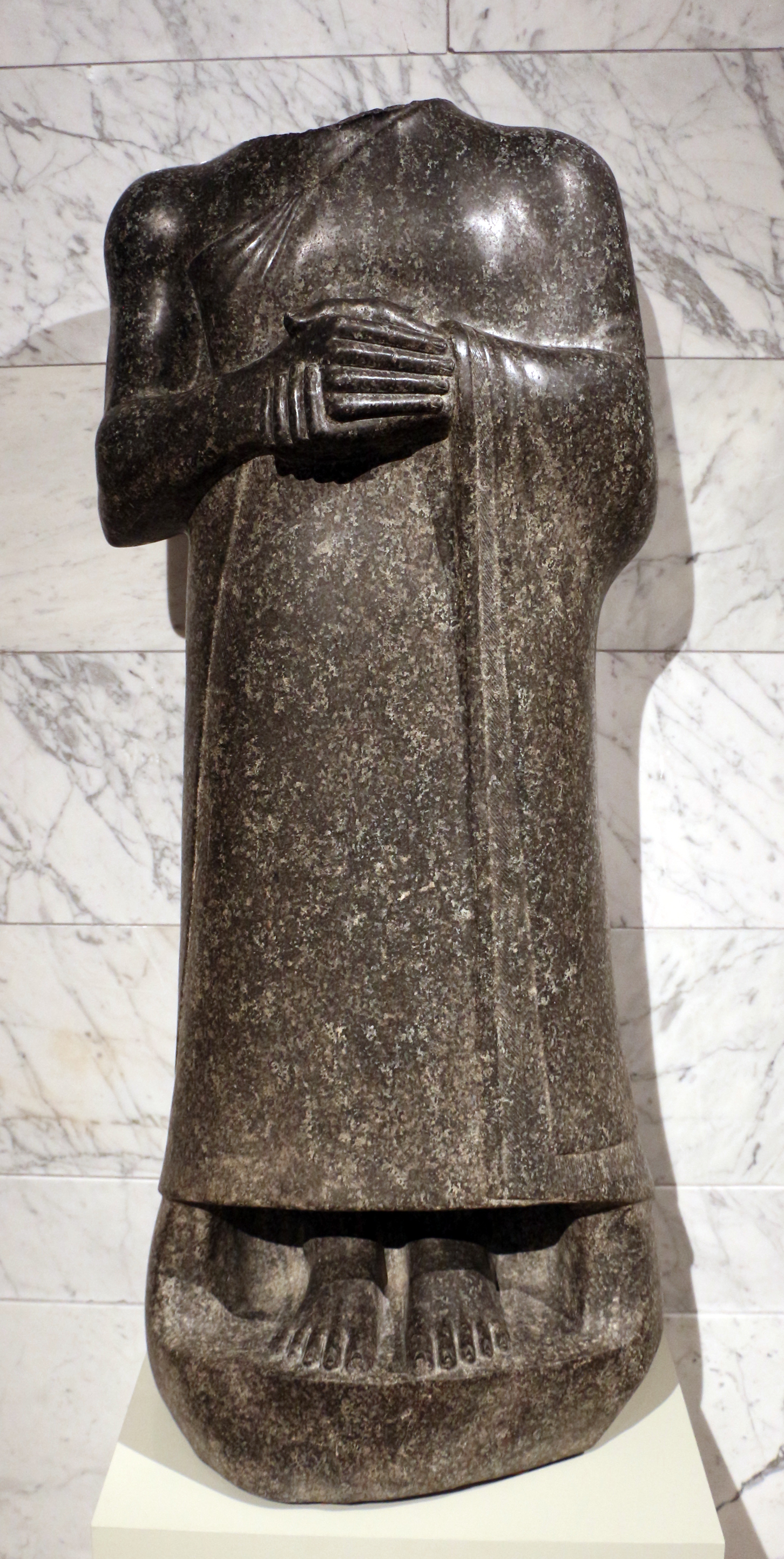
Statue acéphale de Gudea debout, Cleveland Museum of Art.
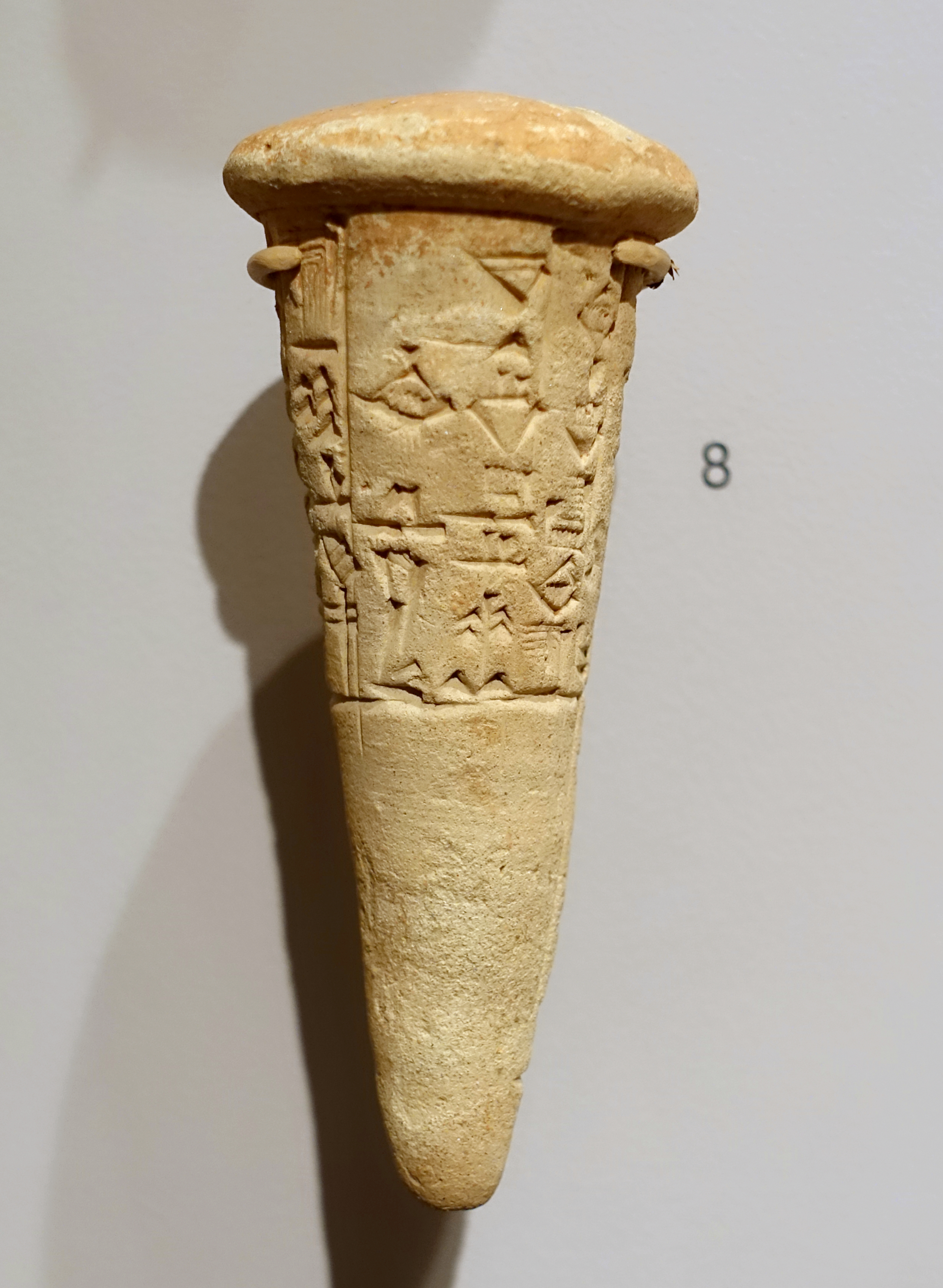
Clou de fondation de Gudea. Semitic museum de Harvard.

### La province de Girsu sous la troisième dynastie d'Ur

L'extension approximative de l'empire de la troisième dynastie d'Ur sous le règne de Shulgi (v. 2094-2047 av. J.-C.).

Durant le XXIe siècle, la province de Girsu (qui est le siège du gouverneur local) fait partie de l'empire de la troisième dynastie d'Ur (abrégé en Ur III). Les gouverneurs de ce territoire conservent le titre d'ensí et ont une place importante dans le nouvel ensemble. Cela est dû à l'importance agricole des grands domaines de la région, mais aussi à sa situation littorale qui profite du développement des échanges dans le golfe Persique, et enfin à sa situation sur la route conduisant depuis le centre de l'empire vers l'Élam, région où les rois d'Ur entreprennent le plus de campagnes. Plusieurs gouverneurs de Girsu sont connus par des inscriptions votives qu'ils ont laissées. Le plus important est Ir-Nanna (ou Arad-Nanna, ou encore Arad-mu ou Irmu suivant les lectures possibles de son nom à partir du cunéiforme), vizir du roi Shu-Sîn, qui est également gouverneur d'autres provinces. En son temps, il est l'un des premiers personnages de l'empire. Plus de 26 000 tablettes administratives provenant des bureaux de l'administration provinciale ont été répertoriées dans une estimation de 2016, le total exhumé devant être autour de la trentaine de milliers. Ces documents fournissent une documentation de premier ordre pour comprendre l'organisation de l’État d'Ur III et de son économie.

Documents de Girsu/Tello de l'époque d'Ur III.
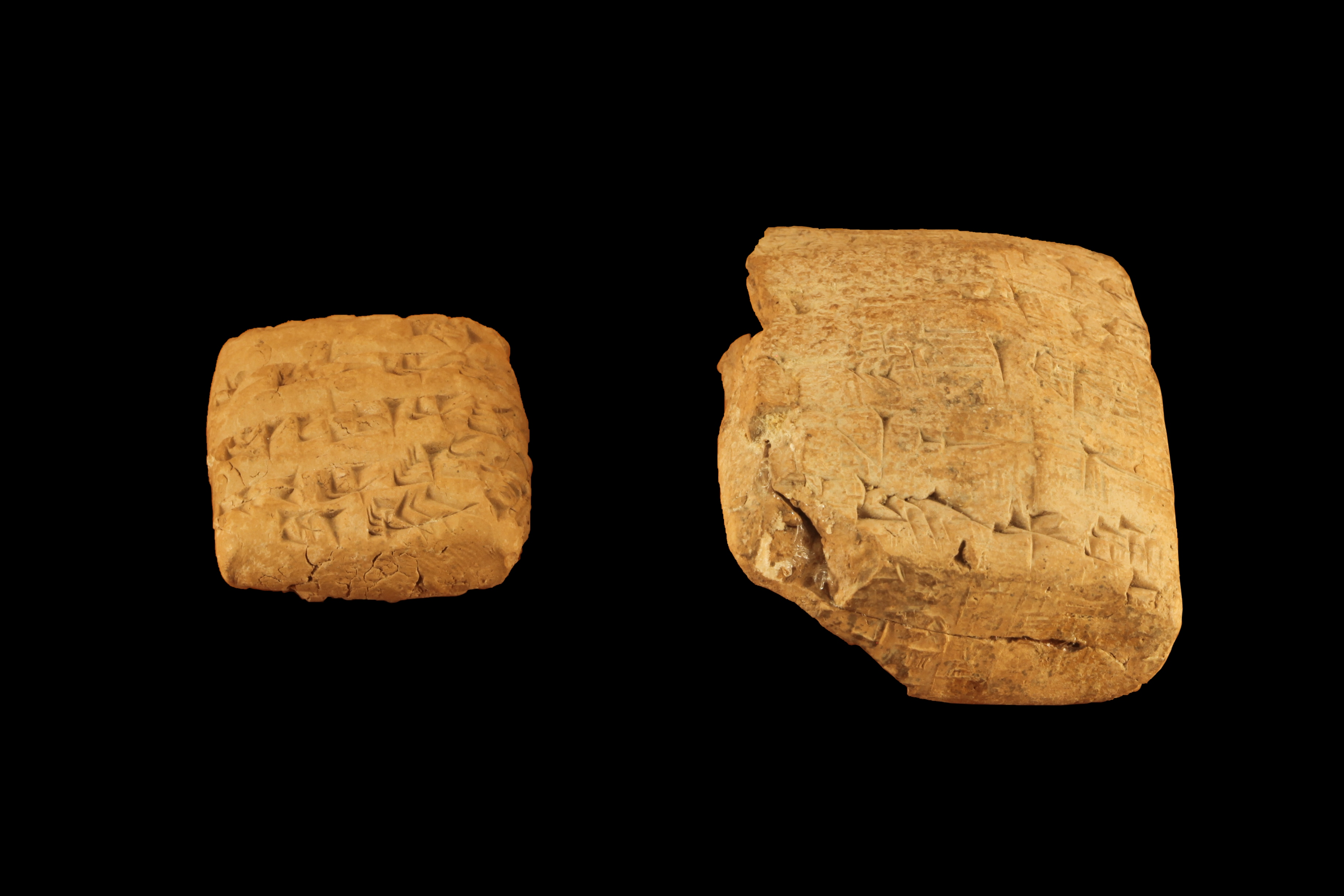
Tablette et son enveloppe scellée : contrat d'embauche de personnel. Musée des Beaux-Arts de Lyon.
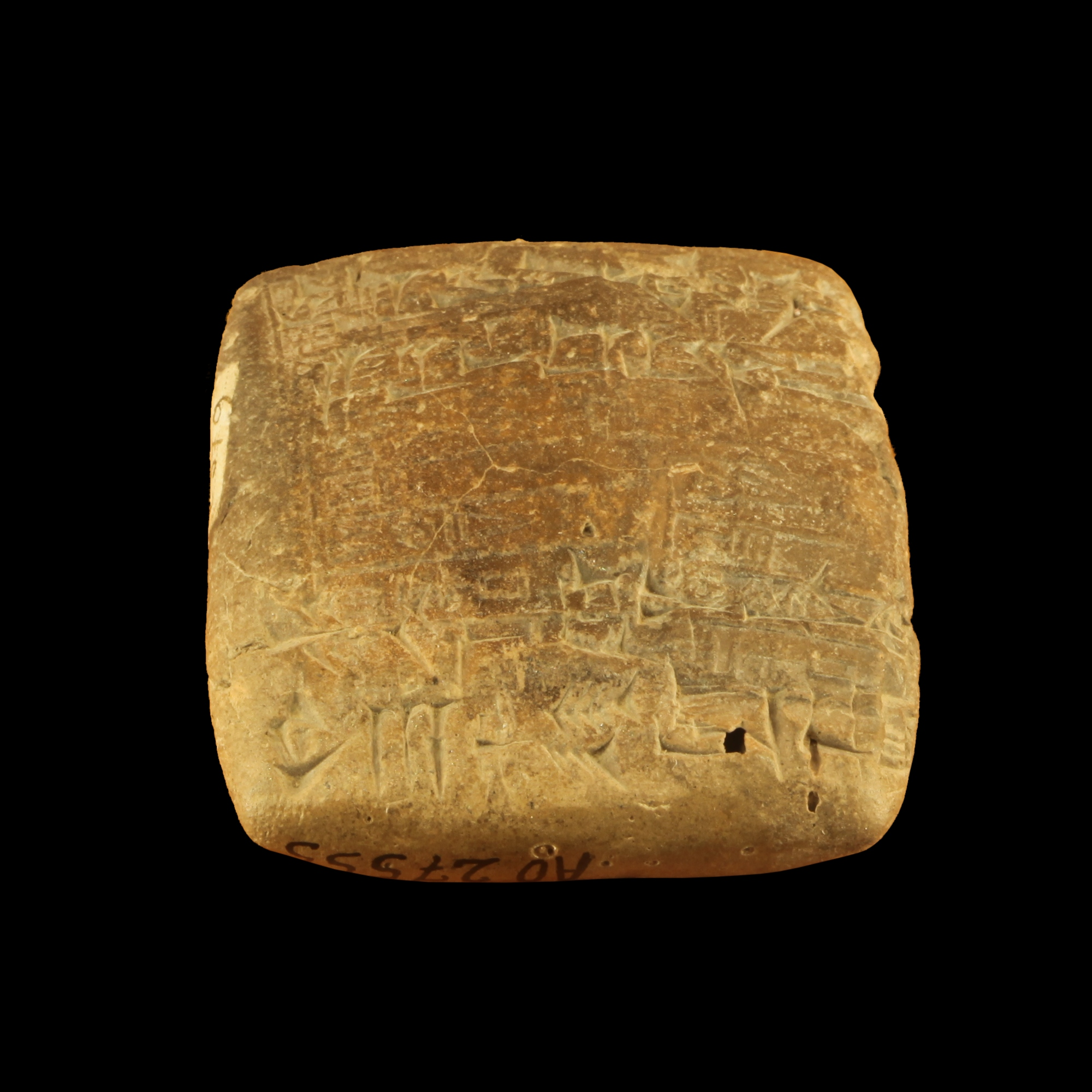
Reçu pour 13 costumes de laine de qualité ordinaire. Musée des Beaux-Arts de Lyon.
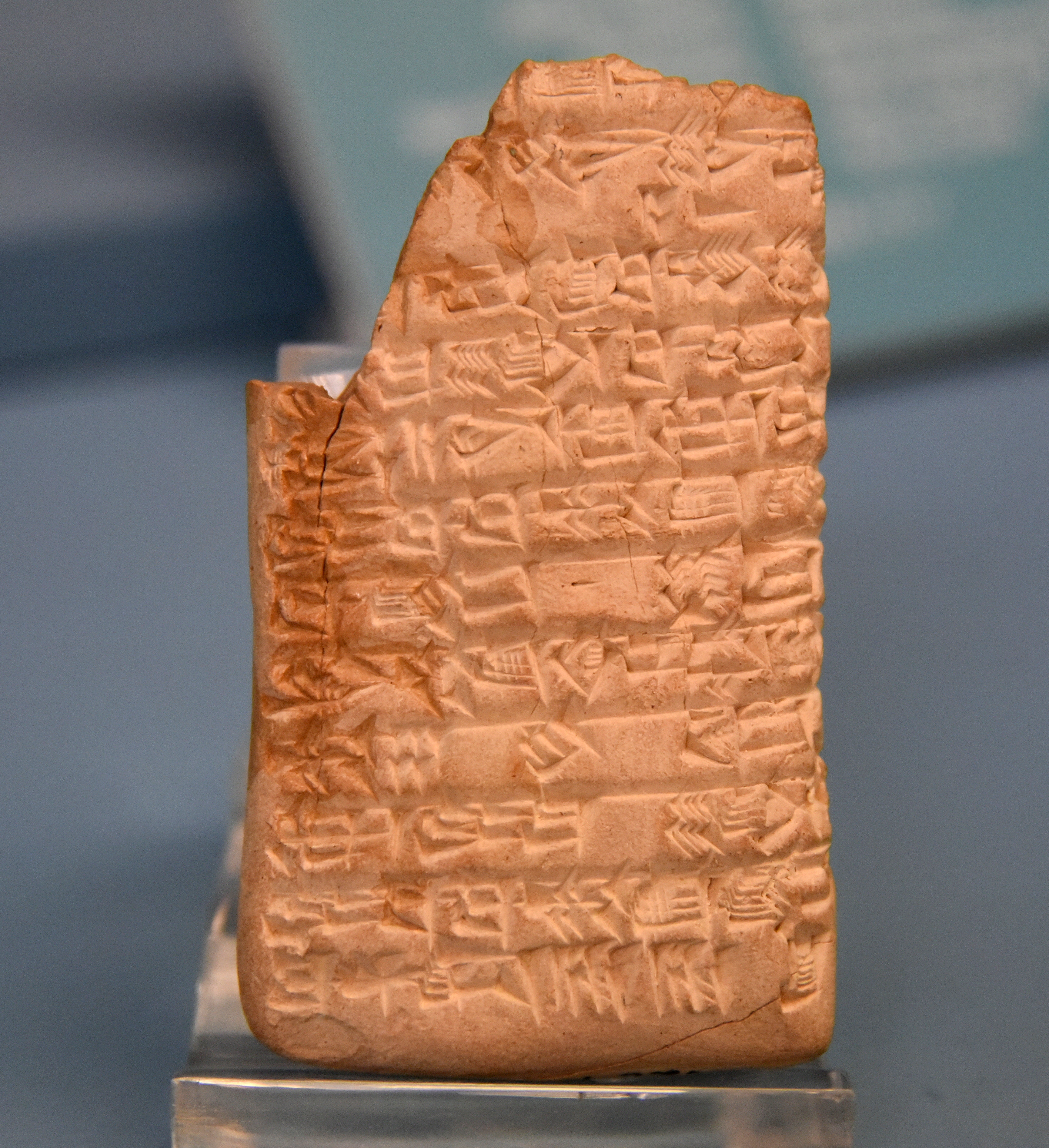
Verdict au sujet d'une affaire de meurtre. Musée de l'Orient ancien d'Istanbul.
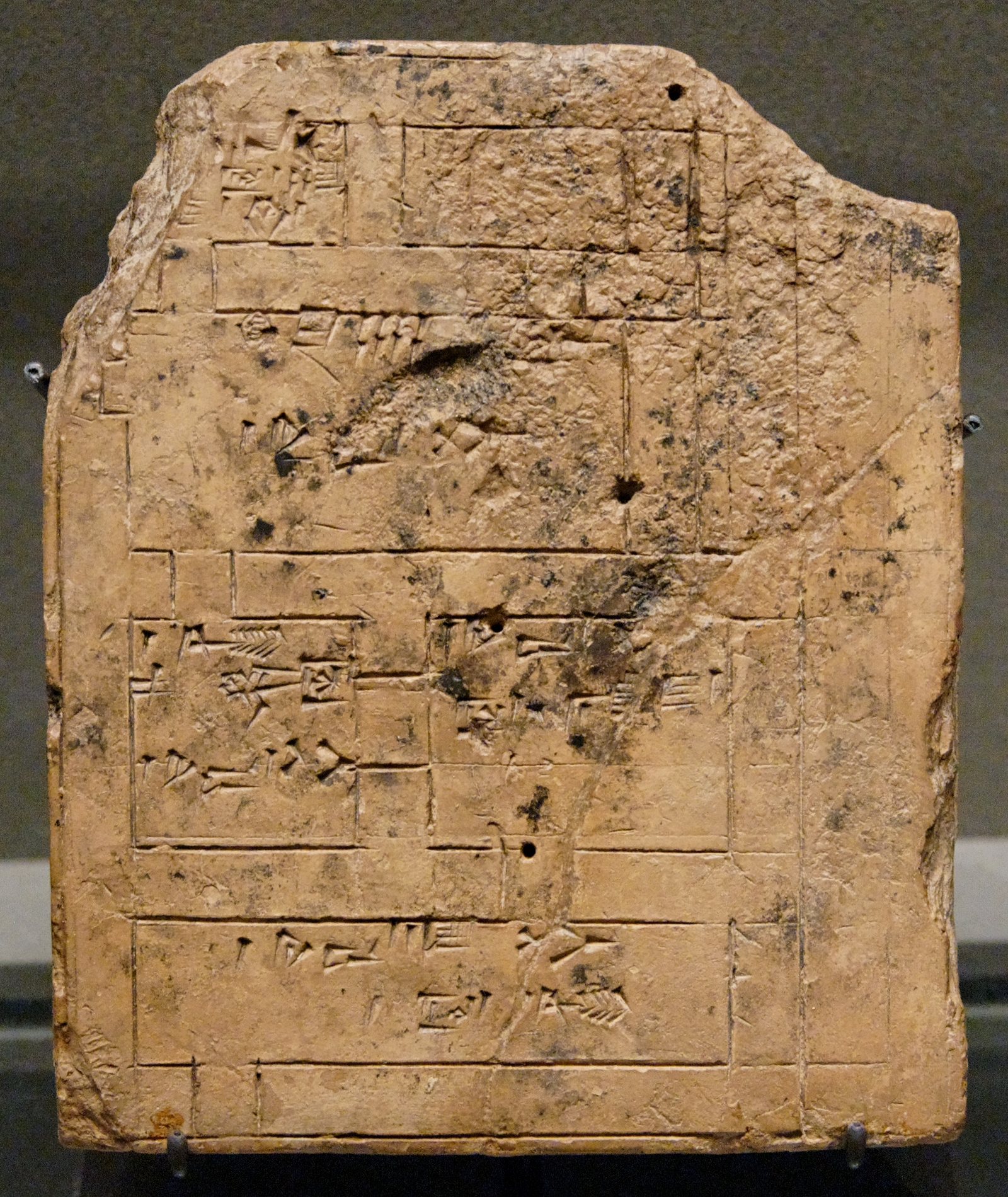
Plan d'un bâtiment de six pièces, un sanctuaire ou une maison privée. Musée du Louvre.
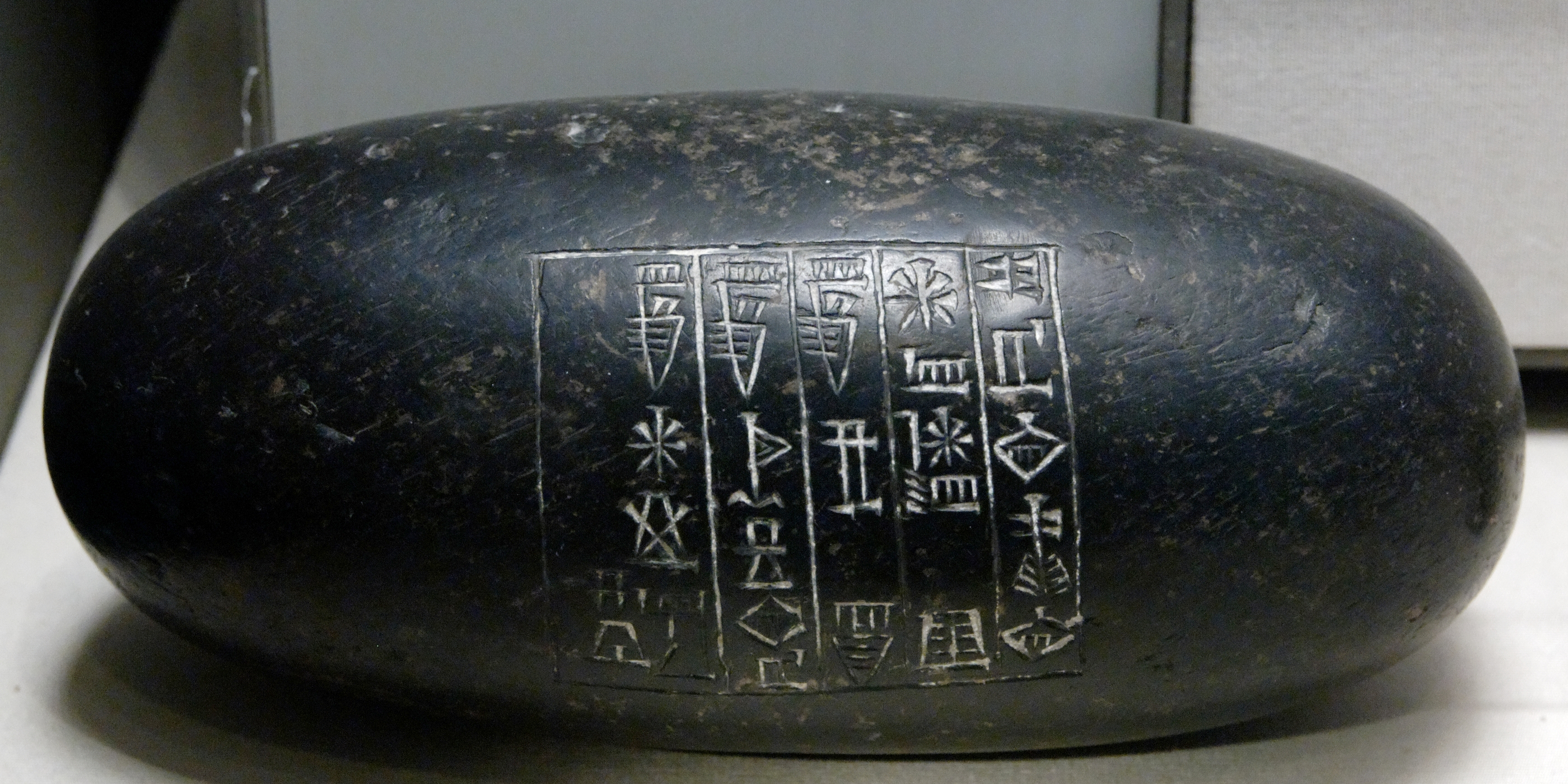
Poids de cinq mines portant le nom du roi Shu-Sîn d'Ur. Musée du Louvre.

### Les périodes tardives
Après l'effondrement de la troisième dynastie d'Ur vers 2004, Lagash redevient brièvement indépendante sous les règnes de souverains reprenant le nom de certains de leurs illustres prédécesseurs, Ur-Ningirsu et Ur-Nanshe. Ce sont sans doute d'anciens dignitaires ayant profité de la chute de l'empire pour prendre leur autonomie, de la même manière que l'avaient fait les souverains de la seconde dynastie, mais avec moins de succès. La Basse-Mésopotamie est ensuite dominée par des souverains d'origine amorrite, dont les plus puissants sont ceux établis dans les cités d'Isin et de Larsa, durant la période dite d'Isin-Larsa (v. 2004-1792 ; c'est une subdivision de la plus vaste période paléo-babylonienne qui couvre la première moitié du IIe millénaire). Lagash est sans doute placée sous la coupe de la seconde, jusqu'à l'unification de la région par Hammurabi de Babylone vers 1765-1762.
La documentation provenant des sites de Lagash est alors très réduite, limitée à quelques tablettes. Son territoire n'est manifestement plus le grenier à grain qu'il a été auparavant, l'extrême-sud mésopotamien connaissant des temps très difficiles, sans doute liés à des problèmes agricoles. Les villes du territoire de Lagash périclitent jusqu'à leur abandon vers la fin du XVIIIe siècle et le début du XVIIe siècle. Il ne s'agit pas de cas isolés : une crise frappe alors de nombreuses cités sumériennes vénérables (Eridu, Uruk, Nippur, etc.) et contribue de la même manière à leur abandon. Ce qui singularise les sites du territoire de Lagash, c'est le fait qu'ils ne connaissent plus de réoccupation importante durant les siècles suivants, à la différence des cités sumériennes situées plus à l'ouest qui sont réoccupées à partir du milieu du IIe millénaire. Ils ne sont repeuplés que bien plus tard, sans jamais retrouver leur rayonnement passé. Des inscriptions en alphabet araméen et des restes de constructions (un palais) datés du IIe siècle ont été retrouvés à Girsu, dues à l'éphémère activité d'un potentat local nommé Adad-nadin-ahhe.

## Le territoire de Lagash et ses sites

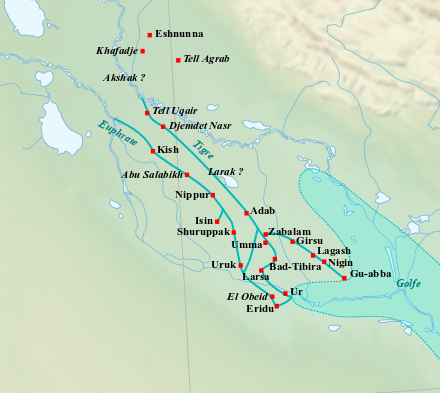
Les principales villes de Basse-Mésopotamie à la période des dynasties archaïques.

Le territoire de Lagash, couvrant environ 3 000 km2, est situé au sud-est de la vaste plaine deltaïque du Tigre et de l'Euphrate. Durant le IIIe millénaire, il est situé sur le bord du golfe Persique, qui le borne au sud, la ligne de rivage s'étirant alors plus au nord qu'aujourd'hui. C'est une région très marécageuse, surtout sur le littoral. L'organisation de son habitat est mal connue, les résultats des prospections au sol réalisées dans cette région n'ayant été que partiellement publiés. Il faut donc se tourner vers les textes pour reconstituer sa géographie. Il en ressort que le territoire de Lagash s'organise autour d'un cours d'eau principal (sans doute une branche dérivée de l'Euphrate) qui le traverse suivant un axe nord-ouest/sud-est. Les habitats majeurs s'égrènent le long de ce cours d'eau, avec trois villes principales : Girsu au nord-ouest, la ville de Lagash en position centrale et aussi Nigin (parfois mentionnée comme Nina) au sud-est. Durant la période de la troisième dynastie d'Ur, le territoire est divisé en trois districts : celui de Girsu au nord-ouest, celui du « Cours d'eau allant à Nigin » (Kinunir-Nigin) au centre autour de Lagash et Nigin, et le « Bord de la mer » (Gu-abba) au sud-est sur le littoral, qui comprend un port très actif.

### Girsu/Tello
Le site archéologique de Tello, l'antique Girsu, est situé entre le Tigre et le Shatt el-Haï. Il est de forme ovale, couvrant environ 100 hectares, sur lesquels les fouilleurs ont distingué une vingtaine de tells désignés par des lettres (le « tell A », le « tell K », etc.). C'est la capitale religieuse, résidence du dieu dynastique Ningirsu et probablement aussi la capitale politique pour l'époque qui nous est bien documentée (à partir de la période des dynasties archaïques III, c. 2500 av. J.-C.). On a longtemps identifié ce site comme étant la ville de Lagash elle-même, mais Thorkild Jacobsen a démontré que ce n'était pas le cas.
Tello est fouillé à partir de 1877 par Ernest Chocquin de Sarzec, vice-consul de France à Bassorah, qui y reste jusqu'en 1900. En 1903 le capitaine Gaston Cros prend la direction des fouilles, jusqu’en 1909. Pendant les arrêts des recherches, des fouilleurs clandestins issus des tribus arabes locales exhument des objets et tablettes pour les revendre sur les marchés locaux. Cela, ajouté à la faible expérience des bâtiments en briques crues qu’ont les fouilleurs de cette période, fait que les ruines du site de Tello ont été rapidement très dégradées, et sont de ce fait mal connues. Après une longue interruption, l’abbé Henri de Genouillac fouille le site de 1929 à 1931 avec des méthodes plus académiques, avant d’être relayé par André Parrot pour deux campagnes menées en 1932 et 1933. En tout, Tello a connu vingt campagnes de fouilles, dont les résultats sont souvent difficiles à exploiter en raison de la faible qualité académique des premières fouilles et du fait que nombre des découvertes aient été faites par des fouilleurs clandestins.
Le site de Tello a fait l'objet de nouvelles fouilles clandestines après la seconde guerre du Golfe de 2003. À partir de l'automne 2016, de nouvelles campagnes de fouilles ont été entreprises dans le cadre d'un projet conduit par le British Museum et le Bureau des Antiquités d'Irak, sous la direction de Sébastien Rey, visant à former des archéologues dans ce pays. Les fouilles ont eu lieu sur le tell A dans le secteur du temple de Ningirsu, et autour des ruines d'un pont.
Un sondage effectué sous la direction de H. de Genouillac sur le Tell K, au centre du site, a révélé que le site était habité depuis la période d'Obeïd (Ve millénaire), puis durant la période d'Uruk suivante (IVe millénaire). La période ultérieure, celle des dynasties archaïques, est beaucoup mieux connue tant par l'archéologie que par les textes. Le temple du dieu local, Ningirsu (le « Seigneur de Girsu »), l’É-ninnu, est l'édifice le plus important du site, attesté par l'épigraphie dès l'époque d'Ur-Nanshe et restauré par plusieurs de ses successeurs. Son emplacement est manifestement sur le Tell A du site mais les niveaux de cette époque n'ont pas été fouillés. D'importants objets d'art ont été mis au jour pour cette période : reliefs perforés à vocation votive, Stèle des vautours d'E-anatum, vase en argent d'En-metena, etc. Les premiers textes historiques importants de l'histoire mésopotamienne remontent à ces périodes : la Stèle des vautours d'E-anatum encore, les cônes d'En-metena et d'Urukagina, etc. Des dernières années de la période datent la plupart des archives administratives documentant la vie économique et sociale du royaume de Lagash, dont environ 2 000 tablettes des archives du temple de Ba'u (voir plus bas).

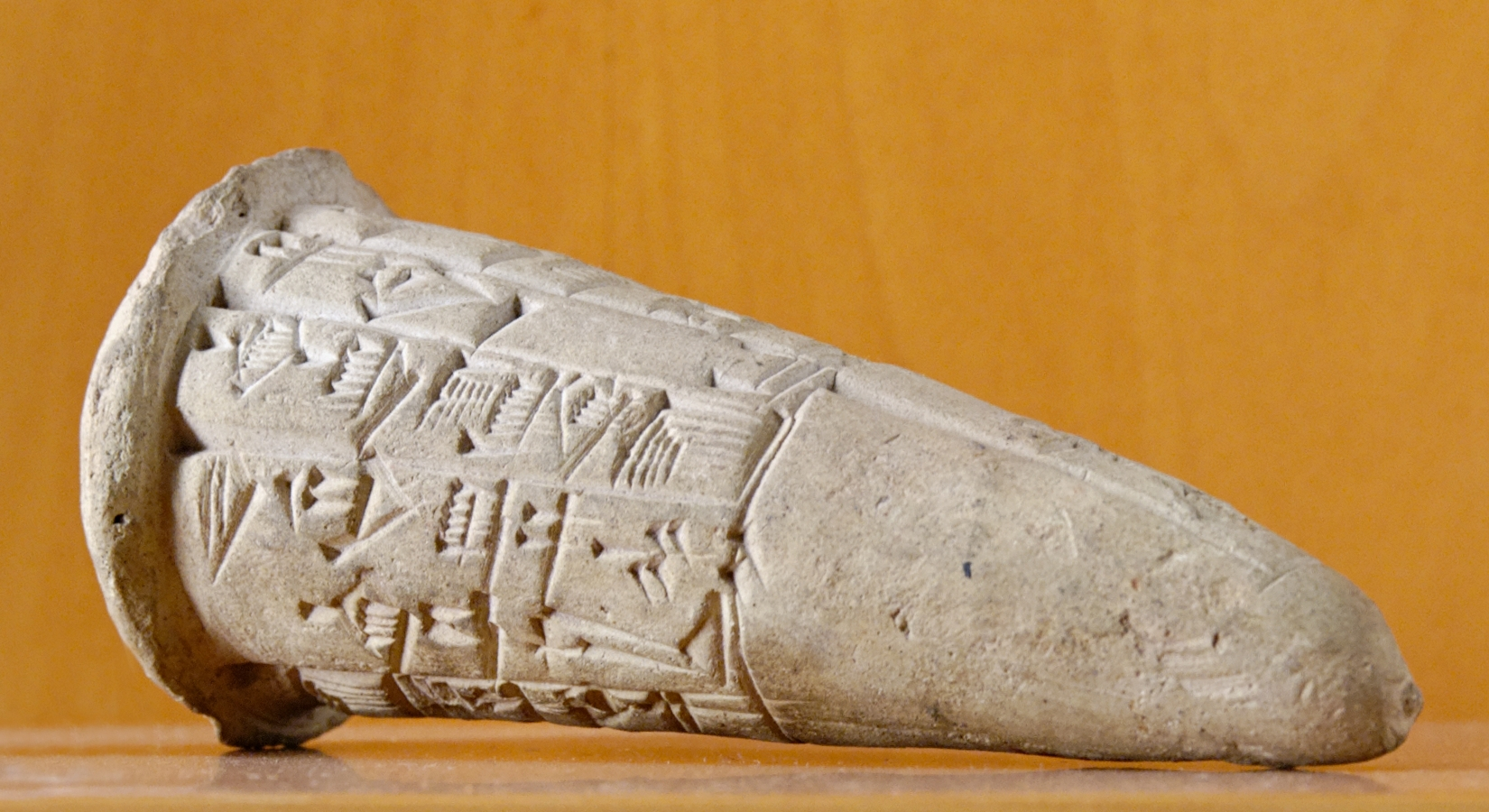
Clou de fondation dédié par Gudea de Lagash à Ningirsu lors de la construction de l'É-ninnu, musée des Beaux-Arts de Lyon.

Gudea entreprend une série d'importantes constructions, qui sont connues par plus d'une centaine d'inscriptions de longueur variable les commémorant, ces apports archéologiques étant là encore maigres. Son plus grand chantier est la reconstruction du temple de Ningirsu, dont les ruines n'ont pas été explorées. Ses nombreuses statues en diorite ont été mises au jour sur le site. Par la suite, les rois de la troisième dynastie d'Ur restaurent les temples de Girsu. Les nombreuses tablettes administratives retrouvées à Tello datant de cette époque montrent que la région est l'une des plus riches de ce royaume. Au début du IIe millénaire (période paléo-babylonienne), la cité décline lentement, avant d'être finalement désertée vers le XVIIe siècle, alors qu'elle fait partie du royaume de Babylone (le temple de Ningirsu est encore attesté dans le Code de Hammurabi au milieu du XVIIIe siècle).
Sans doute occupée de façon limitée durant les siècles suivants, Girsu connaît un renouveau au IIe siècle (durant la période hellénistique), en même temps que tout l'extrême sud de la Mésopotamie. Un petit potentat local du nom d'Adad-nadin-ahhe, construit un palais sur le tell A, sur les ruines de l'É-ninnu de Gudea. Il commémore cette construction par des inscriptions en alphabet araméen et en grec. Il cherche à se placer dans la continuité des souverains de l'âge de gloire de Lagash, puisque son palais suit en partie le plan du temple sur lequel il est érigé, et emploie des briques de mêmes dimensions ; de plus, certaines statues de Gudea sont exhumées et placées dans la cour du palais. Des sceaux d'époque sassanide sont les traces des occupations les plus récentes sur Tello,.

### Lagash/Al-Hiba

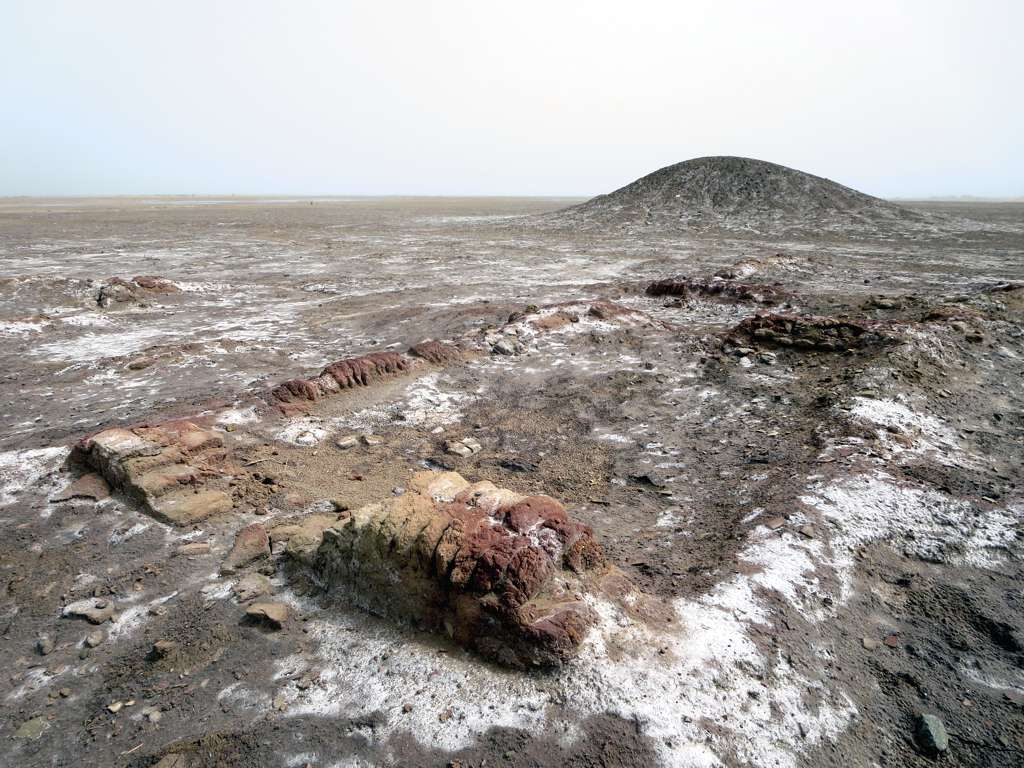
Le site d'al-Hiba, l'antique Lagash.

Le vaste site de Al-Hiba (600 hectares, l'un des plus étendus de la Mésopotamie antique), sur lequel se trouvent les ruines de la ville de Lagash, est situé à 25 kilomètres au sud-est de Tello. Il est exploré par une équipe allemande sous la direction de Robert Koldewey, en 1887, alors que les Français n'ont pas d'autorisation pour fouiller dans la région. Ils y repèrent des espaces résidentiels comprenant de nombreuses tombes, ce qui fait que le site est alors interprété comme étant une nécropole, mais en l'absence de publications les résultats de cette brève campagne (six semaines) sont difficiles à exploiter. Quelques sondages sont effectués autour du site dans les années 1950 et 1960, avant la mise en place d'un programme de fouilles plus ambitieuses par une équipe américaine à partir de 1968, sous la direction de Vaughn E. Crawford puis Donald P. Hansen, jusqu'au début des années 1980, qui s'attarda sur les secteurs monumentaux,. Les découvertes épigraphiques et artistiques y furent moins fructueuses que celles de Tello, ce qui semblerait renforcer l'idée d'une prééminence de Girsu durant les époques qui sont bien documentées, même si cette hypothèse est contestée.
En revanche des bâtiments d'un certain intérêt y ont été exhumés. Le plus remarquable est le temple dédié à la déesse Inanna, l'(É-)Ibgal, datant du DA III, situé au sud-ouest du site (zone A des fouilles). Le niveau qui a pu être identifié résulte sans doute des travaux entrepris par En-anatum Ier, mais l'édifice est plus ancien, puisqu'on sait qu'Ur-Nanshe l'a construit ou reconstruit. Le plan de l'édifice est mal connu, les constructions des niveaux anciens ayant été incorporées dans les fondations du dernier niveau (niveau 1), dont la plupart des murs ont disparu. Il apparait que le temple était enfermé dans une enceinte ovale de 93 mètres de largeur maximale (la longueur de l'édifice est inconnue car sa partie sud était complètement érodée), comme le temple contemporain de Khafadje dans la vallée de la Diyala. Le sanctuaire à proprement parler est édifié sur une terrasse en briques planoconvexes caractéristiques de la période, appuyé contre le côté ouest de l'enceinte ovale. L'autre grand temple de la cité est celui du dieu local Ningirsu, l'(É-)Bagara, situé à l'ouest du tell principal (zone B, au centre-ouest du site) dans la partie la plus élevée du site. Il a fait l'objet de travaux importants par les rois de la période archaïque, à la suite d'Ur-Nanshe qui semble l'avoir édifié, puis est restauré par la suite par Gudea et Shulgi, puis à nouveau à la période paléo-babylonienne. Le temple principal ne semble pas avoir été dégagé, mais plusieurs édifices annexes ont pu être fouillés. Du dynastique archaïque final datent deux bâtiments qui sont sans doute des dépendances du sanctuaire : le premier est une construction entourée par une muraille, organisée autour de plusieurs cours intérieures et disposant de divers fours qui font que son fouilleur y a vu un lieu de préparation d'offrandes alimentaires ; dans le second, plus à l'est, ont notamment été mis au jour un grand four, une cuve et de nombreux fragments de jarres qui l'ont fait identifier comme un lieu de brassage de la bière, là encore pour les offrandes divines. L'époque paléo-babylonienne voit l'érection d'une grande plate-forme qui fait disparaître les niveaux précédents, tandis que le bâtiment qui y est érigé a fortement subi l'érosion ce qui rend impossible la reconstitution de son plan. Un grand bâtiment de l'époque du dynastique archaïque III a été dégagé au centre du tell (zone C), assez bien conservé car il avait été brûlé. Son plan ne présente pas d'organisation régulière, consistant en une agglutination de salles, sans cours centrales comme il s'en trouve d'habitude dans les édifices monumentaux mésopotamiens, aussi sa fonction est indéterminée : ses fouilleurs ont proposé qu'il s'agisse d'un bâtiment administratif, mais par la suite il a été interprété comme un espace artisanal destiné notamment au travail du métal, de la laine et du roseau. Enfin, dans la zone G des fouilles, brièvement explorée, ont été repérées des traces d'un grand bâtiment (de fonction administrative ?) plus ancien (apparemment des débuts du dynastique archaïque). Les niveaux les plus récents du site remontent à la période paléo-babylonienne (première moitié du IIe millénaire), après quoi il semble déserté,.
Le site fait à nouveau l'objet de fouilles à partir de 2019, par des équipes du Penn Museum et de l'Université de Cambridge, sous la direction de Holly Pittman et d'Augusta McMahon. Elles ont notamment donné lieu à des prospections par photographie et télédétection qui ont déterminé que la cité était divisée en plusieurs sections situées sur des monticules surélevés et isolées les unes des autres par des murailles et des cours d'eau. Cela peut être une conséquence de l'adaptation de l'habitat à un environnement plus humide que de nos jours jusqu'à l'époque des dynasties archaïques, notamment marqué par la présence de marécages qui devaient empêcher un étalement de l'habitat comme il peut être constaté sur les sites des périodes suivantes, quand le climat est devenu plus aride. La fouille d'une taverne a également été entreprise : elle comprenait un espace de restauration à ciel ouvert, une pièce avec des banquettes, un four, et une pièce destinée à préserver des denrées au frais.

### Nigin/Zurghul
La troisième grande agglomération du territoire de Lagash identifiée sur le terrain est Nigin (ou bien Ninâ, Nenua) dont les ruines se trouvent sur l'actuel site de Zurghul, à environ 10 kilomètres au sud de Al-Hiba. Ce tell d'environ 65 hectares a fait l'objet de quelques fouilles en 1887 par l'équipe allemande qui exploraient au même moment le site de la ville éponyme de l'État. Les découvertes y furent de ce fait limitées : des objets des périodes d'Obeïd et d'Uruk, et surtout des niveaux du IIIe millénaire comme sur les deux sites voisins. Des inscriptions de plusieurs rois (dont Urukagina et Gudea) indiquent qu'ils ont restauré le temple de la déesse Nanshe, divinité tutélaire de cette ville, qui se trouvait dans un lieu nommé Sirara (une agglomération séparée ou bien un quartier de Nigin).

### Gu-abba, le «Bord de la mer»
Le sud du territoire de Lagash est la région du « Bord de la mer », Gu-abba, connue uniquement par les textes. Comme son nom l'indique elle est située sur le littoral position très avantageuse durant la seconde moitié du IIIe millénaire av. J.-C. quand les échanges sont très actifs entre la Mésopotamie et les autres régions bordant le golfe Persique, à savoir les pays de Dilmun (Bahreïn et peut-être des régions voisines), Magan (Oman) et Meluhha (sans doute la civilisation de la vallée de l'Indus). Gu-abba est à ces époques un des principaux ports, peut-être le plus important, du littoral sumérien. À cela s'ajoute une importance dans le domaine de la production textile, qui font que la province est particulièrement prospère. Du point de vue religieux, c'est le domaine de la déesse Nin-MAR.KI qui y a son grand temple dans le chef-lieu.

## Économie et société
En plus de permettre pour la première fois de reconstituer l'histoire politique d'une cité-État sumérienne sur une période appréciable, les textes exhumés à Girsu mettent en lumière de nombreux aspects de son économie et de sa société, sur près de quatre siècles. Le tableau est certes incomplet, mais est largement suffisant pour fournir des informations capitales sur la société sumérienne et susciter divers débats chez les historiens.
Au cours de cette période, la région de Lagash est vraisemblablement l'une des plus prospères du Sud mésopotamien. Les trois principales cités sont situées sur un cours d'eau majeur servant de source à un important réseau d'irrigation qui donne naissance à l'une des plus riches régions agricoles du pays de Sumer. C'est également un important centre de pêche, de production artisanale (en particulier textile) et d'échanges à toutes les échelles. Les structures économiques peuvent être caractérisées, comme dans le reste du pays sumérien, de patrimoniales et de domaniales. Elles sont en effet marquées par la présence de nombreux domaines dépendant des différents temples du pays de Lagash. Appartenant en principe aux dieux, ils sont en fait dépendants des souverains. La hiérarchie sociale qui ressort de ce tableau repose sur les liens de dépendance entre les élites contrôlant les ressources des institutions et le reste de la population qui dispose d'une marge d'autonomie plus réduite voire inexistante vis-à-vis des institutions.

### Les grands domaines agricoles

#### Paysages et activités agricoles

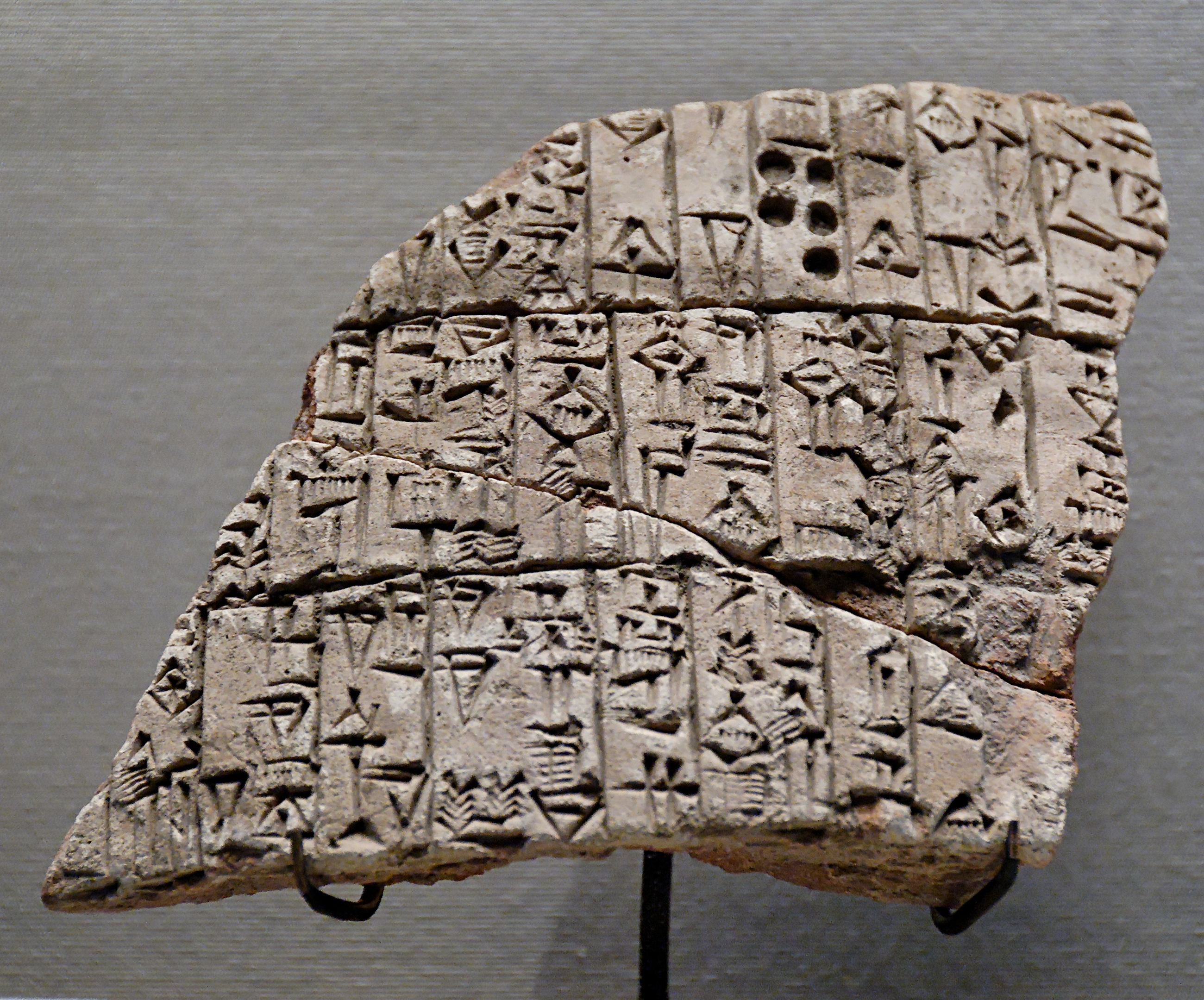
Fragment de cône d'argile inscrit mentionnant le creusement d'un canal par Urukagina.

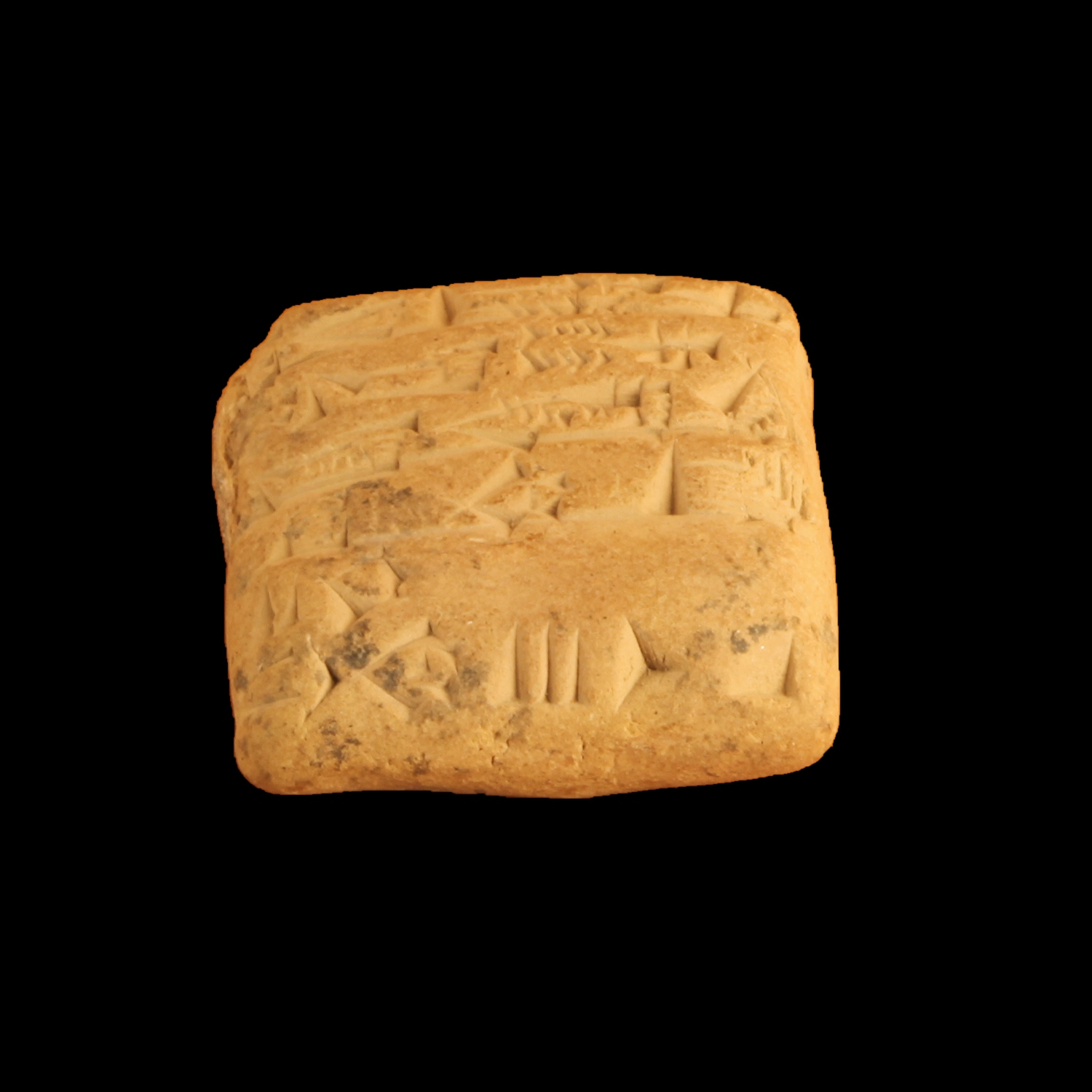
Petite tablette (« billet ») enregistrant un déplacement de bétail pour le compte d'une institution, Girsu, c. 2060, musée des Beaux-Arts de Lyon.

L'économie agricole de Lagash est abondamment documentée grâce aux sources administratives exhumées à Girsu, qui constituent une des principales sources des connaissances sur l'agriculture sumérienne. La principale activité est la céréaliculture, avant tout la culture de l'orge, mieux adaptée au climat aride du Sud mésopotamien. L'irrigation est nécessaire en raison de l'insuffisance des précipitations. Le territoire de Lagash profite de la présence de la branche d'un fleuve dont les eaux sont dérivées pour alimenter les canaux d'irrigation. Cela explique pourquoi les souverains locaux se vantent à plusieurs reprises dans leurs inscriptions d'avoir entretenu le réseau d'irrigation de leur royaume, assurant ainsi la survie de leur pays et sa prospérité, les rendements obtenus étant élevés. C'est d'ailleurs autour d'un terroir irrigué que se noue l'intrigue des conflits opposant les souverains de Lagash à ceux d'Umma à l'époque archaïque : il est cependant sans doute exagéré de les interpréter comme des conflits pour l'eau, le réel enjeu étant la suprématie sur le territoire disputé.
Les champs céréaliers sont disposés le long de ces canaux. Ils sont généralement mis en culture une année sur deux : le cycle de culture débute par leur mise en eau au printemps et à l'été, puis ils sont labourés et ensemencés vers la fin de l'été et à l'automne, la récolte ayant lieu au printemps suivant ; ils sont ensuite mis en jachère jusqu'au printemps de l'année suivante.
Les autres cultures importantes sont situées dans des jardins et vergers où poussent une grande variété de légumes et de fruits, à l'ombre des palmiers-dattiers, autre culture majeure du Sud mésopotamien. L'élevage consiste principalement en des troupeaux de moutons produisant la laine qui alimente les nombreux ateliers textiles du territoire de Lagash. Les animaux de labour essentiels à la céréaliculture (ânes et bœufs) sont également très importants. L'agriculture et l'élevage sont complétés par l'exploitation de bois sauvages ou issus de plantations (peupliers, tamaris, etc.), la coupe des roseaux poussant dans les marais ainsi que la pêche (voir plus bas).

#### Structures agraires
Les structures et les activités économiques sont connues pour la période des dynasties archaïques par les archives du temple de la déesse Ba'u, le « domaine de la Dame » (é-munus). Il s'agit en fait d'un domaine appartenant pour la période documentée aux reines de Lagash (les « Dames »), assimilées à la déesse tutélaire du royaume. À l'époque des rois En-entarzi et Lugal-Anda, c'est un domaine de taille moyenne, puis sous le règne d'Urukagina il est renommé « domaine de la déesse Ba'u » (é-dBau) et connaît une expansion. De la même manière le domaine du dieu Ningirsu est rattaché au roi, et les domaines des dieux Ig-alima et Shul-shagana, enfants du couple divin Ningirsu-Ba'u, sont attribués aux princes : l'assimilation entre la famille divine et la famille royale de Lagash est portée à son comble, ce qui semble refléter la volonté d'Urukagina de renforcer le pouvoir royal. Mais cela ne dure pas longtemps, puisque le domaine de Ba'u intègre finalement ceux attribués aux princes. Selon les estimations d'A. Deimel, il dispose à cette époque d'environ 4 465 hectares de terres et emploie directement 1 200 travailleurs. Ces derniers sont payés en rations d'entretien, à base de grain. Les activités concernent la culture céréalière, l'élevage, la pêche dans les marais entourant Girsu ainsi que l'artisanat. Les sources indiquent qu'existent à l'époque archaïque une vingtaine de temples disposant de tels domaines. Le temple de Ba'u n'est donc qu'un exemple mis en lumière par le hasard des découvertes de tablettes.
La prospérité de la région de Lagash et de Girsu se déduit également des archives du temple de Ningirsu à la période d'Ur III (XXIe siècle). La province de Lagash est alors la plus grosse contributrice dans le système du bala mis en place à la fin du règne de Shulgi, qui organise pendant quelques années la collecte de prélèvements en nature issus des diverses provinces de l'empire et leur redistribution. Il s'agit donc là encore d'un cas d'économie et de société encadrées par de grandes institutions, en l'occurrence des temples, sur lesquels le pouvoir royal exerce un contrôle fort. Leur personnel semble plus tourné vers la gestion du domaine que le culte religieux, sous la direction d'un administrateur, le šabra. Les domaines des temples sont alors divisés en petites unités d'exploitation, les « champs » (a-šà), dont les meilleurs ont des rendements allant de 20/1 à 100/1, 24 000 hectares de ces terres produisant environ 17 000 tonnes d'orge les bonnes années. Il pourrait en tout y avoir eu 75 000 hectares de terres cultivées chaque année (avec une superficie équivalente en jachère).
Les terres agricoles des temples sont gérées de trois façons différentes :
- des champs en régie directe, travaillés par des dépendants payés uniquement en rations d'entretien (en grain, huile et laine, donc pour se nourrir, se laver et se vêtir) ;
- des champs confiés à des personnes contre l'exercice d'une fonction, en guise de rémunération ;
- des champs loués à des métayers contre redevance, d'en moyenne 1/3 de la récolte à la période d'Ur III[66].

La propriété privée agricole n'est pas documentée, ce qui ne veut pas dire qu'elle n'existe pas. Les dépendants peuvent être réquisitionnés pour des corvées, de même que les métayers. Ils sont alors tous rémunérés par des rations, mais le système est plus généreux pour les seconds que pour les premiers. Des indices ont été retrouvés de ce qui pourrait être une sorte de « zone d'activités » où travaillaient conjointement des ouvriers agricoles et artisans issus des couches basses de la société, rétribués en rations d'entretien par l'administration.

#### Organisation de l'élevage
L'élevage est également bien documenté pour la période d'Ur III. L'élevage dominant est celui des ovins, mais on dispose aussi d'informations sur les bovins, un peu sur les porcins et la volaille. Les animaux de trait (ânes et bœufs) sont confiés aux équipes de labour qui s'en servent pour les travaux agricoles. Les ovins, élevés pour leur laine, sont quant à eux pris en charge par des bergers. Les tablettes montrent en détail l'organisation de l'engraissement des veaux, surveillé de très près par une armée de scribes comptabilisant les rations distribuées, les entrées et sorties de bétail, l'abattage et les morts. Les disparitions d'animaux sont scrupuleusement surveillées : les personnes à qui elles sont confiées (équipes de labours ou bergers) doivent les justifier et rapporter les peaux des animaux morts sans quoi ils devaient supporter la charge de la disparition.

### La pêche

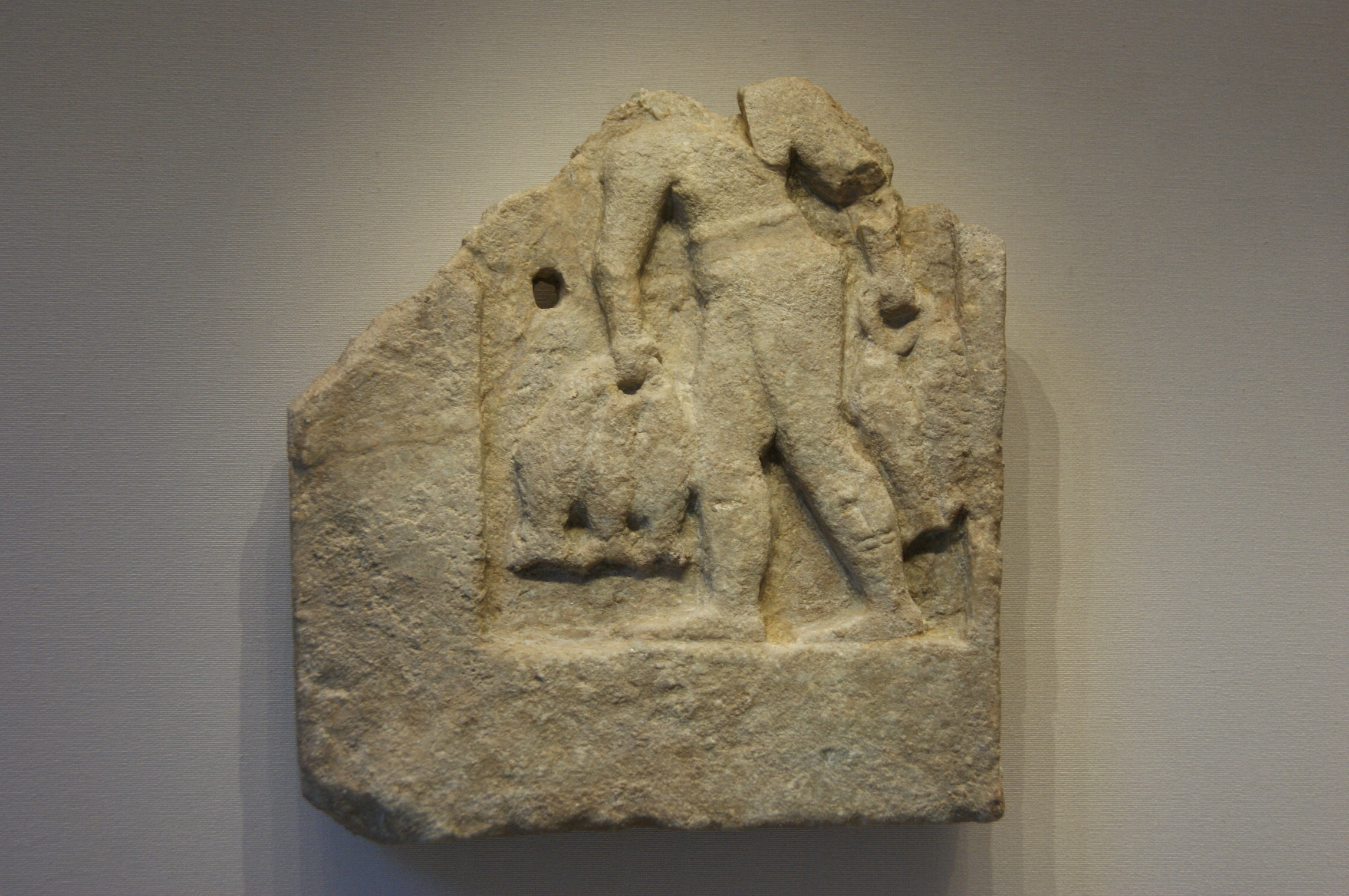
Fragment de stèle : homme portant des poissons. Girsu, DA III (v. 2500). Musée du Louvre.

Le territoire de Lagash dispose de nombreux marécages et cours d'eau et d'une façade littorale qui en font un territoire propice pour la pêche. Cela est bien documenté par les archives de la période archaïque et celles d'Ur III qui montrent là encore une activité contrôlée par le pouvoir central. Les pêcheurs de Girsu sont organisés en équipes dirigées par un chef, devant verser des poissons ou d'autres animaux (des tortues) et des produits dérivés de la pêche (notamment l'huile de poisson) à des entrepôts de l’État, qui leur fixent des objectifs à atteindre. Les équipes sont divisées entre celles pêchant dans les cours et points d'eau douce intérieurs, et celles plus nombreuses qui exercent leur activité sur le littoral ou en pleine mer (en eau salée). Parfois les pêcheurs sont assignés à la coupe de roseaux ou à l'entretien des canaux. Des installations de stockage et de transformation de poisson ont peut-être été mises au jour par G. Cros à Tello dans la « région des bassins » du « Tell de la maison des fruits » : y ont été retrouvés de nombreux restes de poissons ainsi que deux bassins pouvant avoir servi pour des salaisons.

### L'artisanat
Les activités artisanales sont peu documentées par les archives du temple de Ba'u. Les activités d'un groupe d'une vingtaine de tisserandes, dirigées par un contremaître, et payées en rations sont cependant notées. Certains ateliers sont organisés en fonction du type de tissu travaillé : il existe ainsi un « lieu (de travail) de la laine » (ki-siki) et un « lieu (de travail) du lin » (ki-gu) ; il s'agit des deux tissus les plus travaillés à Sumer. Les archives de la période d'Ur III, plus importantes, montrent un ensemble d'ateliers employant des milliers d'ouvriers, parmi lesquels ceux destinés au textile sont les plus importants. Le tout était coordonné par une administration très hiérarchisée et bureaucratisée, caractéristique de cette époque. Comme à la période précédente, les ateliers fonctionnent essentiellement avec un personnel féminin, évalué à plus de 6 000 personnes, regroupées en vingt-six équipes, dirigées par des contremaîtres. Comme leurs lointaines ancêtres, elles sont rémunérées en rations de subsistance. Elles peuvent également être réquisitionnées pour d'autres travaux : minoterie, moisson, entretien des canaux, halage de bateaux sur les canaux.
Les autres types d'activités artisanales sont moins bien documentées, mais tout de même attestés. Ainsi, plusieurs tablettes de l'époque d'Ur III documentent l'activité métallurgique : elles indiquent que des forgerons (simug) réparent des objets qui leur sont confiés par des scribes de l'administration centrale, pour le compte de plusieurs bureaux qui les utilisent, le contrôle étant sans doute étroit en raison de la rareté du métal.

### Les échanges

Localisation des principaux sites et régions de la partie orientale du Moyen-Orient dans la seconde partie du, dont beaucoup sont liées à Lagash par des réseaux d'échanges.

Les échanges de biens et parfois de personnes (esclaves) apparaissent dans les archives des différentes périodes de l'histoire de Lagash. Ils sont contrôlés par l’État ; à la fin de l'époque archaïque un haut dignitaire nommé « grand marchand » supervise cette activité. Des « marchands » (dam-gàr) sont attestés dans les textes, mais leur fonction n'est pas claire. Il semble s'agir de personnes agissant pour le compte des institutions (sans doute plusieurs en même temps), mais ils ont pu également se livrer à des activités commerciales privées et aussi effectuer des prêts à d'autres particuliers.

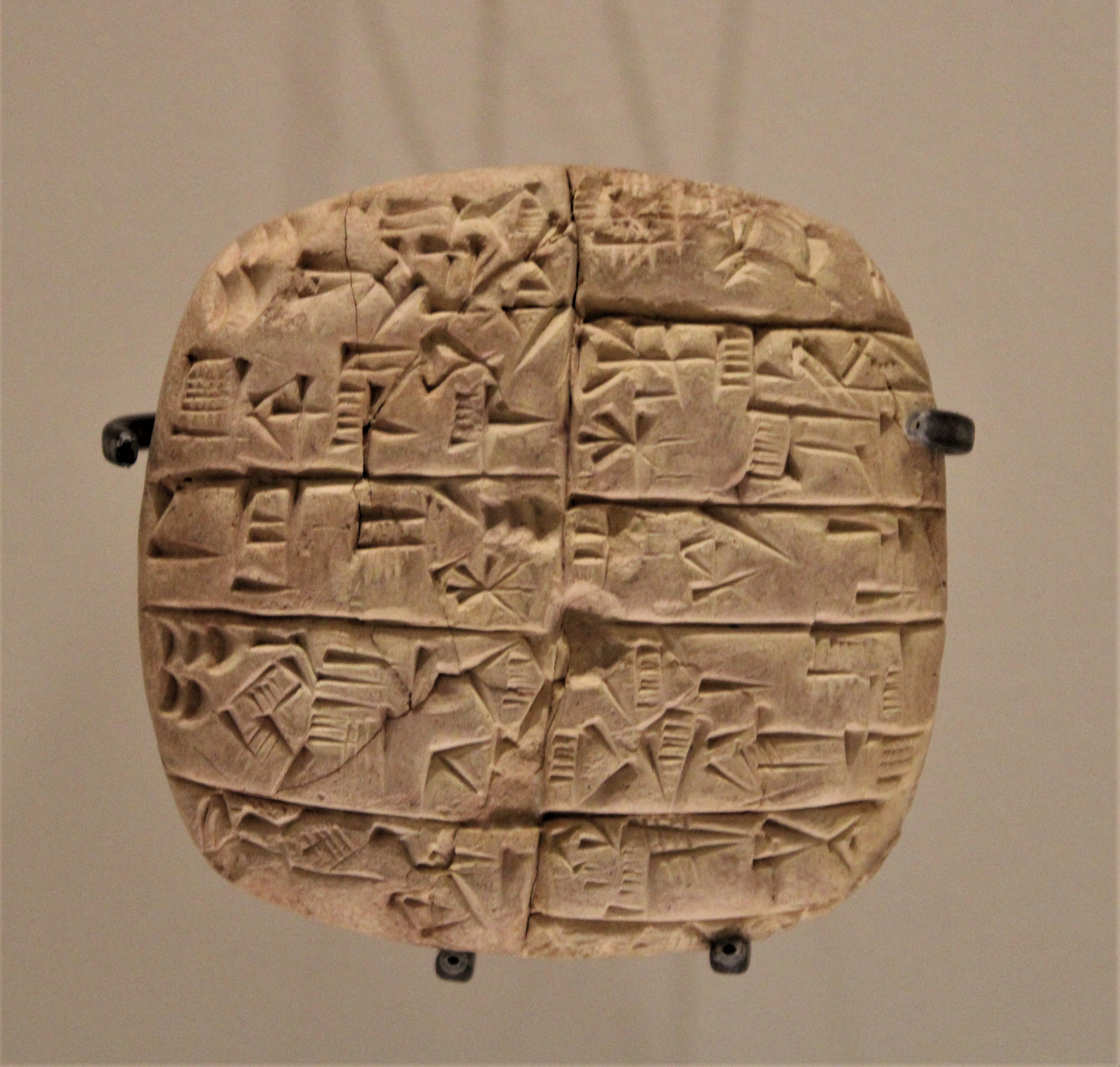
Tablette administrative mentionnant l'envoi de laine et d'argent à Dilmun (Bahreïn) par la reine Baranamtarra (v. 2350), peut-être dans le cadre d'échanges diplomatiques. Musée du Louvre.

Les échanges sont en majorité de type réciproque, avec des produits circulant alors entre différentes institutions, ou de type redistributif, les produits étant alors centralisés par les institutions puis redistribués à leurs dépendants ou offerts aux dieux. Mais certains biens ont également pu faire l'objet d'un commerce, étant échangés contre un moyen de paiement, généralement de l'argent pesé, d'autres fois de l'orge. De façon plus marginale en termes de quantités, mais pas du point de vue symbolique, la cour de Lagash offre et reçoit des présents d'autres cours, et fait des offrandes à des sanctuaires situés hors de son territoire.

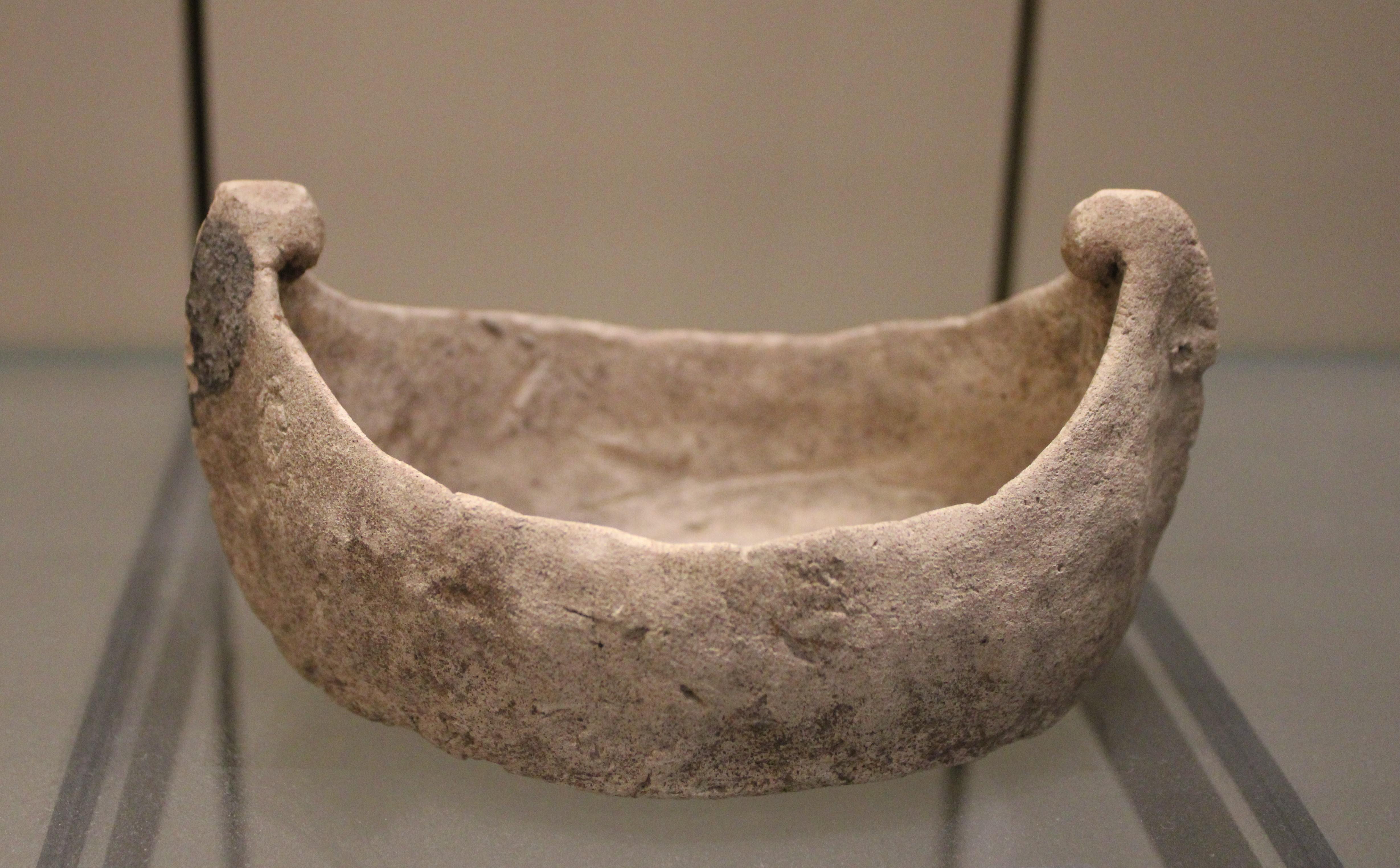
Modèle de bateau en terre cuite. Girsu, v. 2200-2000 av. J.-C. Musée du Louvre.

En raison de sa richesse agricole (production de grain et de laine brute), de ses nombreux ateliers (en premier lieu textiles produisant des étoffes de laine et du cuir, aussi les huiles parfumées) et des abondants produits de la pêche, le territoire de Lagash exporte de nombreuses productions vers les régions voisines de Mésopotamie. Cela se constate dans les archives de la période de l'empire d'Akkad et surtout d'Ur III, durant lesquelles ces échanges s'effectuent dans le cadre d'échanges contrôlés par les institutions. Il s'agit dans ces cas d'un commerce essentiellement régional, entre les régions de Basse-Mésopotamie. Mais les institutions de Lagash sont également actives dans les échanges à longue distance du fait de la situation géographique du territoire : il est situé sur une route terrestre importante débouchant sur la Susiane et l'Élam à l'est, et sur sa façade sur le golfe Persique se trouve un port actif, dans le « Bord de la mer ». Lagash est ainsi en contact avec des régions d'extraction de matières premières importées en Mésopotamie : cuivre et diorite d'Oman, étain et différentes pierres dures (lapis-lazuli, cornaline, etc.) provenant du plateau Iranien et d'Afghanistan, du bois, etc. Dans ses inscriptions, Gudea mentionne ainsi recevoir des produits depuis les pays de Dilmun (actuel Bahreïn, qui sert alors de port de transit sur le Golfe), Magan (actuel Oman), Meluhha (sans doute la vallée du l'Indus) et d'autres. Ces produits peuvent ensuite être exportés vers les autres cités de Sumer et générer des revenus substantiels. Les biens produits localement et exportés sont moins évidents à déceler dans les textes. Ils doivent être identiques à ceux exportés à l'échelle régionale (grains, étoffes, cuir, huiles parfumées, produits de la pêche, esclaves, etc.).

### Le poids des institutions et les liens de dépendance
L'image d'une société très hiérarchisée se dessine sur toute la période. La classe la plus aisée est celle qui occupe une fonction dans l'administration institutionnelle. Cela lui garantit l'accès à des revenus plus importants ; ses membres n'exercent pas d'activités productives, se consacrant aux tâches de direction ou aux rituels religieux. C'est en dernier lieu le souverain, qu'il règne depuis Lagash, Akkad ou Ur selon la période, qui décide en dernier lieu de l'attribution des ressources des institutions, concédées à ceux qui le servent directement, et bénéficiant en premier lieu d'un accès personnel au souverain. L’État a donc un fonctionnement de type patrimonial. Les structures économiques peuvent quant à elles être qualifiées de domaniales, puisqu'elles sont organisées par un ensemble de domaines, définis dans les textes comme des « Maisons » (é), souvent celles des dieux, donc les temples. Le souverain et les élites gardant le contrôle sur ces domaines, on ne peut en aucun cas parler d'un système théocratique, d'une « cité-temple » dans laquelle les sanctuaires encadrent toute la société, comme cela a pu être proposé par A. Deimel après l'analyse des sources de Lagash. D'ailleurs il n'est même pas assuré que les temples emploient toute la population locale, des domaines « privés » ayant pu exister même si les sources ne les documentent pas.
La hiérarchisation de la société est constituée à sa base par un groupe de personnes en situation de dépendance vis-à-vis des grands organismes, qui assurent leur entretien quotidien et peuvent les soumettre à des sortes de corvées. Ils sont employés à plein-temps par les institutions, sans pour autant être des esclaves, ces derniers ne représentant sans doute qu'une part limitée de la population. D'autres sont en revanche moins dépendants, pouvant n'être employés que partiellement par les institutions (contre des rations, ou bien la concession de parcelles) et exerçant le reste du temps des activités de manière autonome, qui échappent complètement à notre documentation, car celle-ci ne vient que du milieu des institutions. Tout ce système s'appuie sur un groupe de scribes accomplissant les tâches de gestion de base. Les inscriptions d'Urukagina mentionnant l'œuvre de ce dernier pour le rétablissement de la paix sociale dans son royaume montrent bien le poids de ces inégalités et les tensions qu'elles portent en germe : elles dénoncent en particulier les abus que pouvaient exercer les membres de l'administration des temples et du palais à l'encontre des plus faibles.

## La religion à Lagash

### Le panthéon local

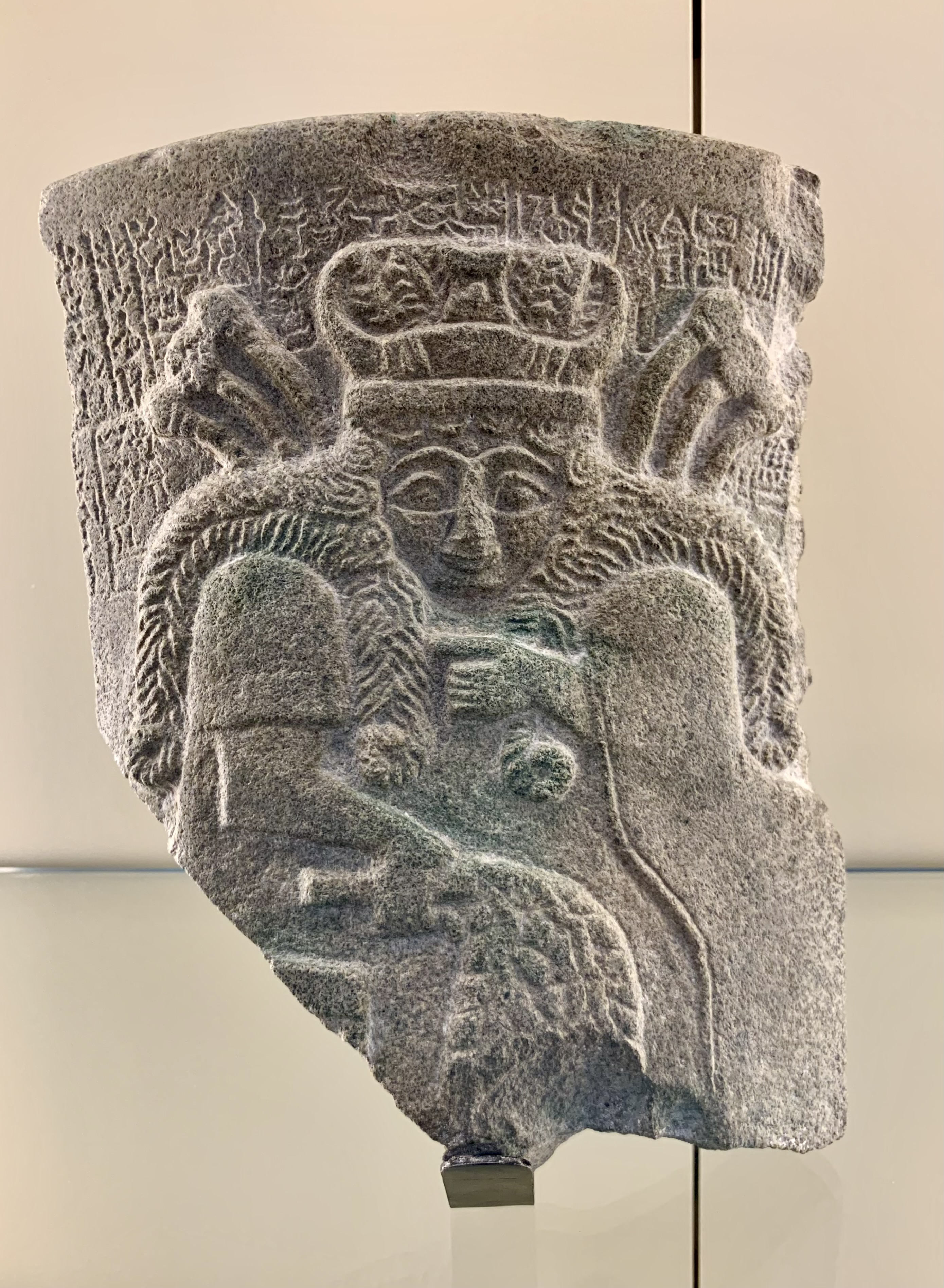
Fragment de vase en chlorite représentant la déesse Nisaba, règne d'En-metena, Musée de Pergame.

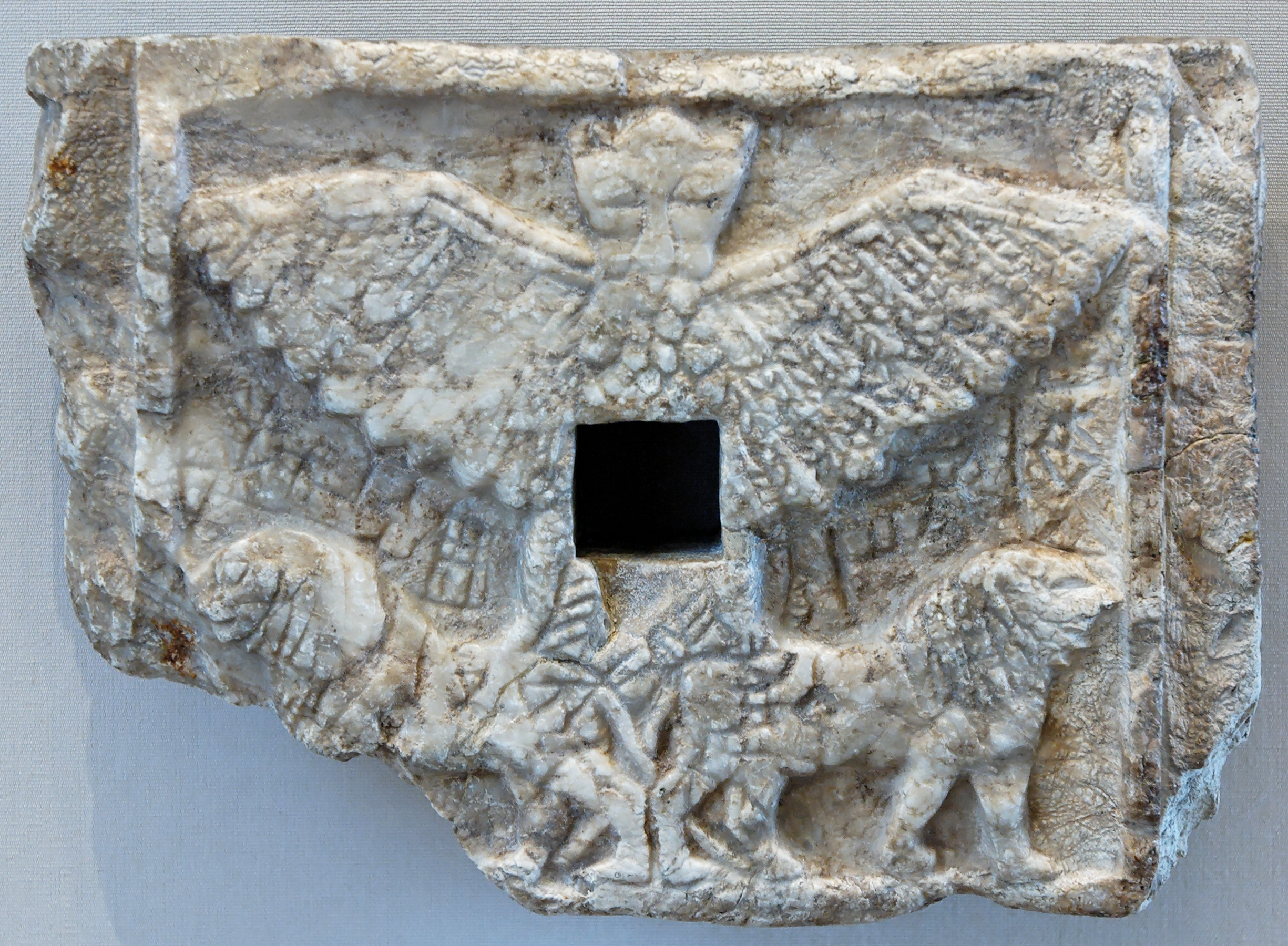
Relief votif en albâtre représentant l'oiseau-tempête Imdugud, Girsu/Tello, musée du Louvre.

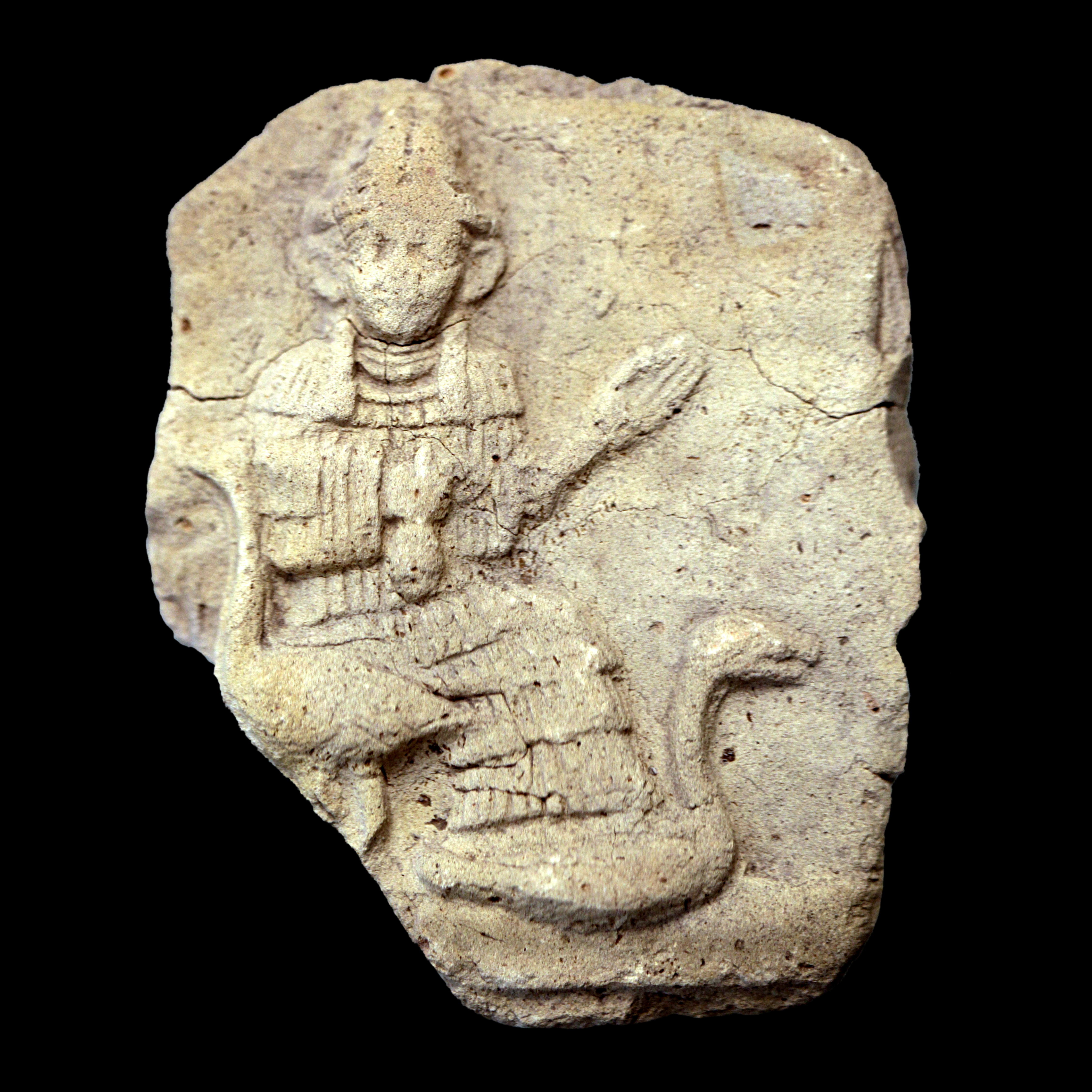
Figurine-plaquette en terre cuite d'une déesse au milieu d'oies, sans doute Nanshe. Fin IIIe-début IIe millénaire av. J.-C., Girsu/Tello, musée du Louvre.

Si la religion pratiquée dans la région de Lagash s'inscrit dans le cadre religieux sumérien et sud-mésopotamien, les dieux vénérés font partie d'un panthéon local, constitué de dieux propres à Lagash, peu attestés dans les royaumes voisins. Ils sont conçus comme formant une véritable famille divine dont la famille royale est la contrepartie terrestre. Cela est surtout affirmé sous le règne d'Urukagina. Mais il y a bien des contacts avec les autres panthéons du pays sumérien : les dieux locaux sont parfois assimilés avec des divinités d'autres royaumes, et les archives des temples indiquent que parmi la foule de divinités vénérée dans les sanctuaires de Lagash certaines sont bien connues sur d'autres sites sumériens (le reste étant inconnu par ailleurs).
Le dieu principal de la région de Lagash est Ningirsu, le « Seigneur de Girsu », qui dispose de son temple principal, l'É-ninnu, dans cette dernière cité, mais en a un autre à Lagash. Il est considéré comme étant le fils d'Enlil, dieu de la royauté sumérienne, et Ninhursag. Dans la théologie de Lagash, Ningirsu est perçu comme étant le vrai maître du royaume, dont les souverains ne sont que les « vicaires ». Il entretient cependant une relation privilégiée avec eux, et peut leur apparaître en rêve pour leur dicter ses volontés, comme c'est le cas pour Gudea.
La parèdre de Ningirsu est la déesse Ba'u (ou Baba) dont le grand temple, l'É-tarsirsir, se trouve également à Girsu. Ningirsu et Ba'u ont au moins deux fils, Shul-Shagana et Ig-alima. La famille royale s'identifie à cette famille divine, comme le montre sous le règne d'Urukagina le fait que le roi s'attribue le domaine du temple du grand dieu, la reine celui de la déesse Ba'u, et un prince celui d'une des progénitures du couple divin. Les autres divinités locales importantes sont Gatumdug, une autre parèdre de Ningirsu, les sœurs de ce dernier, Nanshe, vénérée à Nigin et protectrice des activités en lien avec la mer (pêche et navigation), et Nisaba, dont le culte n'est pas spécifique à Lagash car elle est aussi vénérée à Umma et ailleurs, ainsi que la fille de Nanshe, Nin-MAR.KI (lecture du nom inconnue), déesse du Bord de la Mer (Gu-abba). Les divinités des autres grandes cités de Sumer peuvent se retrouver à Lagash ; la déesse Inanna dispose ainsi d'un des principaux lieux de culte de ce territoire, son temple ovale de la ville de Lagash.
La mythologie de Lagash est très mal connue. Un groupe de personnages qui auraient été vaincus par Ningirsu apparaît dans certains textes, comme les hymnes du règne de Gudea. Parmi eux se trouvent le Roi-palmier, le Seigneur Saman, peut-être d'anciennes divinités mineures du pays de Lagash, et des animaux mythologiques comme le bélier à six têtes, le serpent à sept têtes et l'oiseau Imdugud. Un autre mythe existe aussi sur l'affrontement entre ce dernier et Ningirsu, après que l'oiseau mythique eut dérobé les Tablettes de la destinée à Enlil ; c'est une version ancienne du mythe du combat de Ninurta contre Anzû, très populaire en Mésopotamie. Imdugud est devenu un animal-attribut de Ningirsu, et c'est sous sa forme que le dieu apparaît en songe à Gudea.
De la même manière que la tradition mésopotamienne postérieure a oublié les rois de Lagash, les dieux de la cité n'ont pas eu de postérité : les attributs de Ningirsu sont ainsi intégrés par Ninurta, lui aussi fils d'Enlil, originaire de Nippur.

### Le culte des dieux
La documentation provenant des sites de Lagash offre un aperçu des pratiques cultuelles des Sumériens durant la seconde moitié du IIIe millénaire. Les témoignages archéologiques sont limités en raison de la disparition des temples de Girsu, qui n'ont pas résisté au passage du temps ou ont été irrémédiablement endommagés lors des fouilles du site. Les seuls temples connus proviennent de la ville de Lagash : le temple ovale d'Innana et le temple de Ningirsu évoqués plus haut. En revanche, les nombreuses œuvres d'art provenant de Girsu illustrent la pratique de l'offrande d'objets à des divinités en l'échange de faveurs. Les tablettes économiques mentionnent quant à elles les offrandes courantes visant à entretenir les dieux qui ont lieu dans leurs temples, et qui sont surtout de nature alimentaire. Un personnel cultuel important ainsi que de nombreux artisans (boulangers, brasseurs, cuisiniers, forgerons, orfèvres, sculpteurs, etc.) assurent le fonctionnement du culte, et disposent pour cela des ressources des domaines des temples. En témoignage de cela, un espace pour brasser la bière (é-bappir, « Maison du pain à bière ») a été identifié dans secteur du temple de Ningirsu à Lagash ; c'est la plus ancienne installation de ce type connue en Mésopotamie, servant à fabriquer le breuvage offert au dieu. Un bâtiment voisin à quant à lui pu servir de cuisine pour ces offrandes. Les rois (et les gouverneurs durant les périodes de perte d'indépendance) assurent la supervision de ce culte et sont les premiers pourvoyeurs d'offrandes.
« Le guerrier Ningirsu entrait (dans sa) Maison.
La maître de la Maison y vint tel un aigle qui avait repéré un auroch.
Quand le guerrier entra dans sa Maison, il était tel une tempête rugissant dans une bataille.
Ningirsu vint dans sa Maison, et ce fut (comme) dans le sanctuaire Abzu lors d'une fête.
Le propriétaire retourna assurément dans sa [Maison], tel le dieu-soleil se levant au-dessus du pays de Lagash.
Quand Ba'u entra dans son gynécée, elle était telle une femme respectueuse, s'occupant de sa maison ; quand elle entra dans sa chambre à coucher, elle était telle le Tigre en hautes eaux ; quand elle s'assit dans [...] elle était la Dame, fille d'An le lumineux, un jardin verdoyant portant ses fruits. Le jour était sur le point de se lever, la promesse avait été tenue, Ba'u était entrée dans son gynécée ; (cela signifiait) abondance pour le pays de Lagash.
Une des principales tâches des souverains est d'assurer la construction et la restauration des temples des dieux, activité mentionnée dans de nombreuses inscriptions royales. Le dossier le mieux documenté, tant en textes qu'en images, est le chantier de construction du grand temple du dieu tutélaire de son royaume, l'É-ninnu, entrepris par Gudea, en même temps qu'il restaure les autres temples principaux du royaume. Cette entreprise est connue grâce à des documents exceptionnels, deux cylindres d'argile inscrits en cunéiforme relatant l'événement. Le « Cylindre A » raconte l'apparition du dieu dans un rêve du roi, pour lui ordonner de construire son temple, en réunissant des matériaux provenant de tout le monde connu alors, et comment le roi se met ensuite à l'ouvrage. Le « Cylindre B » prend la suite : après la construction du temple, menée avec grand succès, une grande fête religieuse est organisée pour permettre l'installation de Ningirsu et de sa parèdre Ba'u dans le sanctuaire, qui devient leur résidence terrestre ; le rituel décrit a l'apparence d'un mariage sacré (hiérogamie) célébrant l'union du couple divin.
Le culte de Lagash est rythmé par un calendrier cultuel qui reste encore mal connu, sans doute parce qu'il y a en fait plusieurs calendriers cultuels suivant les sanctuaires, ce qui complexifie la reconstitution de l'année liturgique de Lagash. De nombreuses fêtes religieuses ont lieu durant l'année. Les principales durant la période archaïque sont les « fêtes de consommation de l'orge et du malt » (ezem-še-gur) dédiées à Ningirsu (à Girsu) et Nanshe (à Nigin). Celle dédiée à cette dernière, qui a lieu durant le premier mois du calendrier local, est dirigée par la reine (ou l'épouse du gouverneur), comme cela est courant. Elle est marquée par des rituels dans plusieurs temples, dont ceux des autres grandes villes du royaume, avant qu'un pèlerinage n'ait lieu vers Nigin pour les plus grandes célébrations. Celles-ci ont lieu sur trois jours, durant lesquels des offrandes sont faites à la déesse et à sa famille, surtout les offrandes alimentaires les plus courantes : orge, blé, différentes variétés de bière, huile, dattes, bétail (notamment des agneaux), poissons. Des objets précieux sont confectionnés pour être offerts à la déesse et à son entourage divin : de la vaisselle en argent ou en pierre, des couronnes. Une autre grande fête du royaume de Lagash est celle dédiée à la déesse Ba'u, qui a lieu (au moins aux époques tardives) durant le septième mois du calendrier ; à la période archaïque, elle comprend des rituels liés au monde infernal, impliquant le dieu Gilgamesh.

Documents sur le culte à Girsu. Musée du Louvre.
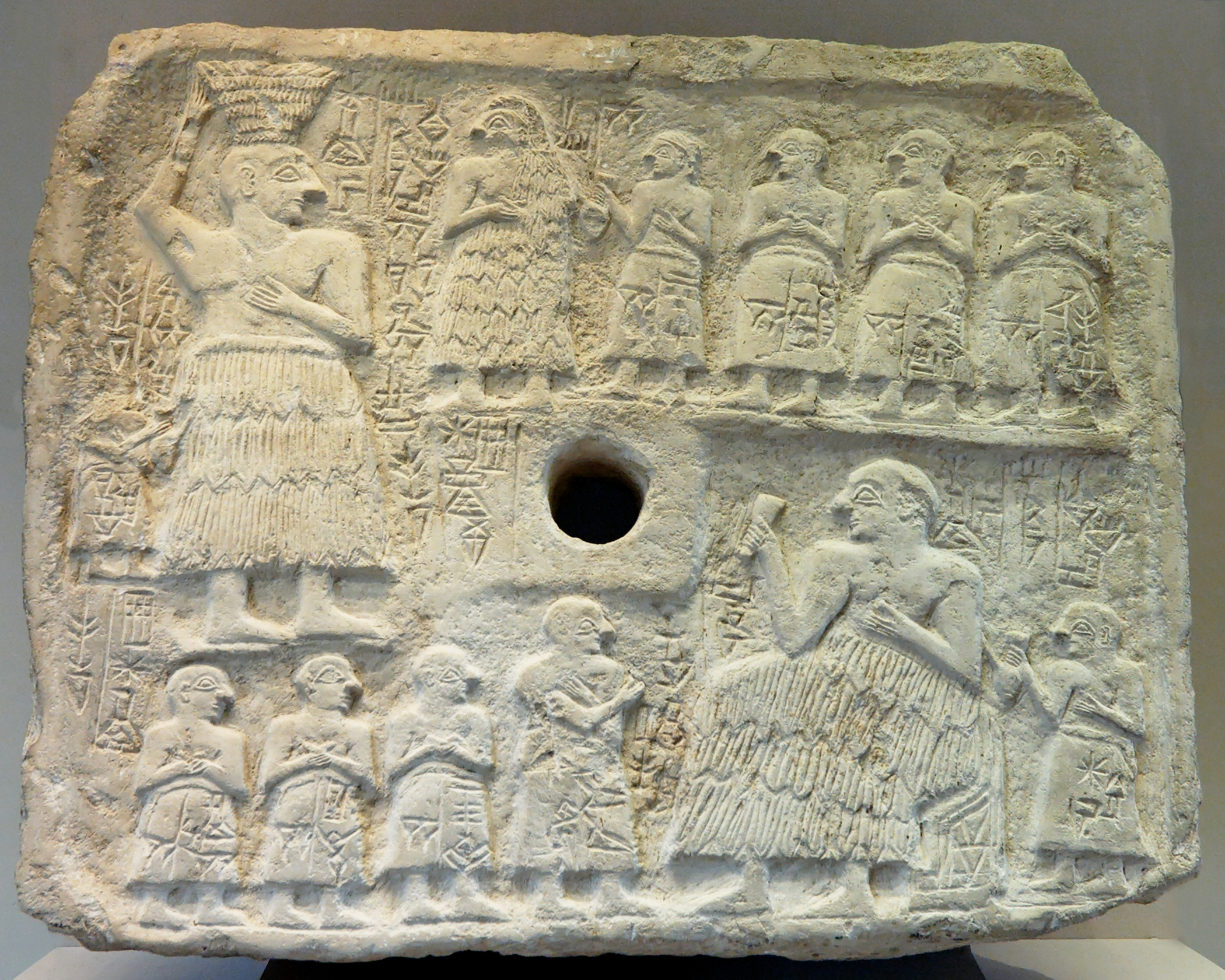
Bas-relief votif perforé d'Ur-Nanshe, fondateur de la première dynastie, le montrant lui et sa famille en train de participer à la restauration du temple de Ningirsu, Girsu/Tello.
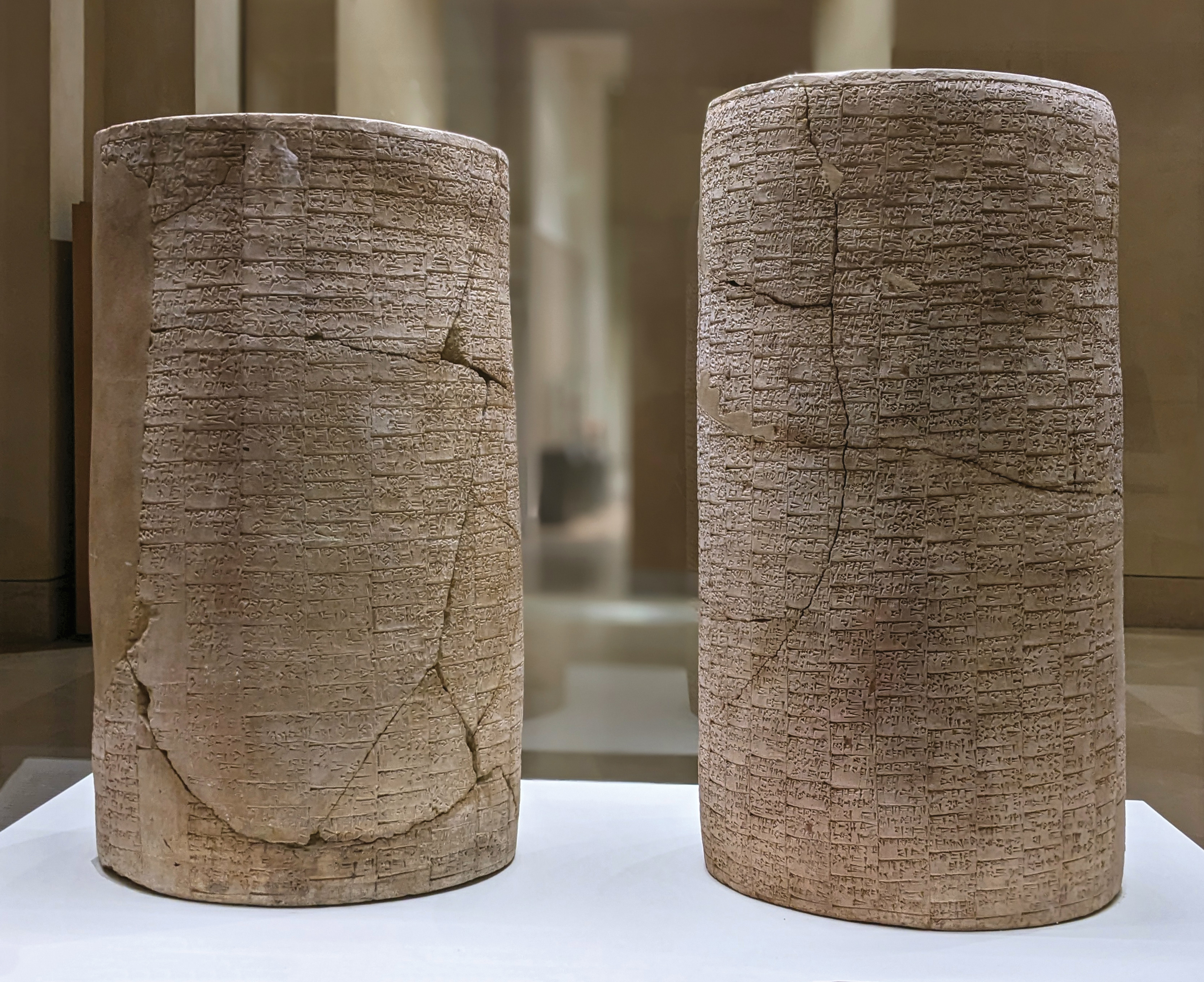
Les « Cylindres de Gudea », commémorant la reconstruction du grand temple de Ningirsu.
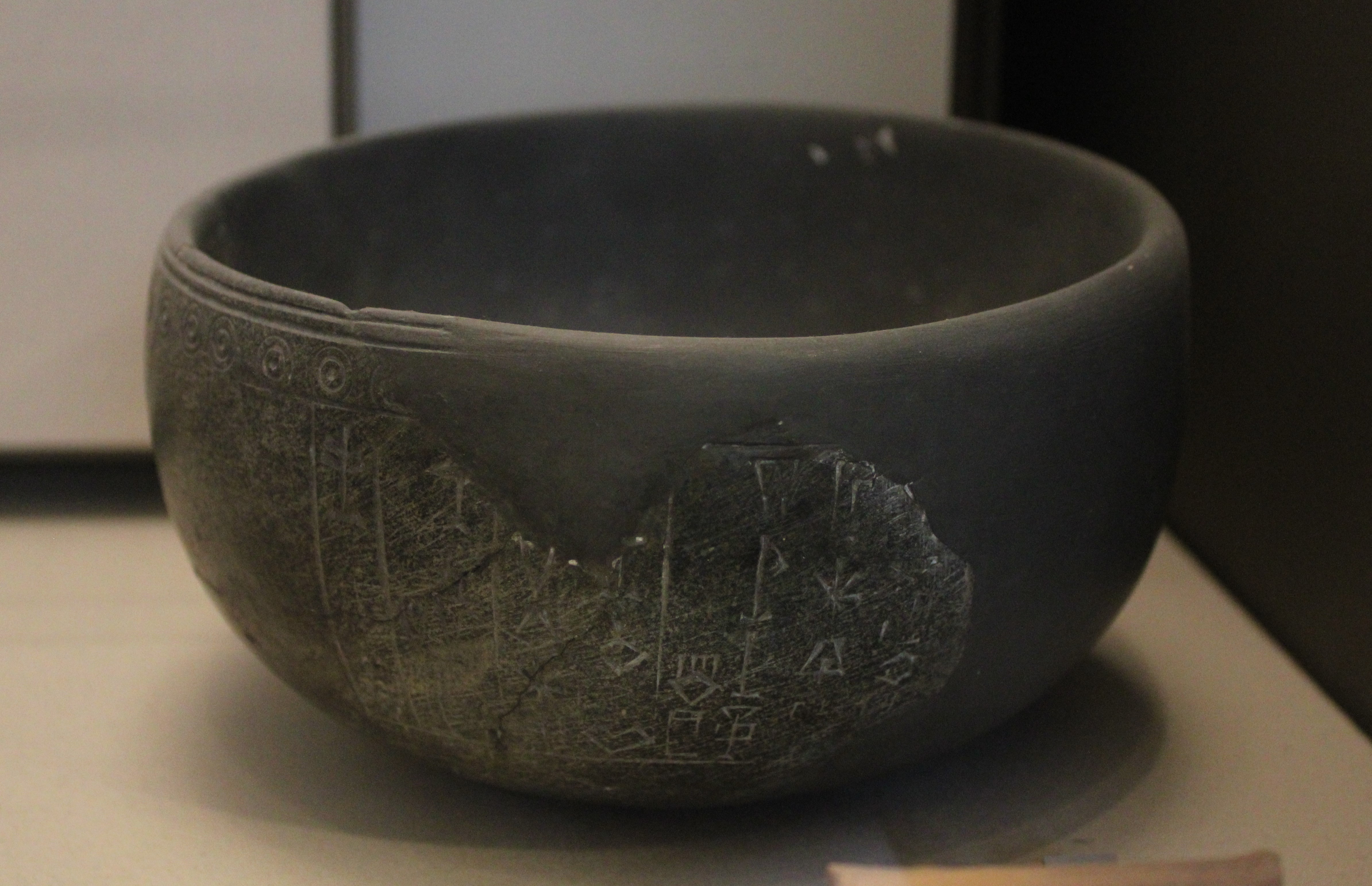
Vase en chlorite inscrit, voué par Ur-Ba'u, fils du marchand Shesh-shesh, sous le règne d'Amar-Sîn (v. 2046-2038 av. J.-C.), Ur III.
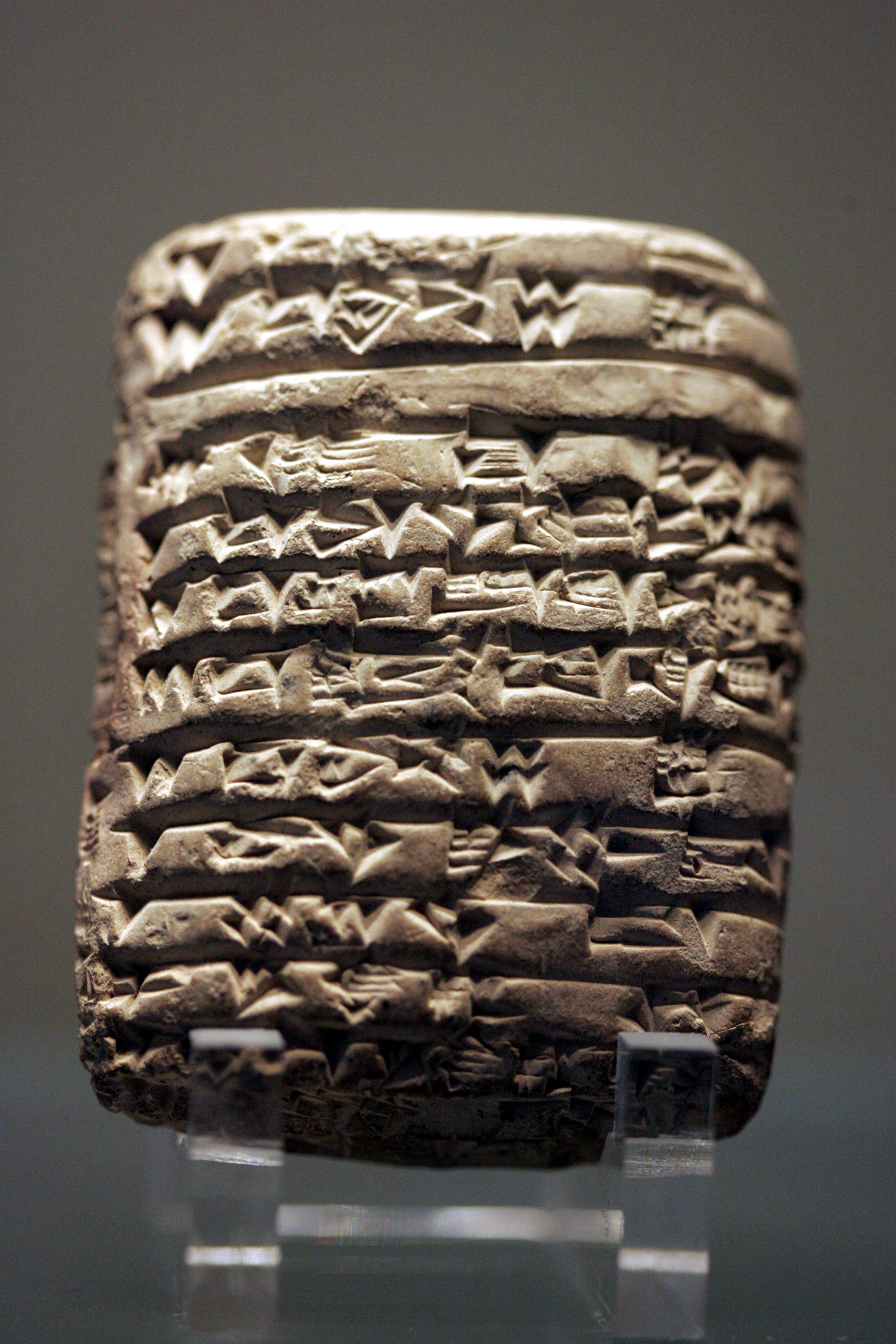
Liste d'objets, mobilier et denrées, appartenant au trésor d'un temple, période d'Ur III.

## L'art royal de Lagash
Les fouilles (régulières et clandestines) de Girsu furent prolifiques en œuvres d'art. Parce qu'elles se sont concentrées dans les zones des bâtiments officiels, elles ont essentiellement livré des réalisations artistiques issues de commandes du roi ou de son entourage (famille royale, dignitaires).
La sculpture est l'art le plus représenté. La grande Stèle des vautours d'E-anatum commémore la victoire de celui-ci sur Umma. En état fragmentaire comme bien d'autres œuvres de cette époque, elle représente le dieu Ningirsu en train de capturer lui-même des ennemis, illustrant le fait qu'il est considéré comme le véritable maître du royaume et donc comme le principal artisan de sa victoire. D'autres bas-reliefs de la période archaïque ont été mis au jour, en particulier les plaques votives percées d'un trou en leur centre représentant souvent des scènes liées au culte, très courantes dans l'art sumérien de cette époque. L'une des plus remarquables est celle réalisée à la suite de la construction d'un temple par le roi Ur-Nanshe, représenté en train de participer personnellement à l'ouvrage, aidé de sa famille. D'autres de ces objets ont été réalisés pour des membres de la haute société de Lagash, comme Dudu, prêtre de Ningirsu sous En-metena. Parmi les autres objets sculptés de cette période, il convient également de mentionner des têtes de masses d'armes, telle celle dédiée par le roi Mesilim de Kish à Ningirsu représentant des lions et l'aigle léontocéphale ou celle dédiée au même dieu par En-anatum et portant également une représentation de cet animal hybride.
Les Sumériens de l'époque archaïque sont également de brillants métallurgistes. Une lance massive en cuivre vouée par un roi de Kish montre que les rois d'autres cités amies font des présents aux dieux de Lagash. Un vase en argent de grande qualité est dédié à Ningirsu par le roi En-metena. Martelé dans une seule feuille de métal, des représentations de l'aigle léontocéphale Anzû, des lions, des cerfs et des capridés sont finement gravées sur sa panse. C'est l'une des œuvres d'art les plus abouties de la période des dynasties archaïques, rivalisant avec celles des tombes royales d'Ur. Les derniers types de réalisations artistiques caractéristiques de la période archaïque et attestées à Girsu sont les fragments d'incrustations en nacre qui devaient se trouver à l'origine sur des panneaux en matière périssable (bois sans doute) qui n'ont pas été préservés.

Œuvres artistiques provenant de Girsu/Tello et Lagash datées de l'époque des dynasties archaïques.
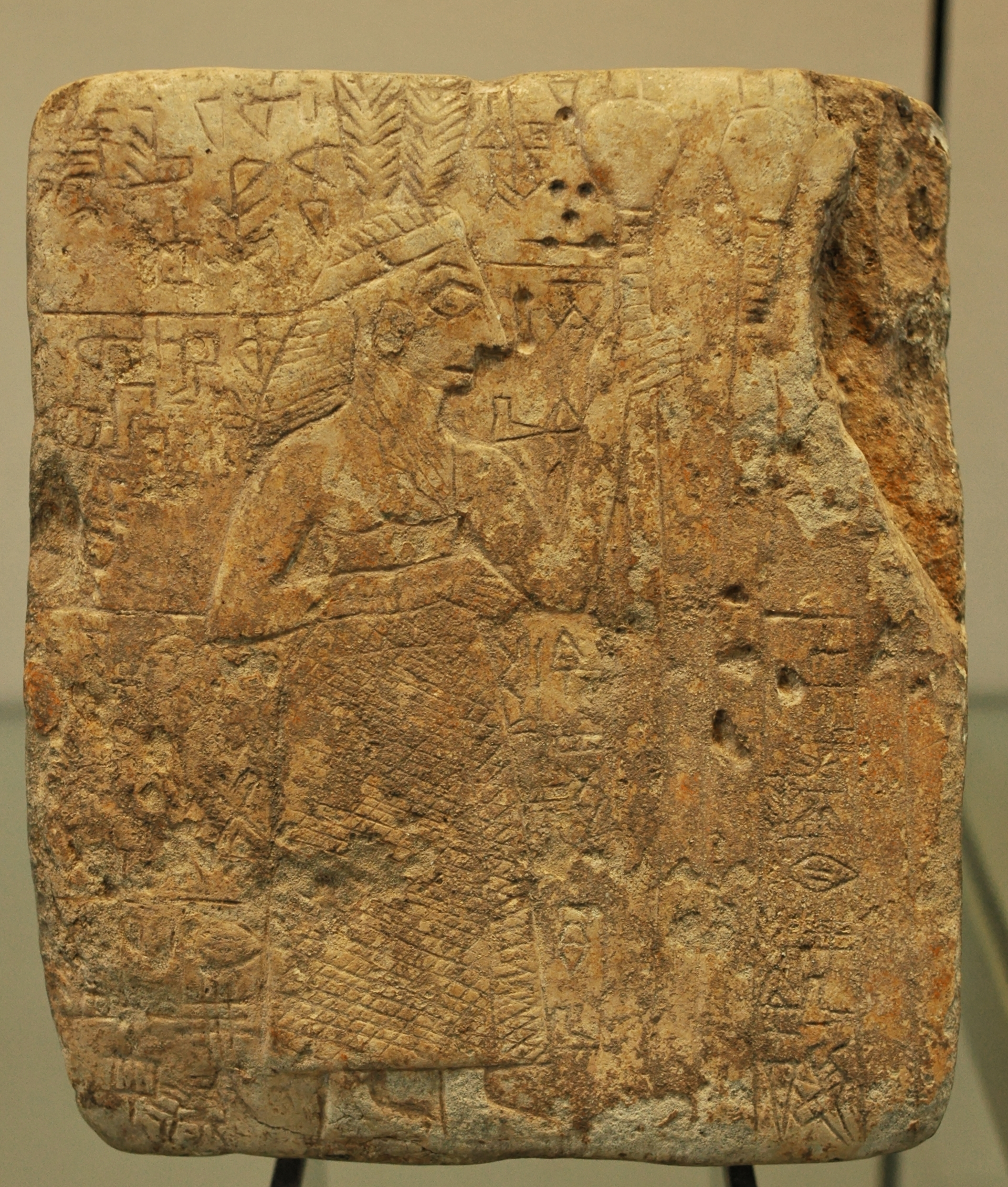
Bas-relief de la « figure aux plumes », représentant une figure royale en adorant devant un temple. Girsu, v. 2700 av. J.-C., musée du Louvre.
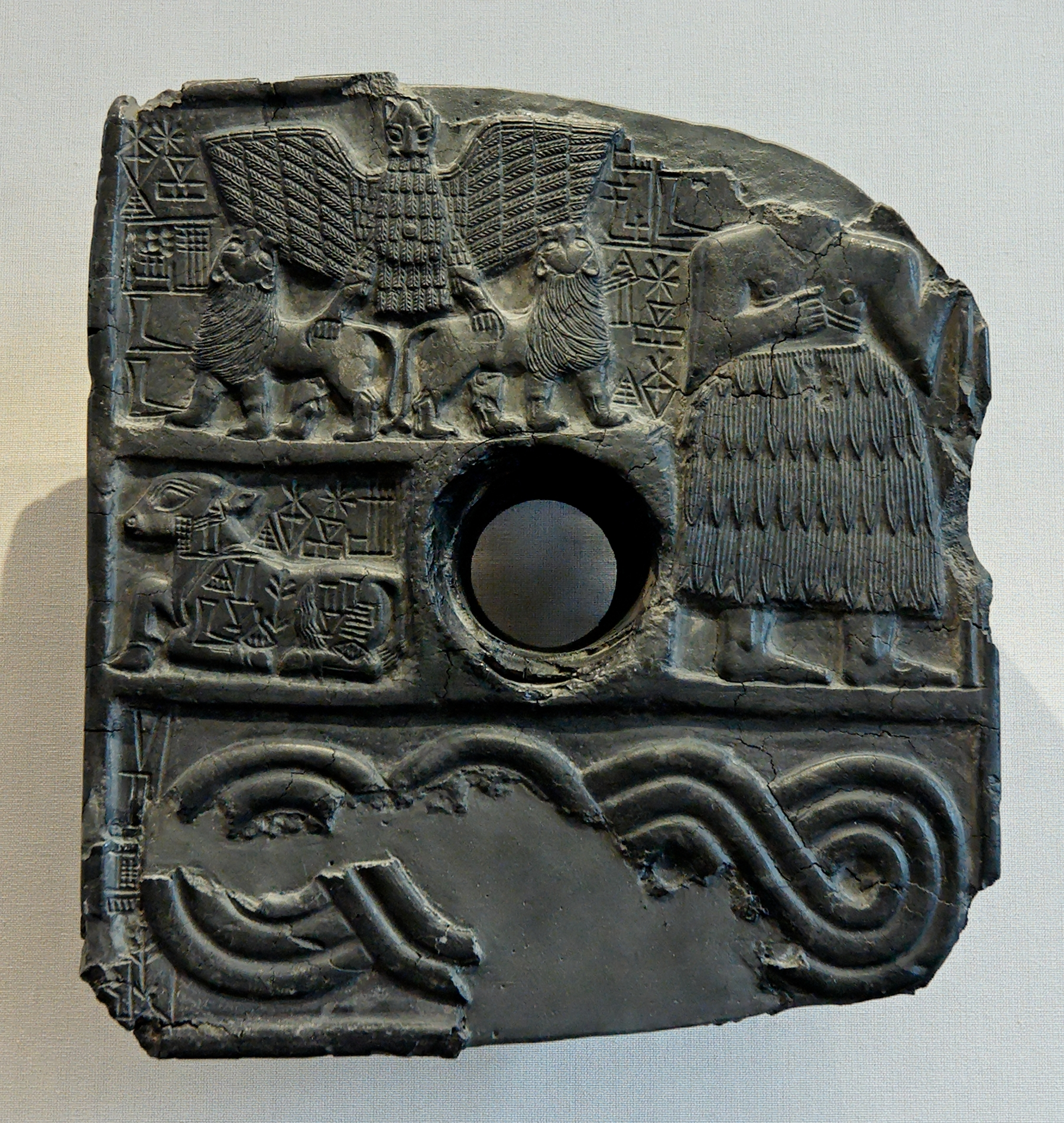
Relief votif de Dudu, musée du Louvre.
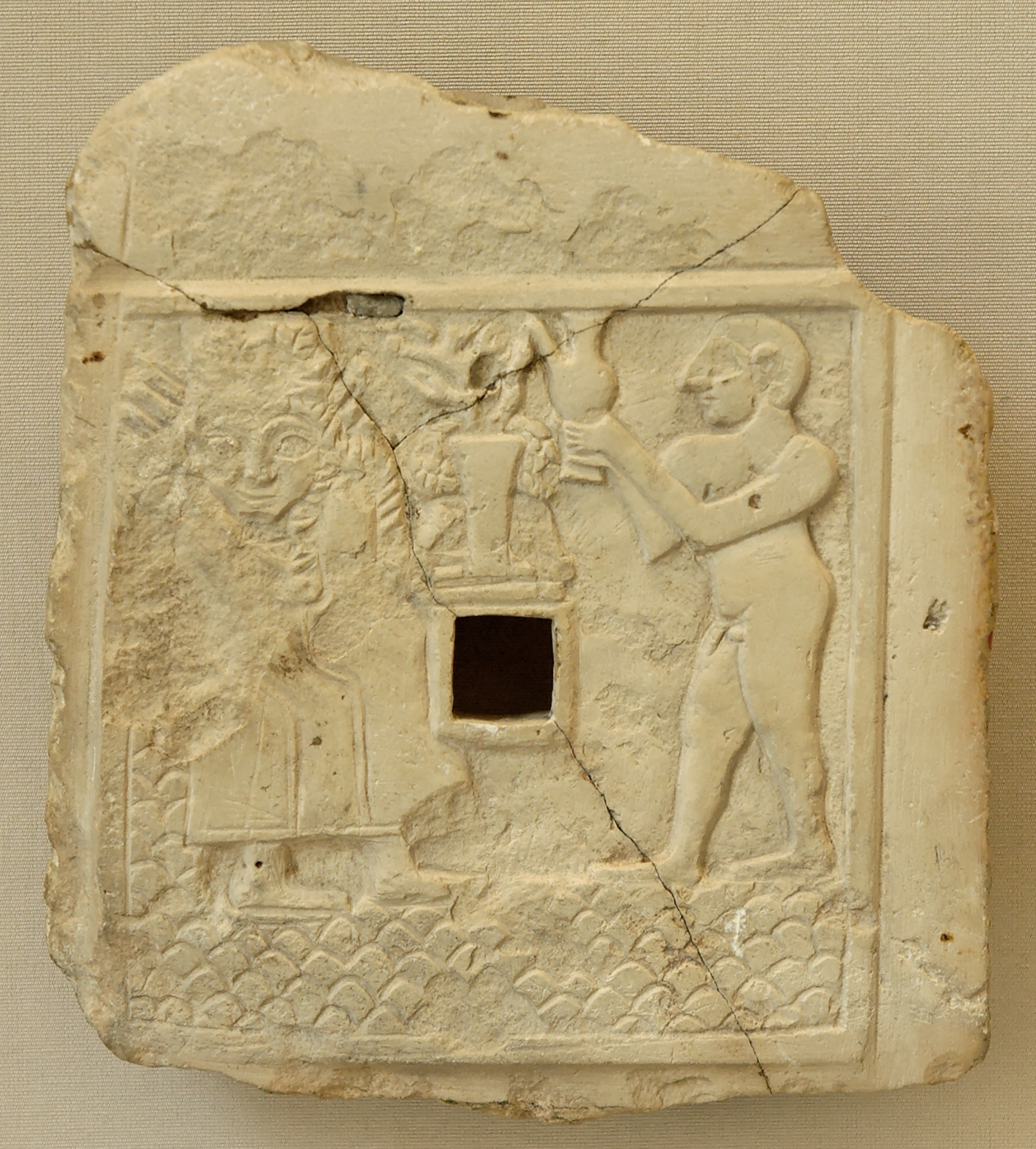
Bas-relief votif perforé représentant une scène de libation devant une déesse, musée du Louvre.
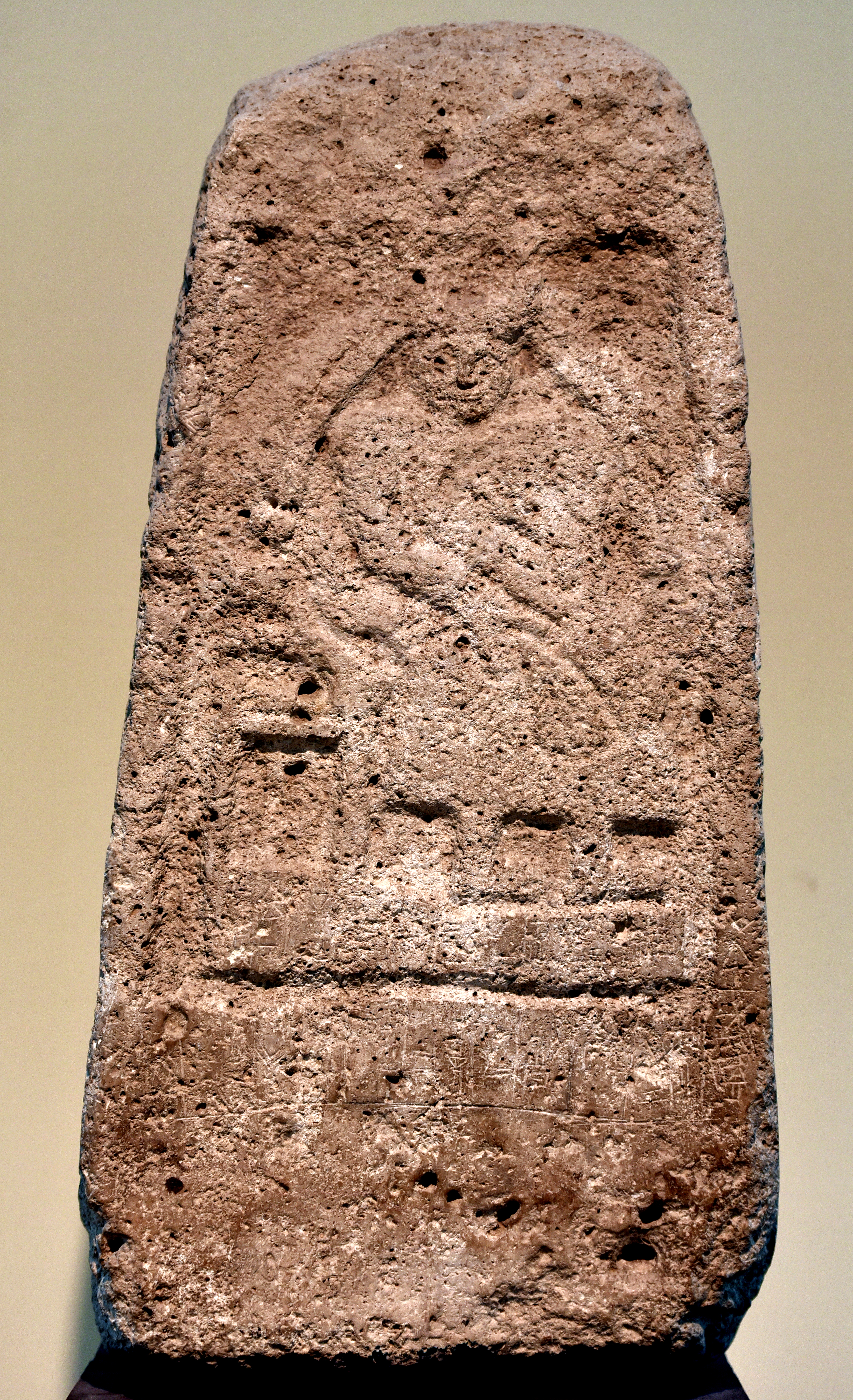
Stèle du roi Ur-Nanshe représentant la déesse Nisaba, provenant de Lagash. Musée national d'Irak.
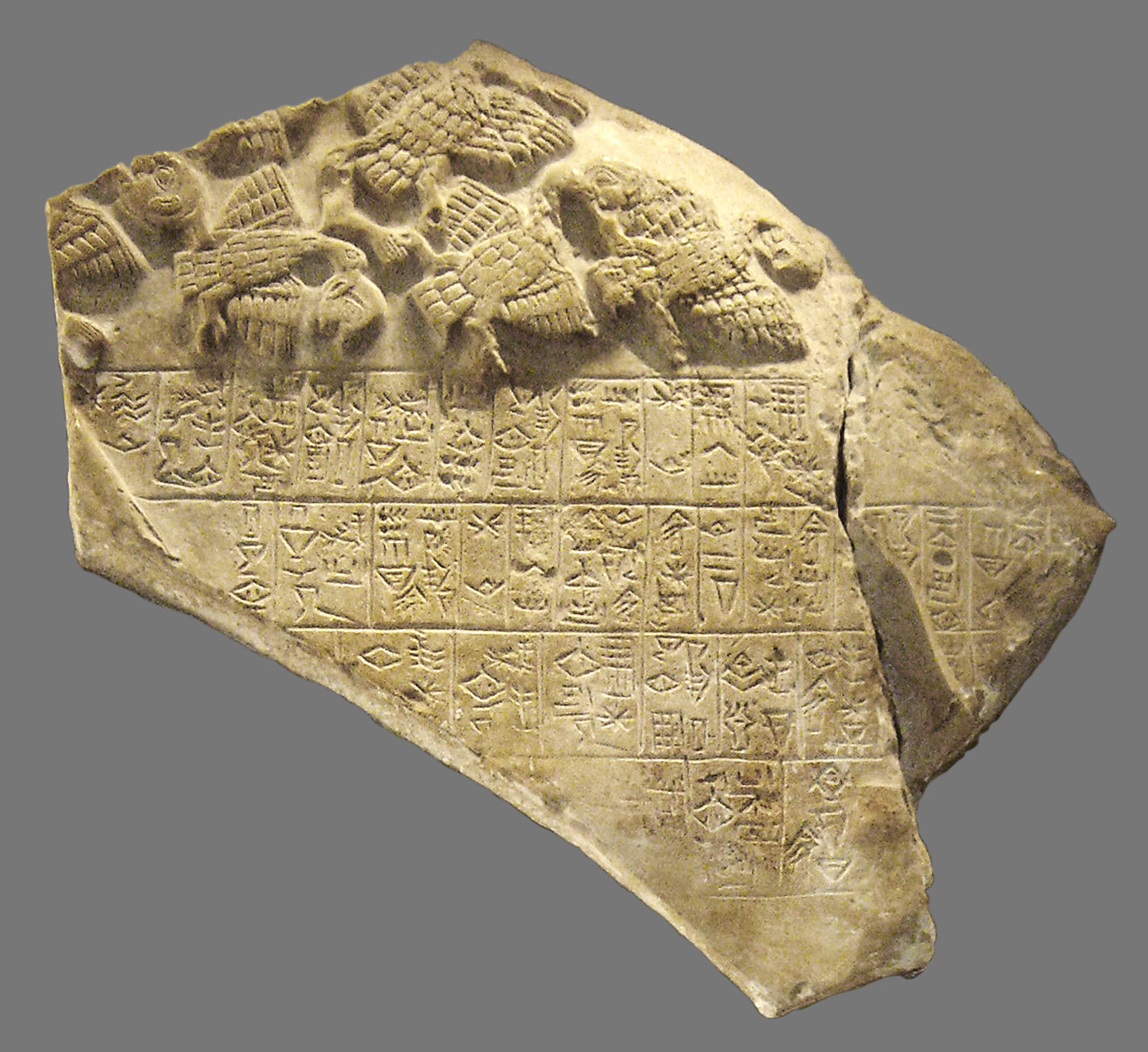
Stèle des vautours, musée du Louvre.
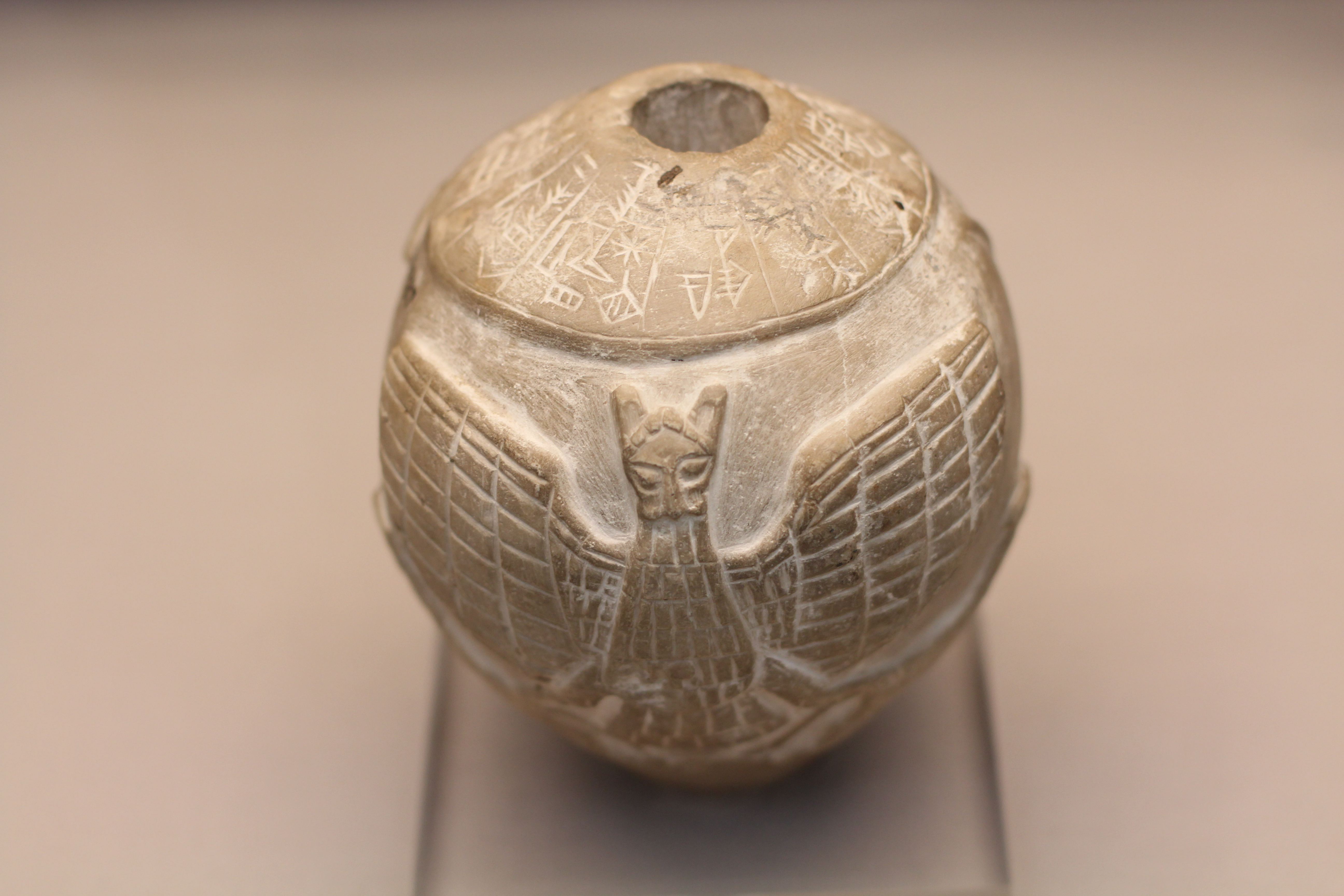
Tête de masse d'armes d'En-anatum représentant l'aigle léontocéphale, British Museum.
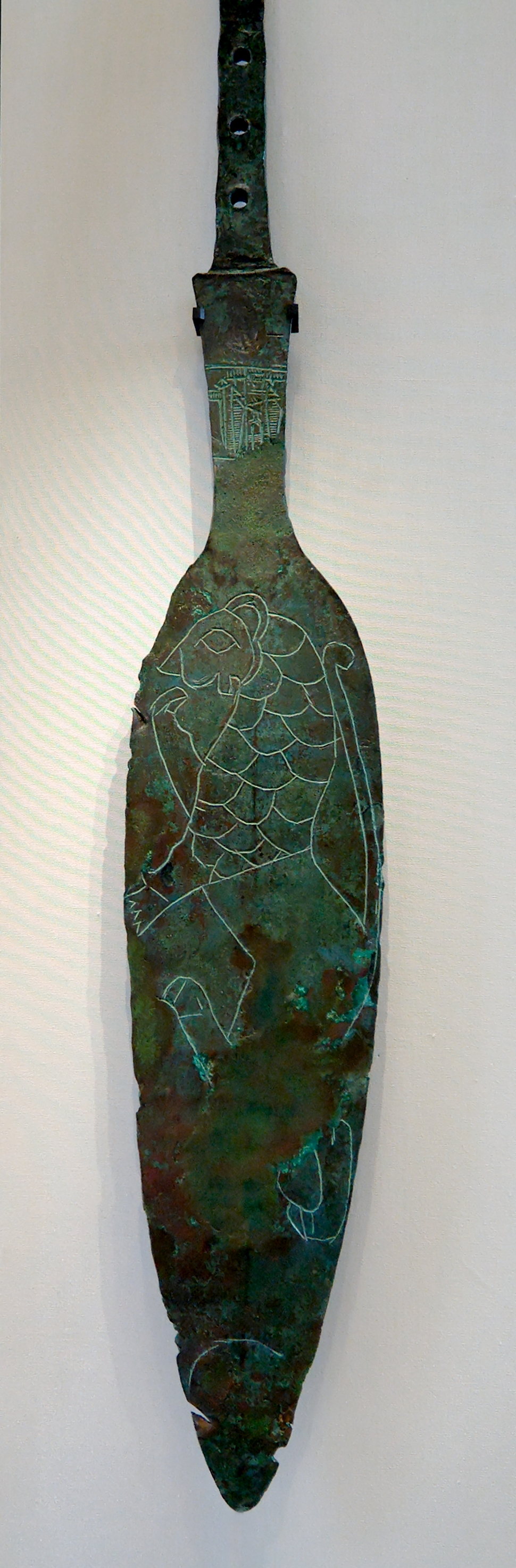
Lance massive en cuivre vouée par le roi de Kish, musée du Louvre.
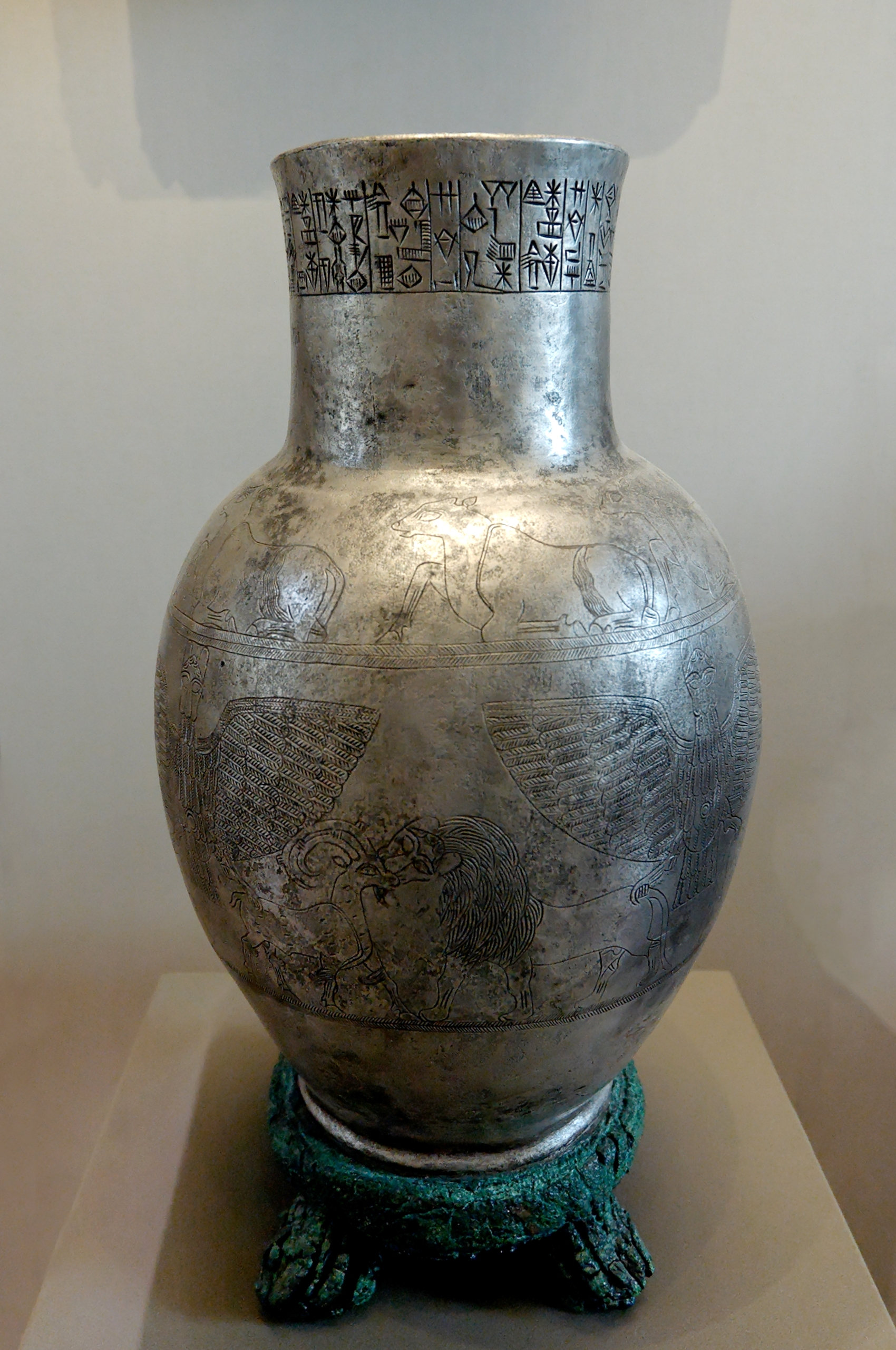
Vase d'En-metena dédié à Ningirsu, musée du Louvre.
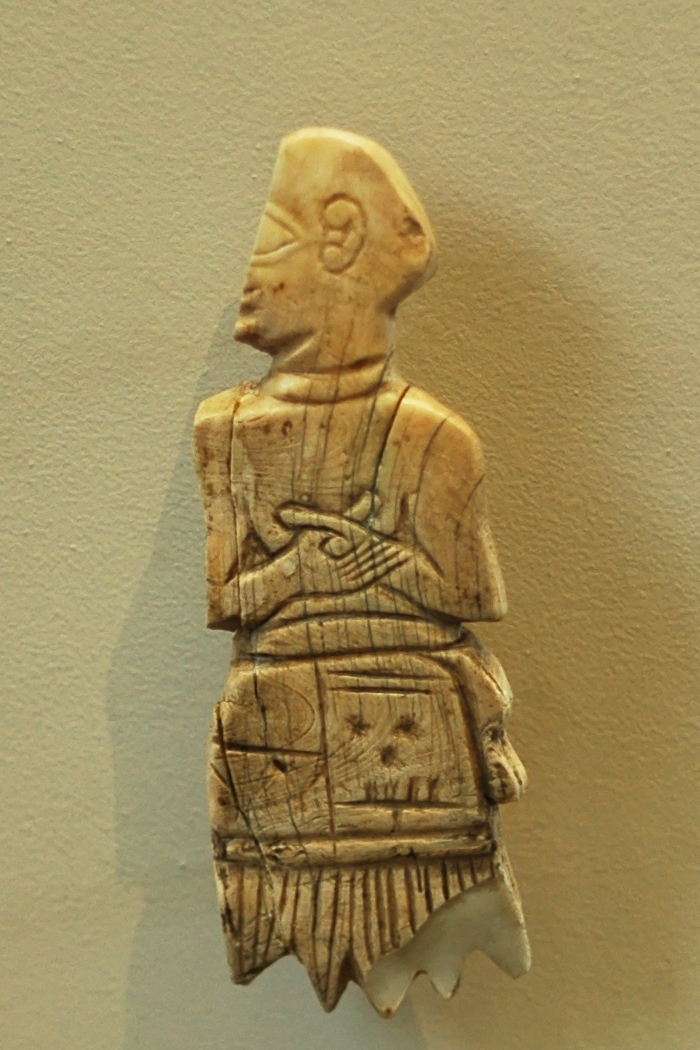
Élément d'incrustation en nacre inscrit au nom d'Akurgal, fils du roi Ur-Nanshe, musée du Louvre.

Les sculptures les plus célèbres de Lagash sont les nombreuses statues en ronde-bosse réalisées sous le règne de Gudea, commémorant ses actes pieux : la construction de temples. Elles sont taillées pour la plupart en diorite noire importée depuis la péninsule Arabique, plus précisément le pays de Magan, vers l'actuel Oman. Il s'agit de pièces parmi les plus remarquables de la statuaire mésopotamienne, dont on a souvent vanté la précision, témoignage de la grande maîtrise atteinte par les sculpteurs de Lagash. Le roi y est représenté assis ou debout, en position de prière (les mains croisées), avec une tunique à franges laissant l'épaule droite découverte et les pieds nus ; le visage est impassible, bouche fermée, avec les yeux grands ouverts,. D'autres réalisations artistiques du règne de Gudea sont connues : des fragments de stèles représentant des scènes cultuelles (présentation à une divinité, musiciens), des clous de fondation en cuivre terminant en une statuette en ronde-bosse représentant un personnage divin assis ou des animaux.

Œuvres artistiques provenant de Girsu/Tello de l'époque de Gudea.
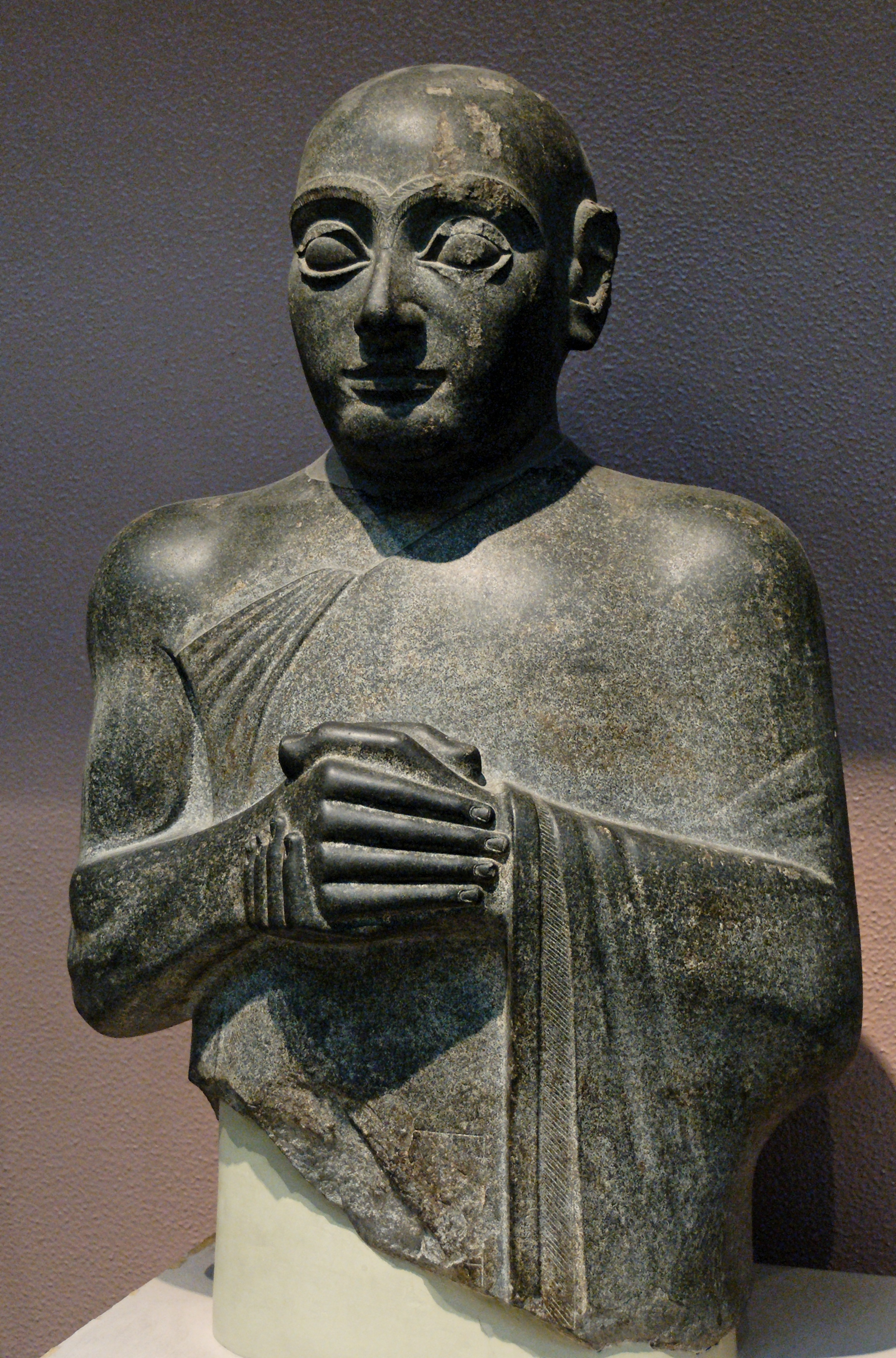
Statue de Gudea, British Museum.
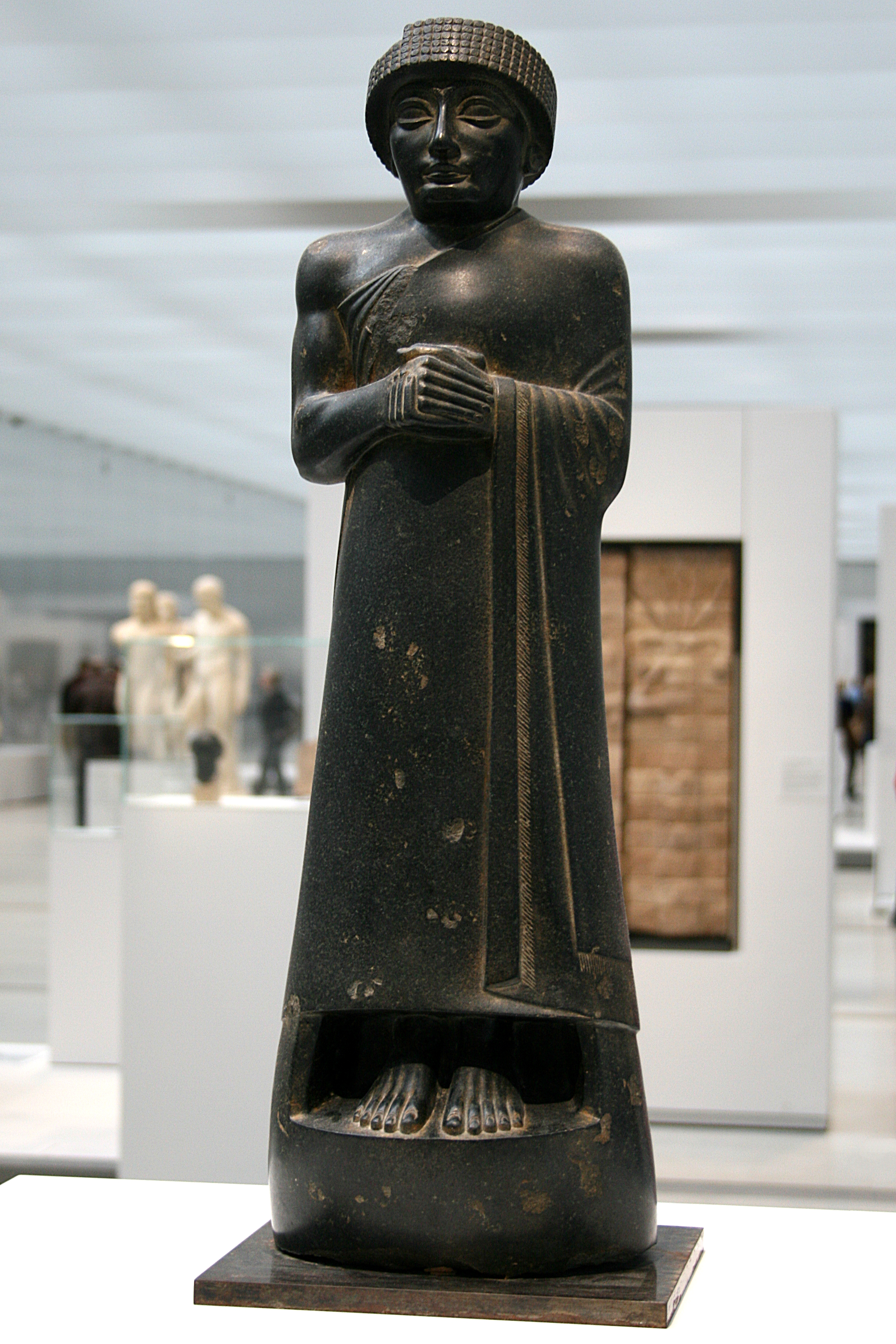
Statue de Gudea debout, musée du Louvre.
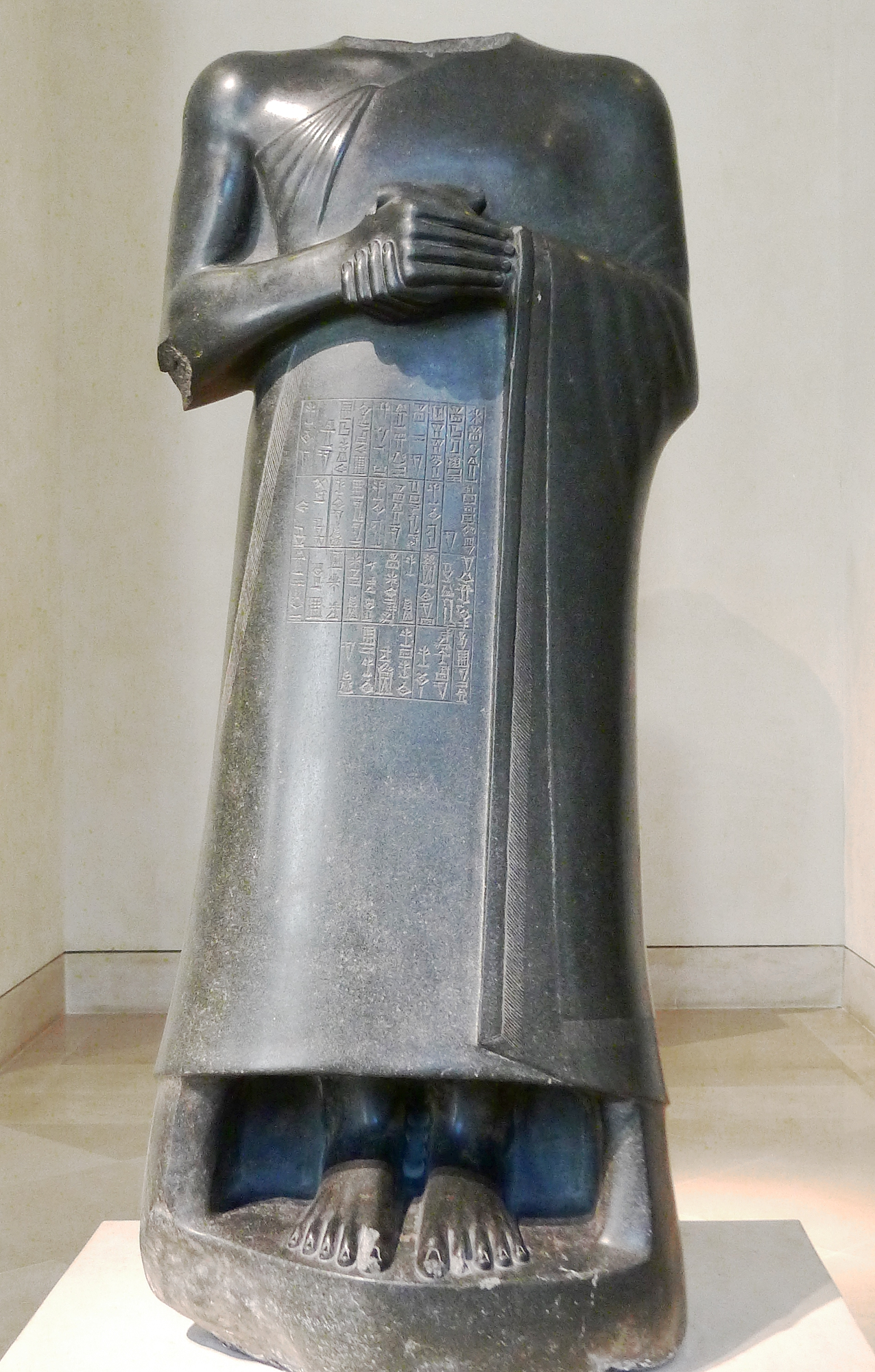
Statue acéphale de Gudea debout, musée du Louvre.
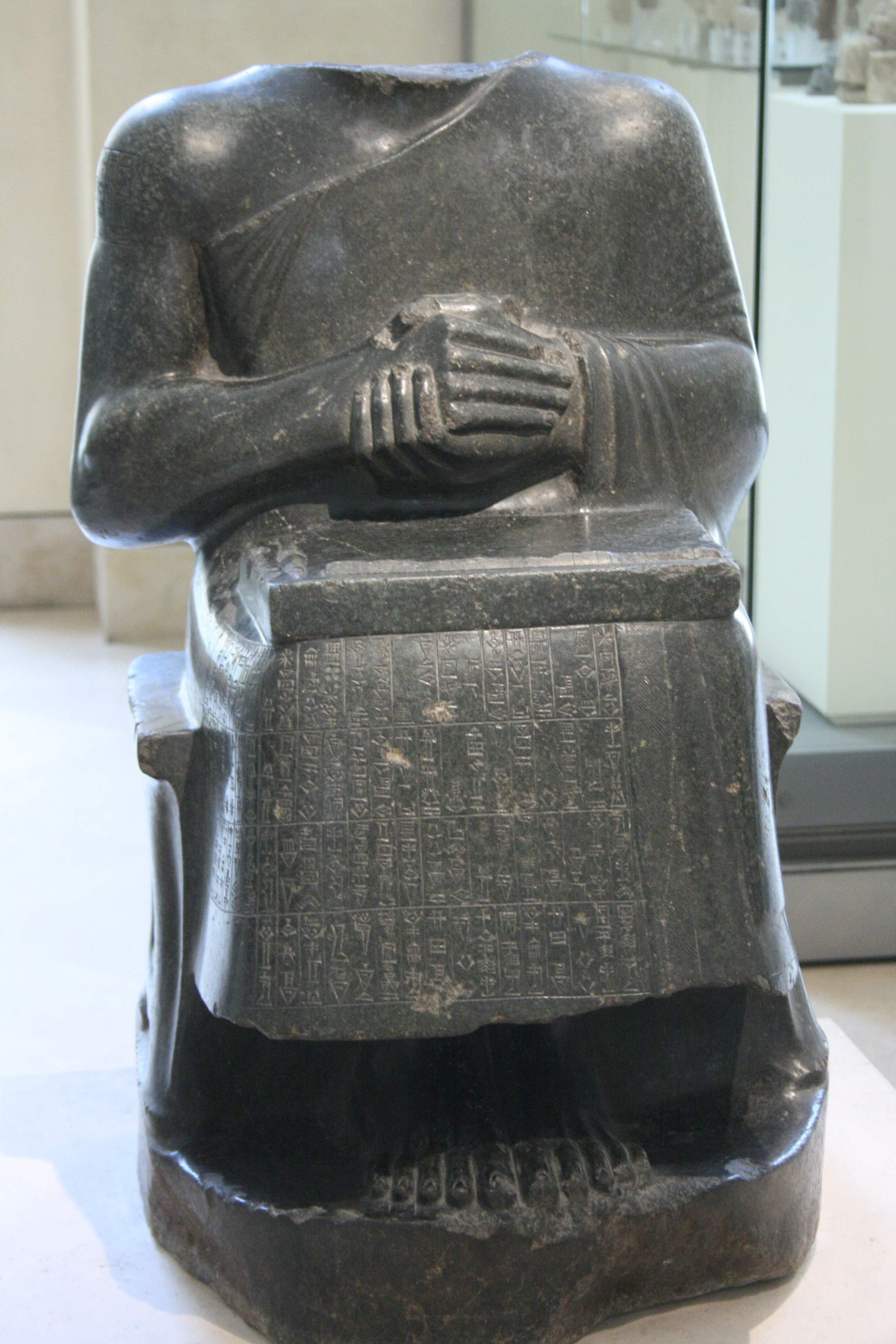
Statue acéphale de Gudea assis, dite à l'« architecte avec plan », musée du Louvre[102].
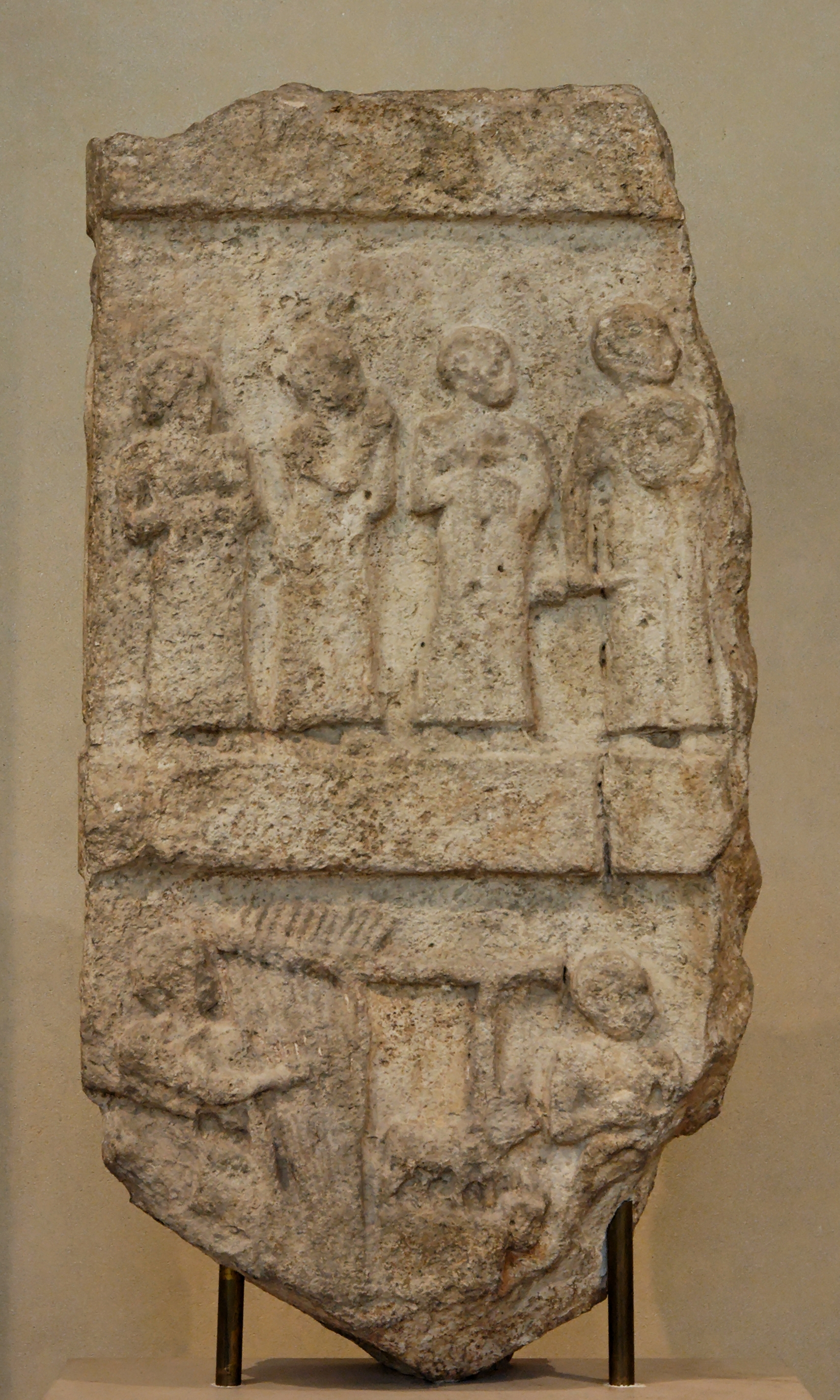
Stèle représentant des musiciens, musée du Louvre.
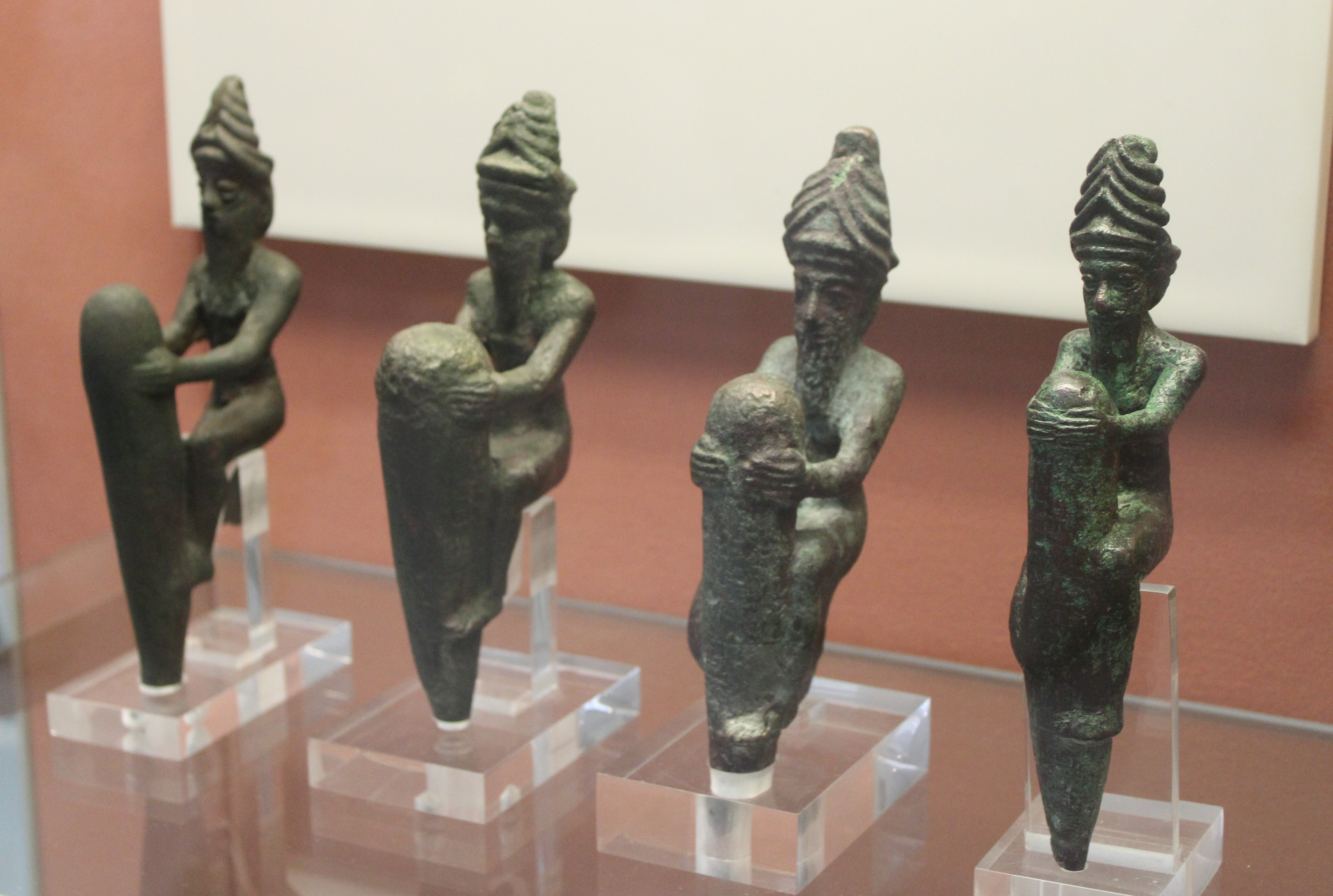
Quatre clous de fondation en alliage cuivreux commémorant la construction du temple de Ningirsu par Gudea, British Museum.
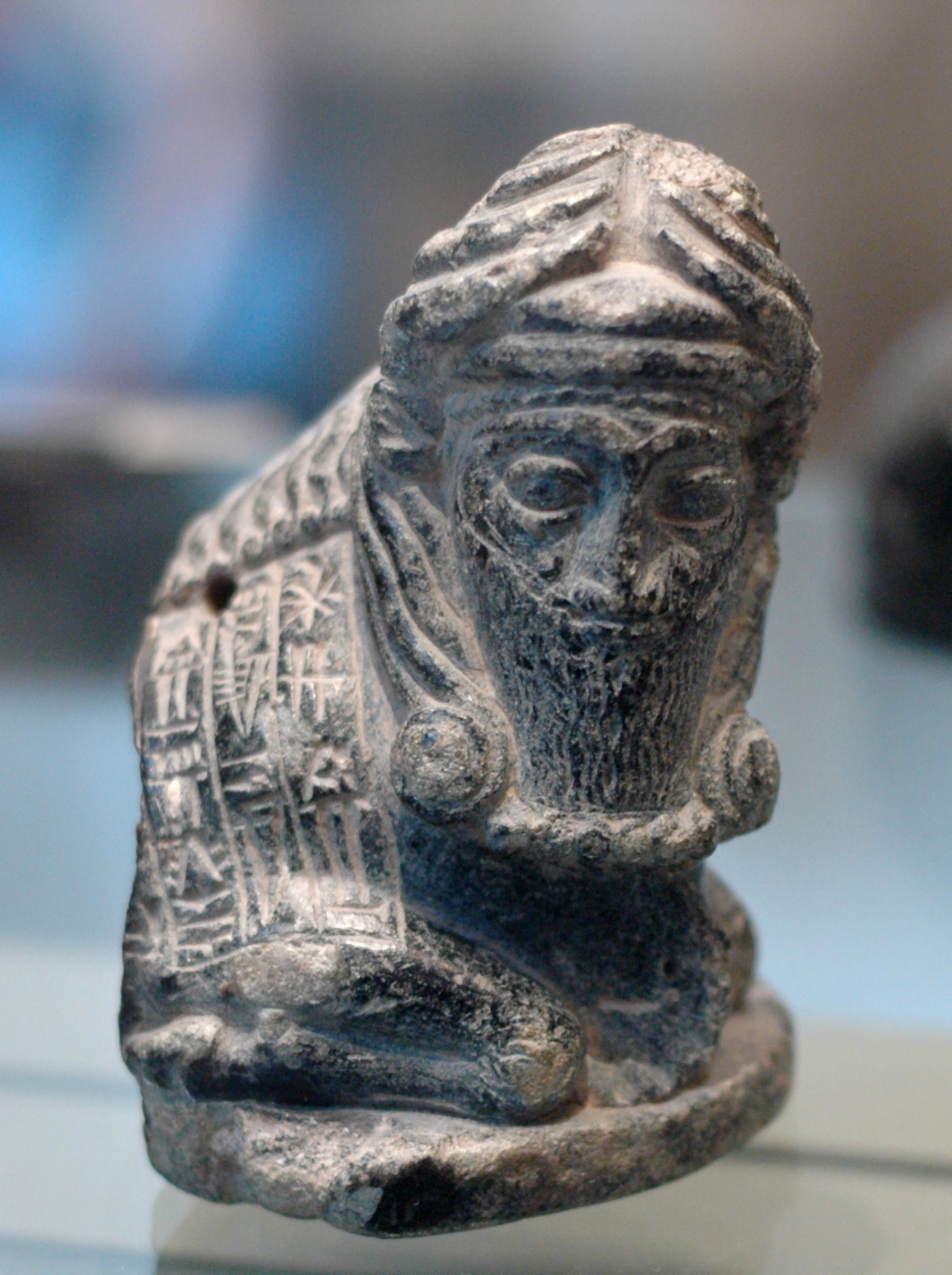
Statuette de taureau androcéphale en chlorite, vouée par Gudea, musée du Louvre.

Il convient également de mentionner le fait que les tablettes exhumées sur les sites de Lagash permettent l'étude des représentations gravées sur des sceaux-cylindres qui y ont été imprimées dessus, caractéristiques de l'art de la Mésopotamie antique.
Ces œuvres reflètent donc bien l'idéologie royale mésopotamienne du IIIe millénaire : un roi guerrier, mais avant tout un roi pieux, premier des fidèles, assurant le lien entre ses sujets et les dieux dont il construit les temples et auxquels il fait les plus belles offrandes. Plus largement, le sentiment religieux sumérien et les relations hommes-dieux nous apparaissent au travers des réalisations des artistes de Lagash.

### Généralités sur la civilisation sumérienne
- Agnès Benoit, Art et archéologie : les civilisations du Proche-Orient ancien, Paris, RMN, coll. « Manuels de l'école du Louvre », 2003
- Francis Joannès (dir.), Dictionnaire de la civilisation mésopotamienne, Paris, Robert Laffont, coll. « Bouquins », 2001
- (de) Gebhard J. Selz, Sumerer und Akkader : Geschichte, Gesellschaft, Kultur, Munich, C. H. Beck, 2005

### Société et économie
- Bertrand Lafont, « Sumer. II. La société sumérienne - 1. Institutions, économie et société », dans Jacques Briend et Michel Quesnel (dir.), Supplément au Dictionnaire de la Bible fasc. 72, Letouzey & Ané, 1999, col. 124-204
- (de) Joseph Bauer, « Der vorsargonische Abschnitt der mesopotamischen Geschichte », dans Joseph Bauer, Robert K. Englund et Manfred Krebernik, Mesopotamien: Späturuk-Zeit und Frühdynastische Zeit, Fribourg et Göttingen, Universitätsverlag Freiburg Schweiz et Vandenhoeck & Ruprecht, coll. « Orbis Biblicus et Orientalis », 1998 (lire en ligne), p. 429-585

### Études sur Lagash
- André Parrot, Tello : vingt campagnes de fouilles (1877-1933), Paris, Albin Michel, 1948
- (de) Su-Kyung Huh, Studien zur Region Lagaš : Von der Ubaid- bis zur altbabylonischen Zeit, Münster, Ugarit-Verlag, 2008
- (en) Sébastien Rey, For the Gods of Girsu : City-State Formation in Ancient Sumer, Oxford, Archaeopress Publishing, 2016

### Textes commémoratifs des rois de Lagash
- (en) Dietz Otto Edzard, The Royal inscriptions of Mesopotamia, Early periods, vol. 3/1, Gudea and His Dynasty, Toronto, University of Toronto Press, 1997
- (en) Douglas Frayne, The Royal inscriptions of Mesopotamia : Early periods, vol. 1, Presargonic Period (2700–2350 BC), Toronto, University of Toronto Press, 2008
- Edmond Sollberger et Jean-Robert Kupper, Inscriptions royales sumériennes et akkadiennes, Paris, Le Cerf, coll. « Littératures anciennes du Proche-Orient », 1971